# Третий дивизион России по футболу 2018
XXVII Первенство России среди футбольных клубов третьего дивизиона прошло по системе «весна-осень» с 1 апреля по 30 ноября 2018 года.

## Победители первенства
| Дальний Восток | Сибирь      | Урал и Западная Сибирь | Приволжье              | Золотое кольцо | Северо-Запад    | Черноземье                    | ЮФО/СКФО              | Московская область | Москва |
| -------------- | ----------- | ---------------------- | ---------------------- | -------------- | --------------- | ----------------------------- | --------------------- | ------------------ | ------ |
| Ноглики        | Новокузнецк | Металлург (Аша)        | Химик-Август (Вурнары) | Факел (Киров)  | Химик (Коряжма) | Металлург-ОЭМК (Старый Оскол) | Магас-ИнгГУ (Назрань) | Люберцы            | Росич  |

## Расположение команд
Северо-Запад 

Золотое Кольцо 

Черноземье

Приволжье 

Урал и Западная Сибирь

Сибирь 

Дальний Восток 

### Московская область
Группа «А»

## Дальний Восток
27 февраля в Хабаровске прошло совещание по вопросам организации и проведения Первенства России по футболу среди команд III дивизиона и детско-юношеских соревнований на Дальнем Востоке в 2018 году.

### Кубок России среди команд 3 дивизиона, зона «Дальний Восток»
Кубок России среди команд 3 дивизиона зона «Дальний Восток» прошёл со 2 по 5 мая 2018 года в формате однокругового группового этапа.
| М | Команда                     | И | В | Н | П | Мячи  | ±  | О | Примечания |
| - | --------------------------- | - | - | - | - | ----- | -- | - | ---------- |
| 1 | Благовещенск                | 3 | 3 | 0 | 0 | 9 − 2 | +7 | 9 |            |
| 2 | ДСИ (Комсомольск-на-Амуре)  | 3 | 2 | 0 | 1 | 4 − 5 | −1 | 6 |            |
| 3 | СКА-Хабаровск-М (Хабаровск) | 3 | 1 | 0 | 2 | 4 − 6 | −2 | 3 |            |
| 4 | Спектр (Биробиджан)         | 3 | 0 | 0 | 3 | 1 − 5 | −4 | 0 |            |

И — игры, В — выигрыши, Н — ничьи, П — проигрыши, Мячи — забитые и пропущенные голы, ± — разница голов, О — очки

```
2 мая
«ДСИ» (Комсомольск-на-Амуре) — «СКА-Хабаровск-М» 2:1
«Благовещенск» — «Спектр» (Биробиджан) 2:0

3 мая
«СКА-Хабаровск-М» — «Благовещенск» 2:4
«Спектр» (Биробиджан) — «ДСИ» (Комсомольск-на-Амуре) 1:2

5 мая
«Спектр» (Биробиджан) — «СКА-Хабаровск-М» 0:1
«ДСИ» (Комсомольск-на-Амуре) — «Благовещенск» 0:3
```

### Первенство зоны «Дальний Восток»
Первые матчи в изначальном варианте планировалось начать в мае, но, позднее было решено, что первенство начнётся после 12 июня, когда пройдут 1 круг первенства России по футболу среди команд спортивных школ в группе «юноши 2005 г.р., зона „Дальний Восток“» и первенство Дальнего Востока по пляжному футболу среди команд КФК. 9 июня был опубликован календарный план, согласно которому Первенство России среди команд третьего дивизиона зона «Дальний Восток» должно было пройти по туровой системе в двух городах: первый круг должен был пройти в городе Биробиджане с 25 по 31 июля. Второй — в городе Уссурийске с 26 сентября по 2 октября. Приём заявок на участие в первенстве планировалось завершить в конце июня 2018 года. Однако по состоянию на август 2018 года информации о матчах, которые должны были пройти в Биробиджане, не было. Также до некоторого момента не был известен точный состав участников первенства; достоверно заявлялись намерения об участии клуба «Дальстройиндустрия» («ДСИ»), было также вероятно участие команд, игравших за кубок.
15 августа стали известны окончательный состав участников и календарь. В сезоне 2018 года вместо молодёжки «Сахалина» и «Нерюнгри» заявились «Спектр» и молодёжка клуба «СКА-Хабаровск». Как сообщалось ранее, выявлять победителя команды будут в два круга: первый прошёл в Биробиджане с 19 по 23 августа, второй — в Уссурийске с 19 по 23 сентября.
17 сентября, за 2 дня до старта второго круга Первенства России среди команд 3 дивизиона зона «Дальний Восток» биробиджанский «Спектр» отказался от участия в соревнованиях «в связи с трудностями по работе многих футболистов команды». Согласно Регламенту в оставшихся матчах «Спектру» засчитано техническое поражение со счетом 0:3. В связи с этим обстоятельством в календарь второго круга были внесены изменения.
21 сентября по итогам матча 5 тура «Ноглики» — «СКА-Хабаровск-М» определился победитель первенства — «Ноглики».
Заключительный матч «Луч-М» — «СКА-Хабаровск-М» был приостановлен на 51-й минуте при счёте 1:0 в пользу «Луча» в связи с дракой фанатов обеих команд у скамейки запасных «СКА-Хабаровска-М», спровоцированной фанатами «Луча». В итоге тренерский штаб хабаровской команды принял решение не продолжать матч. Решение об эпизоде и исходе матча принималось на заседании КДК ДФС. В середине октября в таблицу было внесено изменение, по которому «Луч-М» получил 3 очка и 3 забитых мяча, но в исходах игр было указано +3=0-3 вместо +4=0-2. Официального решения в течение октября долгое время не было опубликовано, изменения в таблицу были внесены не позднее 30 сентября.
| М | Команда                     | И | В | Н | П | Мячи   | ±   | О  | Примечания            |
| - | --------------------------- | - | - | - | - | ------ | --- | -- | --------------------- |
| 1 | Ноглики                     | 6 | 4 | 1 | 1 | 17 − 6 | +11 | 13 |                       |
| 2 | Луч-Энергия-М (Владивосток) | 6 | 4 | 0 | 2 | 8 − 3  | +5  | 12 |                       |
| 3 | СКА-Хабаровск-М (Хабаровск) | 6 | 3 | 1 | 2 | 12 − 9 | +3  | 10 |                       |
| 4 | Спектр (Биробиджан)         | 6 | 0 | 0 | 6 | 2 − 21 | −19 | 0  | Снялся с соревнований |

И — игры, В — выигрыши, Н — ничьи, П — проигрыши, Мячи — забитые и пропущенные голы, ± — разница голов, О — очки

#### Изменение лидера по ходу первенства
1 круг, г. Биробиджан (Еврейская АО)

1 тур (19 августа 2018 года, воскресенье)

- 15.30 ФК «Ноглики» - Луч-М (Владивосток) 1:0 (1:0)
- 18.00 Спектр (Биробиджан) - СКА-Хабаровск-М 1:3 (0:1)

Лидер — «СКА-Хабаровск-М» (лучше разница мячей)

20 августа, понедельник                     

выходной день

2 тур, 21 августа (вторник)

- 15.30 ФК «Ноглики» — СКА-Хабаровск-М 5:1 (1:1)
- 18.00 Луч-М (Владивосток) — Спектр (Биробиджан) 4:0 (1:0)

Лидер — ФК «Ноглики»

22 августа (среда)

выходной день

3 тур, 23 августа (четверг)

- 13.30 СКА-Хабаровск-М — Луч-М (Владивосток) 2:0 (0:0)
- 17.30 ФК «Ноглики» — Спектр (Биробиджан) 5:1 (1:0)

Лидер — ФК «Ноглики»

2 круг г. Уссурийск (Приморский  край)

4 тур, 19 сентября (среда)

- СКА-Хабаровск-М - Спектр (Биробиджан) 3:0 (тех)

14:30

- Луч-М (Владивосток) - ФК «Ноглики» 1:0 (0:0)[17]

Лидер — ФК «Ноглики»

20 сентября (четверг)

выходной день

5 тур, 21 сентября (пятница)

- Спектр (Биробиджан) - Луч-М (Владивосток) 0:3 (тех)

14:30

- ФК «Ноглики» - СКА-Хабаровск-М 3:3 (2:1)[18]

  - Сыграв вничью, ФК «Ноглики» одержал победу в первенстве зоны.

Лидер — ФК «Ноглики»

22 сентября (суббота)

выходной день

6 тур, 23 сентября (воскресенье)

- Спектр (Биробиджан) — ФК «Ноглики» 0:3 (тех)

14:30 → 12:00, Уссурийск, стадион «Локомотив»

- Луч-М (Владивосток) — СКА-Хабаровск-М — прерван (1:0, 51')[12]; решение будет принято на заседании КДК ДФС

Победитель: ФК «Ноглики»

## Сибирь

### Первенство Сибири, Высшая лига
Первенство России среди любительских команд III дивизиона зоны «Сибирь» (высшая лига) прошло с 11 мая по 15 октября 2018 года.
По сравнению с прошлым сезоном лига сократилась на 2 клуба: выбыло 3 и прибавился 1 клуб. Молодёжная команда ФК «Чита» и «Бурятия» опустились в Первую лигу, а «Енисей-М» не заявился в Высшую лигу 2018. Новичком лиги стала молодёжная команда из Томска — «Томь-М».
После побед в матче 11 тура над «Рассветом» и в матче 12 тура над «Распадской» ФК «Новокузнецк» обеспечил себе победу в первенстве и право на выход в ПФЛ.
| М | Команда                   | И  | В  | Н | П | Мячи    | ±   | О  | Примечания        |
| - | ------------------------- | -- | -- | - | - | ------- | --- | -- | ----------------- |
| 1 | Новокузнецк               | 14 | 10 | 4 | 0 | 32 − 8  | +24 | 34 |                   |
| 2 | Рассвет (Красноярск)      | 14 | 8  | 3 | 3 | 23 − 11 | +12 | 27 |                   |
| 3 | Распадская (Междуреченск) | 14 | 7  | 3 | 4 | 20 − 13 | +7  | 24 |                   |
| 4 | Сибирь-М (Новосибирск)    | 14 | 5  | 5 | 4 | 14 − 11 | +3  | 20 | Молодёжный состав |
| 5 | Кемерово                  | 14 | 4  | 2 | 8 | 14 − 28 | −14 | 14 |                   |
| 6 | Полимер (Барнаул)         | 14 | 3  | 3 | 8 | 15 − 31 | −16 | 12 |                   |
| 7 | Томь-М (Томск)            | 14 | 2  | 5 | 7 | 13 − 19 | −6  | 11 | Молодёжный состав |
| 8 | Зенит-М (Иркутск)         | 14 | 1  | 7 | 6 | 10 − 20 | −10 | 10 | Молодёжный состав |

И — игры, В — выигрыши, Н — ничьи, П — проигрыши, Мячи — забитые и пропущенные голы, ± — разница голов, О — очки

#### Изменение лидера по ходу первенства
1 тур (11 мая 2018 года)

- ФСК «Распадская» — «Сибирь-М» 2:0 (0:0)
- ФК «Новокузнецк» — «Полимер» 3:0 (2:0)
- «Томь-М» — «Рассвет» 0:1 (0:1)
- «СДЮСШОР-Кемерово» — «Зенит-М» 2:1 (2:0)

Лидер — ФК «Новокузнецк» (лучше разница мячей)

2 тур (13 мая 2018 года)

- ФК «Новокузнецк» — «Сибирь-М» 0:0 (0:0)
- ФК «Распадская» — «Полимер» 2:0 (1:0)
- «Томь-М» — «Зенит-М» 0:0 (0:0)
- «СДЮСШОР-Кемерово» — «Рассвет» 0:2 (0:0)

Лидер — ФК «Распадская»

3 тур (25 мая 2018 года)

- «Сибирь-М» — «Полимер» 5:0 (1:0)
- «Зенит-М» — «Рассвет» 0:0 (0:0)

Промежуточный лидер — «Рассвет»

- «Томь-М» — «СДЮСШОР-Кемерово» 6:1 (3:1)
- ФК «Новокузнецк» — ФСК «Распадская» 5:2 (1:0)

Лидер — ФК «Новокузнецк» (лучше разница мячей)

4 тур (8 июня 2018 года)

- «Зенит-М» — ФСК «Распадская» 1:1 (0:0)
- «Сибирь-М» — «СДЮСШОР-Кемерово» 1:0 (0:0)
- «Рассвет» — ФК «Новокузнецк» 1:3 (1:0)

Лидер — ФК «Новокузнецк» (лучше разница мячей)

5 тур (10 июня 2018 года)

- «Рассвет» — ФСК «Распадская» 0:2 (0:0)
- «Зенит-М» — ФК «Новокузнецк» 2:2 (1:1)
- «Сибирь-М» — «Томь-М» 1:0 (0:0)
- «Полимер» — «СДЮСШОР-Кемерово» 1:1 (1:0)

Лидер — ФК «Новокузнецк» (лучше разница мячей)

4 тур (12 июня 2018 года)

- «Полимер» — «Томь-М» 4:2 (2:2)

6 тур (22 июня 2018 года)

- «СДЮСШОР-Кемерово» — ФК «Новокузнецк» 0:1 (0:1)
- «Томь-М» — ФСК «Распадская» 0:0 (0:0)
- «Рассвет» — «Сибирь-М» 1:1 (1:1)

6 тур (9 сентября → 14 сентября 2018 года)

- «Зенит-М» — «Полимер» 1:3 (0:0)

Лидер — ФК «Новокузнецк» (лучше разница мячей)

7 тур (24 июня 2018 года)

- «Зенит-М» — «Сибирь-М» 0:0 (0:0)
- «Рассвет» — «Полимер» 4:1 (1:1)
- «СДЮСШОР-Кемерово» — ФСК «Распадская» 2:0 (1:0)
- «Томь-М» — ФК «Новокузнецк» 0:3 (0:2)

Лидер — ФК «Новокузнецк» (лучше разница мячей)

8 тур (27 июля 2018 года)

- «Зенит-М» — «СДЮСШОР-Кемерово» 2:0 (1:0)
- «Полимер» — ФК «Новокузнецк» 0:2 (0:2)
- «Сибирь-М» — ФСК «Распадская» 1:0 (0:0)
- «Рассвет» — «Томь-М» 1:0 (1:0)

Лидер — ФК «Новокузнецк» (лучше разница мячей)

9 тур (29 июля 2018 года)

- «Сибирь-М» — ФК «Новокузнецк» 2:2 (2:1)
- «Полимер» — ФСК «Распадская» 0:3 (0:2)
- «Зенит-М» — «Томь-М» 0:0 (0:0)
- «Рассвет» — «СДЮСШОР-Кемерово» 6:0 (1:0)

Лидер — ФК «Новокузнецк» (лучше разница мячей)

10 тур (10 августа 2018 года)

- «СДЮСШОР-Кемерово» — «Томь-М» 2:2 (1:1)
- ФСК «Распадская» — ФК «Новокузнецк» 0:0 (0:0)
- «Рассвет» — «Зенит-М» 1:1 (1:1)
- «Полимер» — «Сибирь-М» 1:1 (1:0)

Лидер — ФК «Новокузнецк» (лучше разница мячей)

11 тур (24 августа 2018 года)

- ФСК «Распадская» — «Зенит-М» 4:1 (3:1)
- ФК «Новокузнецк» — «Рассвет» 2:0 (0:0)
- «СДЮСШОР-Кемерово» — «Сибирь-М» 1:0 (0:0)
- «Томь-М» — «Полимер» 1:1 (0:1)

Лидер — ФК «Новокузнецк» (лучше разница мячей)

12 тур (26 августа 2018 года)

- «СДЮСШОР-Кемерово» — «Полимер» 3:2 (2:0)
- «Томь-М» — «Сибирь-М» 2:0 (1:0)
- ФК «Новокузнецк» — «Зенит-М» 3:0 (3:0)
- ФСК «Распадская» — «Рассвет» 1:2 (1:0)

Лидер — ФК «Новокузнецк» (лучше разница мячей)

13 тур (21 сентября 2018 года)

- «Сибирь-М» — «Рассвет» 0:2 (0:2)

  - Проиграв, молодёжка «Сибири» потеряла шансы на бронзу.
- ФК «Новокузнецк» — «СДЮСШОР-Кемерово» 2:1 (2:1)
- ФСК «Распадская» — «Томь-М» 1:0 (0:0)
- «Полимер» — «Зенит-М» 2:1 (0:1)

Лидер — ФК «Новокузнецк» (лучше разница мячей)

14 тур (23 сентября 2018 года)

- ФСК «Распадская» — «СДЮСШОР-Кемерово» 2:1 (2:1)
- «Полимер» — «Рассвет» 0:2 (0:1)

  - «Рассвету» для серебра было достаточно ничейного результата. В случае поражения «Рассвета» и победы «Распадской» последняя команда получала бы серебро по результатам личной встречи. Победа обеспечила «Рассвету» серебро.
- ФК «Новокузнецк» — «Томь-М» 4:0 (2:0)

  - «Зениту-М» и «Томи-М» были необходимы победы, а «Полимеру» достаточно было или ничейного результата, или потерь очков соперников для сохранения места в Высшей лиге.
- «Сибирь-М» — «Зенит-М» 2:0 (1:0)

  - Проиграв, «Зенит-М» выбыл в Первую лигу.

Победитель: ФК «Новокузнецк»

### Первенство Сибири, Первая лига
Первенство России среди любительских команд III дивизиона зоны «Сибирь» (первая лига) прошло с июня по сентябрь 2018 года.
В первенстве приняли участие шесть команд, разделённых на две группы. Первые две команды из каждой группы вышли во второй этап и разыграли призовые места.

#### Группа «Восток»
| М | Команда            | И | В | Н | П | Мячи    | ±   | О  | Примечания           |
| - | ------------------ | - | - | - | - | ------- | --- | -- | -------------------- |
| 1 | Бурятия (Улан-Удэ) | 6 | 6 | 0 | 0 | 39 − 4  | +35 | 18 | Выход во второй этап |
| 2 | Чита-М             | 6 | 1 | 1 | 4 | 13 − 20 | −7  | 4  | Выход во второй этап |
| 3 | Байкал (Иркутск)   | 6 | 1 | 1 | 4 | 7 − 35  | −28 | 4  |                      |

И — игры, В — выигрыши, Н — ничьи, П — проигрыши, Мячи — забитые и пропущенные голы, ± — разница голов, О — очки

«Бурятия» обеспечила себе выход во второй этап после победы в матче с «Байкалом» во втором круге. «Байкал» упустил шанс выхода во второй этап, проиграв «Бурятии» в 9 матче.
29 июня 2018

- ФК «Чита-М» — «Байкал» 5:2 (2:0)

Промежуточный лидер - ФК «Чита-М»

30 июня 2018

- «Бурятия» — «Байкал» 11:0 (5:0)

Промежуточный лидер - «Бурятия» (лучшая разница мячей)

1 июля 2018

- ФК «Чита-М» — «Бурятия» 1:2 (1:0)

Лидер — «Бурятия»

13 июля 2018

- «Байкал» — ФК «Чита-М» 2:2 (2:2)

Промежуточный лидер - «Бурятия»

14 июля 2018

- ФК «Чита-М» — «Бурятия» 2:3 (1:2)

Промежуточный лидер - «Бурятия»

15 июля 2018

- «Байкал» — «Бурятия» 0:8 (0:4)

Лидер — «Бурятия»

17 августа 2018

- «Бурятия» — ФК «Чита-М» 8:1 (6:0)

Промежуточный лидер - «Бурятия»

18 августа 2018

- «Байкал» — ФК «Чита-М» 3:2 (2:2)

Промежуточный лидер - «Бурятия»

19 августа 2018

- «Бурятия» — «Байкал» 7:0 (2:0)

Победитель первого этапа — «Бурятия»

#### Группа «Запад»
| М | Команда           | И | В | Н | П | Мячи    | ±   | О  | Примечания                         |
| - | ----------------- | - | - | - | - | ------- | --- | -- | ---------------------------------- |
| 1 | Нефтяник (Ачинск) | 6 | 4 | 1 | 1 | 20 − 10 | +10 | 13 | Выход во второй этап               |
| 2 | Хакасия (Абакан)  | 6 | 3 | 1 | 2 | 14 − 15 | −1  | 10 | Выход во второй этап               |
| 3 | Тыва (Кызыл)      | 6 | 1 | 0 | 5 | 12 − 21 | −9  | 3  | Выбывание в Региональный чемпионат |

И — игры, В — выигрыши, Н — ничьи, П — проигрыши, Мячи — забитые и пропущенные голы, ± — разница голов, О — очки

22 июня 2018

- «Нефтяник» — «Тыва» 1:2 (0:2)

Промежуточный лидер — «Тыва»

23 июня 2018

- «Хакасия» — «Тыва» 3:1 (2:0)

Промежуточный лидер — «Хакасия» (личная встреча, лучшая разница мячей)

24 июня 2018

- «Нефтяник» — «Хакасия» 5:2 (3:1)

Лидер — «Нефтяник» (личная встреча, лучшая разница мячей)

13 июля 2018

- «Тыва» — «Хакасия» 2:3 (0:1)

Промежуточный лидер — «Хакасия» (личная встреча, лучшая разница мячей)

14 июля 2018

- «Нефтяник» — «Хакасия» 3:1 (1:0)

Лидер — «Нефтяник» (личная встреча, лучшая разница мячей)

15 июля 2018

- «Тыва» — «Нефтяник» 2:5 (0:3)

Лидер — «Нефтяник»

17 августа 2018

- «Хакасия» — «Нефтяник» 1:1 (1:0)

Промежуточный лидер — «Нефтяник»

18 августа 2018

- «Тыва» — «Нефтяник» 2:5 (1:3)

Промежуточный лидер — «Нефтяник»

19 августа 2018

- «Хакасия» — «Тыва» 4:3 (3:1)

Победитель первого этапа — «Нефтяник»

#### Второй этап
Во второй этап прошли «Бурятия» (Улан-Удэ), «Чита-М», «Нефтяник» (Ачинск) и «Хакасия» (Абакан). По итогам турнира победителем стала «Бурятия». Клуб получил право на участие в Высшей лиге Сибири.
|  | Полуфинал | Полуфинал | Полуфинал | Полуфинал | Полуфинал | Полуфинал | Полуфинал | Полуфинал | Полуфинал | Полуфинал |     |          | Финал           | Финал    | Финал    | Финал    | Финал    | Финал    | Финал    | Финал   | Финал   | Финал |
|  |           |           |           |           |           |           |           |           |           |           |     |          |                 |          |          |          |          |          |          |         |         |       |
|  | W1        | Нефтяник  | Нефтяник  | Нефтяник  | Нефтяник  | Нефтяник  | Нефтяник  | Нефтяник  | Нефтяник  | 5         |     |          |                 |          |          |          |          |          |          |         |         |       |
|  | W1        | Нефтяник  | Нефтяник  | Нефтяник  | Нефтяник  | Нефтяник  | Нефтяник  | Нефтяник  | Нефтяник  | 5         |     |          |                 |          |          |          |          |          |          |         |         |       |
|  | E2        | Чита-М    | Чита-М    | Чита-М    | Чита-М    | Чита-М    | Чита-М    | Чита-М    | Чита-М    | 4         |     |          |                 |          |          |          |          |          |          |         |         |       |
|  |           |           |           |           |           |           |           |           |           |           | SF1 | Нефтяник | Нефтяник        | Нефтяник | Нефтяник | Нефтяник | Нефтяник | Нефтяник | Нефтяник | 1       |         |       |
|  |           |           |           |           |           |           |           |           |           |           | SF1 | Нефтяник | Нефтяник        | Нефтяник | Нефтяник | Нефтяник | Нефтяник | Нефтяник | Нефтяник | 1       |         |       |
|  |           |           |           |           |           |           |           |           |           |           |     |          | SF2             | Бурятия  | Бурятия  | Бурятия  | Бурятия  | Бурятия  | Бурятия  | Бурятия | Бурятия | 4     |
|  | E1        | Бурятия   | Бурятия   | Бурятия   | Бурятия   | Бурятия   | Бурятия   | Бурятия   | Бурятия   | 6         |     |          | SF2             | Бурятия  | Бурятия  | Бурятия  | Бурятия  | Бурятия  | Бурятия  | Бурятия | Бурятия | 4     |
|  | E1        | Бурятия   | Бурятия   | Бурятия   | Бурятия   | Бурятия   | Бурятия   | Бурятия   | Бурятия   | 6         |     |          |                 |          |          |          |          |          |          |         |         |       |
|  | W2        | Хакасия   | Хакасия   | Хакасия   | Хакасия   | Хакасия   | Хакасия   | Хакасия   | Хакасия   | 1         |     |          |                 |          |          |          |          |          |          |         |         |       |
|  | W2        | Хакасия   | Хакасия   | Хакасия   | Хакасия   | Хакасия   | Хакасия   | Хакасия   | Хакасия   | 1         |     |          |                 |          |          |          |          |          |          |         |         |       |
|  |           |           |           |           |           |           |           |           |           |           |     |          | Матч за 3 место |          |          |          |          |          |          |         |         |       |
|  |           |           |           |           |           |           |           |           |           |           |     |          |                 |          |          |          |          |          |          |         |         |       |
|  |           |           |           |           |           |           |           |           |           |           |     |          |                 |          |          |          |          |          |          |         |         |       |
|  |           |           |           |           |           |           |           |           |           |           |     |          |                 |          |          |          |          |          |          |         |         |       |
|  |           |           |           |           |           |           |           |           |           |           |     |          | SF1             | Хакасия  | Хакасия  | Хакасия  | Хакасия  | Хакасия  | Хакасия  | Хакасия | Хакасия | 7     |
|  |           |           |           |           |           |           |           |           |           |           |     |          | SF1             | Хакасия  | Хакасия  | Хакасия  | Хакасия  | Хакасия  | Хакасия  | Хакасия | Хакасия | 7     |
|  |           |           |           |           |           |           |           |           |           |           |     |          | SF2             | Чита-М   | Чита-М   | Чита-М   | Чита-М   | Чита-М   | Чита-М   | Чита-М  | Чита-М  | 3     |
|  |           |           |           |           |           |           |           |           |           |           |     |          | SF2             | Чита-М   | Чита-М   | Чита-М   | Чита-М   | Чита-М   | Чита-М   | Чита-М  | Чита-М  | 3     |

Полуфиналы

8 сентября 2018 года

- «Нефтяник» — ФК «Чита-М» 5:4 (3:1)
- «Бурятия» — «Хакасия» 6:1 (2:0)

Финал

9 сентября 2018 года

- «Нефтяник» — «Бурятия» 1:4 (1:1)

Матч за 3 место

9 сентября 2018 года

- «Хакасия» — ФК «Чита-М» 7:3 (1:1)

### Кубок Сибири
Кубок России среди любительских команд III дивизиона зоны «Сибирь» прошёл с 23 мая по 29 сентября 2018 года. В нём приняло участие 8 команд высшей лиги III дивизиона зоны «Сибирь». Обладателем кубка стал ФК «Новокузнецк».
|  | Четвертьфинал | Четвертьфинал          | Четвертьфинал          | Четвертьфинал                  | Четвертьфинал                  | Четвертьфинал                  | Четвертьфинал                  | Четвертьфинал                  | Четвертьфинал                  | Четвертьфинал                  |                                |                                | Полуфинал              | Полуфинал              | Полуфинал              | Полуфинал              | Полуфинал              | Полуфинал              | Полуфинал | Полуфинал | Полуфинал | Полуфинал |   |                        | Финал                  | Финал                  | Финал                  | Финал                  | Финал                  | Финал                  | Финал                  | Финал                  | Финал | Финал |
|  |               |                        |                        |                                |                                |                                |                                |                                |                                |                                |                                |                                |                        |                        |                        |                        |                        |                        |           |           |           |           |   |                        |                        |                        |                        |                        |                        |                        |                        |                        |       |       |
|  | 1             | «Рассвет» (Красноярск) | «Рассвет» (Красноярск) | «Рассвет» (Красноярск)         | «Рассвет» (Красноярск)         | «Рассвет» (Красноярск)         | «Рассвет» (Красноярск)         | «Рассвет» (Красноярск)         | 3                              | 1                              |                                |                                |                        |                        |                        |                        |                        |                        |           |           |           |           |   |                        |                        |                        |                        |                        |                        |                        |                        |                        |       |       |
|  | 1             | «Рассвет» (Красноярск) | «Рассвет» (Красноярск) | «Рассвет» (Красноярск)         | «Рассвет» (Красноярск)         | «Рассвет» (Красноярск)         | «Рассвет» (Красноярск)         | «Рассвет» (Красноярск)         | 3                              | 1                              |                                |                                |                        |                        |                        |                        |                        |                        |           |           |           |           |   |                        |                        |                        |                        |                        |                        |                        |                        |                        |       |       |
|  | 8             | «Зенит-М»              | «Зенит-М»              | «Зенит-М»                      | «Зенит-М»                      | «Зенит-М»                      | «Зенит-М»                      | «Зенит-М»                      | 0                              | 0                              |                                |                                |                        |                        |                        |                        |                        |                        |           |           |           |           |   |                        |                        |                        |                        |                        |                        |                        |                        |                        |       |       |
|  | 8             | «Зенит-М»              | «Зенит-М»              | «Зенит-М»                      | «Зенит-М»                      | «Зенит-М»                      | «Зенит-М»                      | «Зенит-М»                      | 0                              | 0                              | 1                              | «Рассвет» (Красноярск)         | «Рассвет» (Красноярск) | «Рассвет» (Красноярск) | «Рассвет» (Красноярск) | «Рассвет» (Красноярск) | «Рассвет» (Красноярск) | «Рассвет» (Красноярск) | 0         | 3         |           |           |   |                        |                        |                        |                        |                        |                        |                        |                        |                        |       |       |
|  |               |                        |                        |                                |                                |                                |                                |                                |                                |                                | 1                              | «Рассвет» (Красноярск)         | «Рассвет» (Красноярск) | «Рассвет» (Красноярск) | «Рассвет» (Красноярск) | «Рассвет» (Красноярск) | «Рассвет» (Красноярск) | «Рассвет» (Красноярск) | 0         | 3         |           |           |   |                        |                        |                        |                        |                        |                        |                        |                        |                        |       |       |
|  |               |                        | 5                      | «Томь-М»                       | «Томь-М»                       | «Томь-М»                       | «Томь-М»                       | «Томь-М»                       | «Томь-М»                       | «Томь-М»                       | 2                              | 0                              |                        |                        |                        |                        |                        |                        |           |           |           |           |   |                        |                        |                        |                        |                        |                        |                        |                        |                        |       |       |
|  | 4             | «СДЮСШОР-Кемерово»     | «СДЮСШОР-Кемерово»     | «СДЮСШОР-Кемерово»             | «СДЮСШОР-Кемерово»             | «СДЮСШОР-Кемерово»             | «СДЮСШОР-Кемерово»             | «СДЮСШОР-Кемерово»             | «Томь-М»                       | «Томь-М»                       | 2                              | 0                              | 0                      | 0                      |                        |                        |                        |                        |           |           |           |           |   |                        |                        |                        |                        |                        |                        |                        |                        |                        |       |       |
|  | 4             | «СДЮСШОР-Кемерово»     | «СДЮСШОР-Кемерово»     | «СДЮСШОР-Кемерово»             | «СДЮСШОР-Кемерово»             | «СДЮСШОР-Кемерово»             | «СДЮСШОР-Кемерово»             | «СДЮСШОР-Кемерово»             |                                |                                |                                |                                | 0                      | 0                      |                        |                        |                        |                        |           |           |           |           |   |                        |                        |                        |                        |                        |                        |                        |                        |                        |       |       |
|  | 5             | «Томь-М»               | «Томь-М»               | «Томь-М»                       | «Томь-М»                       | «Томь-М»                       | «Томь-М»                       | «Томь-М»                       | 3                              | 3                              |                                |                                |                        |                        |                        |                        |                        |                        |           |           |           |           |   |                        |                        |                        |                        |                        |                        |                        |                        |                        |       |       |
|  | 5             | «Томь-М»               | «Томь-М»               | «Томь-М»                       | «Томь-М»                       | «Томь-М»                       | «Томь-М»                       | «Томь-М»                       | 3                              | 3                              |                                |                                |                        |                        |                        |                        |                        |                        |           |           |           |           | 1 | «Рассвет» (Красноярск) | «Рассвет» (Красноярск) | «Рассвет» (Красноярск) | «Рассвет» (Красноярск) | «Рассвет» (Красноярск) | «Рассвет» (Красноярск) | «Рассвет» (Красноярск) | «Рассвет» (Красноярск) | «Рассвет» (Красноярск) |       |       |
|  |               |                        |                        |                                |                                |                                |                                |                                |                                |                                |                                |                                |                        |                        |                        |                        |                        |                        |           |           |           |           | 1 | «Рассвет» (Красноярск) | «Рассвет» (Красноярск) | «Рассвет» (Красноярск) | «Рассвет» (Красноярск) | «Рассвет» (Красноярск) | «Рассвет» (Красноярск) | «Рассвет» (Красноярск) | «Рассвет» (Красноярск) | «Рассвет» (Красноярск) |       |       |
|  |               |                        | 3                      | ФК «Новокузнецк» (Новокузнецк) | ФК «Новокузнецк» (Новокузнецк) | ФК «Новокузнецк» (Новокузнецк) | ФК «Новокузнецк» (Новокузнецк) | ФК «Новокузнецк» (Новокузнецк) | ФК «Новокузнецк» (Новокузнецк) | ФК «Новокузнецк» (Новокузнецк) | ФК «Новокузнецк» (Новокузнецк) | ФК «Новокузнецк» (Новокузнецк) |                        |                        |                        |                        |                        |                        |           |           |           |           |   |                        |                        |                        |                        |                        |                        |                        |                        |                        |       |       |
|  | 3             | ФК «Новокузнецк»       | ФК «Новокузнецк»       | ФК «Новокузнецк»               | ФК «Новокузнецк»               | ФК «Новокузнецк»               | ФК «Новокузнецк»               | ФК «Новокузнецк»               | ФК «Новокузнецк» (Новокузнецк) | ФК «Новокузнецк» (Новокузнецк) | ФК «Новокузнецк» (Новокузнецк) | ФК «Новокузнецк» (Новокузнецк) | 3                      | 0                      |                        |                        |                        |                        |           |           |           |           |   |                        |                        |                        |                        |                        |                        |                        |                        |                        |       |       |
|  | 3             | ФК «Новокузнецк»       | ФК «Новокузнецк»       | ФК «Новокузнецк»               | ФК «Новокузнецк»               | ФК «Новокузнецк»               | ФК «Новокузнецк»               | ФК «Новокузнецк»               |                                |                                |                                |                                | 3                      | 0                      |                        |                        |                        |                        |           |           |           |           |   |                        |                        |                        |                        |                        |                        |                        |                        |                        |       |       |
|  | 6             | ФСК «Распадская»       | ФСК «Распадская»       | ФСК «Распадская»               | ФСК «Распадская»               | ФСК «Распадская»               | ФСК «Распадская»               | ФСК «Распадская»               | 0                              | 0                              |                                |                                |                        |                        |                        |                        |                        |                        |           |           |           |           |   |                        |                        |                        |                        |                        |                        |                        |                        |                        |       |       |
|  | 6             | ФСК «Распадская»       | ФСК «Распадская»       | ФСК «Распадская»               | ФСК «Распадская»               | ФСК «Распадская»               | ФСК «Распадская»               | ФСК «Распадская»               | 0                              | 0                              | 3                              | ФК «Новокузнецк»               | ФК «Новокузнецк»       | ФК «Новокузнецк»       | ФК «Новокузнецк»       | ФК «Новокузнецк»       | ФК «Новокузнецк»       | ФК «Новокузнецк»       | 2         | 7         |           |           |   |                        |                        |                        |                        |                        |                        |                        |                        |                        |       |       |
|  |               |                        |                        |                                |                                |                                |                                |                                |                                |                                | 3                              | ФК «Новокузнецк»               | ФК «Новокузнецк»       | ФК «Новокузнецк»       | ФК «Новокузнецк»       | ФК «Новокузнецк»       | ФК «Новокузнецк»       | ФК «Новокузнецк»       | 2         | 7         |           |           |   |                        |                        |                        |                        |                        |                        |                        |                        |                        |       |       |
|  |               |                        | 2                      | «Сибирь-М»                     | «Сибирь-М»                     | «Сибирь-М»                     | «Сибирь-М»                     | «Сибирь-М»                     | «Сибирь-М»                     | «Сибирь-М»                     | 0                              | 1                              |                        |                        |                        |                        |                        |                        |           |           |           |           |   |                        |                        |                        |                        |                        |                        |                        |                        |                        |       |       |
|  | 2             | «Сибирь-М»             | «Сибирь-М»             | «Сибирь-М»                     | «Сибирь-М»                     | «Сибирь-М»                     | «Сибирь-М»                     | «Сибирь-М»                     | «Сибирь-М»                     | «Сибирь-М»                     | 0                              | 1                              | 6                      | 3 (т)                  |                        |                        |                        |                        |           |           |           |           |   |                        |                        |                        |                        |                        |                        |                        |                        |                        |       |       |
|  | 2             | «Сибирь-М»             | «Сибирь-М»             | «Сибирь-М»                     | «Сибирь-М»                     | «Сибирь-М»                     | «Сибирь-М»                     | «Сибирь-М»                     |                                |                                |                                |                                | 6                      | 3 (т)                  |                        |                        |                        |                        |           |           |           |           |   |                        |                        |                        |                        |                        |                        |                        |                        |                        |       |       |
|  | 7             | «Полимер»              | «Полимер»              | «Полимер»                      | «Полимер»                      | «Полимер»                      | «Полимер»                      | «Полимер»                      | 0                              | 0                              |                                |                                |                        |                        |                        |                        |                        |                        |           |           |           |           |   |                        |                        |                        |                        |                        |                        |                        |                        |                        |       |       |
|  | 7             | «Полимер»              | «Полимер»              | «Полимер»                      | «Полимер»                      | «Полимер»                      | «Полимер»                      | «Полимер»                      | 0                              | 0                              |                                |                                |                        |                        |                        |                        |                        |                        |           |           |           |           |   |                        |                        |                        |                        |                        |                        |                        |                        |                        |       |       |
|  |               |                        |                        |                                |                                |                                |                                |                                |                                |                                |                                |                                |                        |                        |                        |                        |                        |                        |           |           |           |           |   |                        |                        |                        |                        |                        |                        |                        |                        |                        |       |       |

1/4 финала, первые матчи

23 мая 2018 года, Иркутск

- «Зенит-М» — «Рассвет» 0:3 (0:2)

27 мая 2018 года, Новокузнецк

- ФК «Новокузнецк» — ФСК «Распадская» 3:0 (3:0)

27 мая 2018 года, Кемерово

- «СДЮСШОР-Кемерово» — «Томь-М» 3:0 (0:0)

27 мая 2018 года, Барнаул

- «Полимер» (Барнаул) — «Сибирь-М» (Новосибирск) 0:6 (0:4)

1/4 финала, ответные матчи

12 августа 2018 года, Красноярск

- «Рассвет» — «Зенит-М» 1:0 (1:0)

12 августа 2018 года, Новосибирск

- «Сибирь-М» — «Полимер» (Барнаул) (Новосибирск) 3:0 (тех)

12 августа 2018 года, Томск

- «Томь-М» — «СДЮСШОР-Кемерово» 0:3 (0:1)

12 августа 2018 года, Междуреченск

- ФСК «Распадская» — ФК «Новокузнецк» 0:0 (0:0)

1/2 финала

Первые матчи, 7 сентября

- «Томь-М» (Томск) — «Рассвет» (Красноярск) 2:0 (0:0)
- «Сибирь-М» (Новосибирск) — ФК «Новокузнецк» (Новокузнецк) 0:2 (0:1)

Ответные матчи, 9 сентября

- «Рассвет» (Красноярск) — «Томь-М» (Томск) 3:0 (1:0)
- ФК «Новокузнецк» (Новокузнецк) — «Сибирь-М» (Новосибирск) 7:1 (2:1)

Финал, 29 сентября, Новосибирск, открытое футбольное поле ЦСП «Заря», 15:00

- «Рассвет» (Красноярск) — ФК «Новокузнецк» (Новокузнецк) 0:1 (0:0)

## Урал и Западная Сибирь

### Первенство зоны «Урал и Западная Сибирь»
По ходу предыдущего сезона с соревнований снялся дублирующий состав ФК «Урал». Место в третьем дивизионе получил победитель чемпионата Челябинской области 2016 года — ФК «Торпедо» из Миасса. Проект календаря сезона 2018 года и состав участников были обнародованы 27 марта 2018 года, игры проходили с 22 апреля по 2 октября 2018 года.
5 апреля 2018 года в футбольном манеже «Урал» состоялся матч на СуперКубок МОО «СФФУ и ЗС» между командами «Металлург» (Аша) и «Шахтёр» (Коркино), завершившийся победой Металлурга со счётом 3:1. После матча там же состоялось совещание руководства команд III дивизиона.
22 июня в связи с ликвидацией футбольного клуба «Амкар» и преобразованием ЦПМФ «Амкар» в академию Пермского края, а также с изменением источников и схем финансирования игры команд «Тюмень-Д» от 25 июня 2018, «Тобол» (Тобольск) от 27 июня 2018 года были перенесены на более поздний срок.
| М  | Команда                                         | И  | В  | Н | П  | Мячи    | ±   | О  | Примечания |
| -- | ----------------------------------------------- | -- | -- | - | -- | ------- | --- | -- | ---------- |
| 1  | Металлург (Аша)                                 | 20 | 16 | 3 | 1  | 66 − 8  | +58 | 51 |            |
| 2  | Торпедо (Миасс)                                 | 20 | 16 | 1 | 3  | 50 − 21 | +29 | 49 |            |
| 3  | Витязь-Газпром-Трансгаз (Уфа)                   | 20 | 13 | 2 | 5  | 54 − 25 | +29 | 41 |            |
| 4  | Металлург (Магнитогорск)                        | 20 | 10 | 4 | 6  | 57 − 25 | +32 | 34 |            |
| 5  | Тюмень-Д                                        | 20 | 11 | 1 | 8  | 49 − 30 | +19 | 34 |            |
| 6  | Тобол (Курган)                                  | 20 | 7  | 2 | 11 | 23 − 47 | −24 | 23 |            |
| 7  | Тобол (Тобольск)                                | 20 | 6  | 2 | 12 | 26 − 48 | −22 | 20 |            |
| 8  | Шахтёр (Коркино)                                | 20 | 5  | 5 | 10 | 24 − 34 | −10 | 20 |            |
| 9  | ОАФ Иртыш (Омск)                                | 20 | 5  | 4 | 11 | 22 − 45 | −23 | 19 |            |
| 10 | ЦПМФ «Академия футбола „Пермский край“» (Пермь) | 20 | 3  | 7 | 10 | 24 − 39 | −15 | 16 |            |
| 11 | Уралец НТ (Нижний Тагил)                        | 20 | 2  | 1 | 17 | 13 − 86 | −73 | 7  |            |

И — игры, В — выигрыши, Н — ничьи, П — проигрыши, Мячи — забитые и пропущенные голы, ± — разница голов, О — очки

#### Изменение лидера по ходу первенства
Разбивка на туры, приведённая ниже, является условной и составлена, исходя из дат игр. Официальная разбивка на туры указана на статистическом сайте, но даты игр по той разбивке составлены вразнобой.

1 тур (0-2 игры)

22 апреля

- «Уралец НТ» (Нижний Тагил) — «Торпедо» (Миасс) 1:2 (1:1)

28 апреля

- «Иртыш» (Омск) — «Тобол» (Тобольск) 2:2 (1:0)
- «Уралец НТ» (Нижний Тагил) — «Металлург» (Аша) 0:6 (0:4)
- ФК «Металлург» (Магнитогорск) — Шахтёр 0:2 (0:1)

29 апреля

- ФК «Тюмень-Д» (Тюмень) — «Тобол» (Курган) 4:0 (2:0)

Лидер — «Металлург» (Аша) (лучше разница мячей)

2 тур (1-3 игры)

30 апреля

- «Витязь ГТУ» (Уфа) — «Торпедо» (Миасс) 2:5 (2:4)

Промежуточный лидер — «Торпедо» (Миасс) (6 очков)

5 мая

- «Шахтёр» (Коркино) — «Торпедо» (Миасс) 0:1 (0:1)
- «Тобол» (Курган) — ФК «Металлург» (Магнитогорск) 1:6 (0:2)
- «Амкар» (Пермь) — «Иртыш» (Омск) 2:1 (1:0)

Промежуточный лидер — «Торпедо» (Миасс) (9 очков)

7 мая

- ФК «Тюмень-Д» (Тюмень) — «Тобол» (Тобольск) 9:2 (5:0)[38]
- «Уралец НТ» (Нижний Тагил) — «Иртыш» (Омск) 1:3 (0:1)

Лидер — «Торпедо» (Миасс)

3 тур (2-4 игры)

12 мая

- «Уралец НТ» (Нижний Тагил) — ФК «Металлург» (Магнитогорск) 0:8 (0:8)

13 мая

- ФК «Тюмень-Д» (Тюмень) — «Шахтёр» (Коркино) 2:0 (0:0)
- «Тобол» (Курган) — «Тобол» (Тобольск) 0:1 (0:1)

Промежуточный лидер — ФК «Тюмень-Д» (Тюмень) (лучше разница мячей)

15 мая

- «Металлург» (Аша) — «Амкар» (Пермь) 1:1 (0:1)

17 мая

- «Витязь ГТУ» (Уфа) — «Амкар» (Пермь) 4:0 (0:0)

Лидер — ФК «Тюмень-Д» (Тюмень)

4 тур (2-5 игр)

19 мая

- «Уралец НТ» (Нижний Тагил) — ФК «Тюмень-Д» (Тюмень) 0:4 (0:1)

Промежуточный лидер — ФК «Тюмень-Д» (Тюмень)

20 мая

- «Торпедо» (Миасс) — «Тобол» (Тобольск) 2:0 (0:0)

21 мая

- «Амкар» (Пермь) — ФК «Металлург» (Магнитогорск) 3:3 (1:2)

22 мая

- «Шахтёр» (Коркино) — «Тобол» (Тобольск) 2:2 (1:0)

Лидер — ФК «Тюмень-Д» (Тюмень)

5 тур (3-5 игр)

25 мая

- «Амкар» (Пермь) — «Торпедо» (Миасс) 1:3 (0:3)

Промежуточный лидер — «Торпедо» (Миасс)

26 мая

- «Витязь ГТУ» (Уфа) — «Шахтёр» (Коркино) 2:1 (2:0)

27 мая

- ФК «Металлург» (Магнитогорск) — «Металлург» (Аша) 1:1 (1:0)

Лидер — «Торпедо» (Миасс)

6 тур (4-7 игр)

29 мая

- «Тобол» (Курган) — «Торпедо» (Миасс) 0:3 (0:2)

Промежуточный лидер — «Торпедо» (Миасс)

2 июня

- «Металлург» (Аша) — «Торпедо» (Миасс) 4:0 (3:0)
- «Амкар» (Пермь) — «Тобол» (Курган) 0:0 (0:0)
- «Тобол» (Тобольск) — «Витязь ГТУ» (Уфа) 0:2 (0:0)

4 июня

- «Иртыш» (Омск) — ФК «Металлург» (Магнитогорск) 1:0 (1:0)

Лидер — «Торпедо» (Миасс)

7 тур (4-8 игр)

8 июня

- «Амкар» (Пермь) — «Витязь ГТУ» (Уфа) 3:1 (0:0)

9 июня

- ФК «Тюмень-Д» (Тюмень) — «Металлург» (Аша) 0:2 (0:2)

10 июня

- «Торпедо» (Миасс) — ФК «Металлург» (Магнитогорск) 2:1 (1:1)
- «Уралец НТ» (Нижний Тагил) — «Тобол» (Курган) 0:3 (0:1)

Лидер — «Торпедо» (Миасс)

8 тур (5-9 игр)

16 июня

- «Амкар» (Пермь) — «Шахтер» (Коркино) 1:2 (0:1)
- «Иртыш» (Омск) — ФК «Тюмень-Д» (Тюмень) 2:1 (0:0)
- «Тобол» (Курган) — «Металлург» (Аша) 1:2 (0:0)
- «Уралец НТ» (Нижний Тагил) — «Витязь ГТУ» (Уфа) 0:5 (0:3)
- ФК «Металлург» (Магнитогорск) — «Торпедо» (Миасс) 3:0 (2:0)

Лидер — «Торпедо» (Миасс)

С 9 тура ФК «Амкар-Юниор» сменил название на «Академия футбола „Пермский край“».

9 тур (6-10 игр)

21 июня

- «Тобол» (Тобольск) — ФК «Металлург» (Магнитогорск) 1:2 (0:0)

23 июня

- «Тобол» (Курган) — «Иртыш» (Омск) 0:1 (0:0)
- ФК «Тюмень-Д» (Тюмень) — ФК «Металлург» (Магнитогорск) 1:3 (1:1)
- «Витязь ГТУ» (Уфа) — «Металлург» (Аша) 1:0 (0:0)
- «Шахтер» (Коркино) — «Уралец НТ» (Нижний Тагил) 5:2 (2:2)

Лидер — «Торпедо» (Миасс)

10 тур (7-10 игр)

25 июня

- «Торпедо» (Миасс) — «Иртыш» (Омск) 3:0 (1:0)

Лидер — «Торпедо» (Миасс)

11 тур (7-11 игр)

30 июня

- «Иртыш» (Омск) — «Витязь ГТУ» (Уфа) 1:3 (1:2)
- ФК «Металлург» (Магнитогорск) — «Тобол» (Курган) 4:1 (2:1)
- «Металлург» (Аша) — «Шахтер» (Коркино) 6:0 (5:0)

1 июля

- «Торпедо» (Миасс) — ФК «Тюмень-Д» (Тюмень) 4:1 (2:1)

4 июля

- «Шахтер» (Коркино) — «Иртыш» (Омск) 1:1 (0:1)

Лидер по итогам первого круга — «Торпедо» (Миасс)

12 тур (8-13 игр)

6 июля

- ФК «Металлург» (Магнитогорск) — «Иртыш» (Омск) 6:1 (6:0)

7 июля

- «Академия футбола „Пермский край“» (Пермь) — «Уралец НТ» (Нижний Тагил) 2:2 (2:2)
- «Тобол» (Тобольск) — «Металлург» (Аша) 1:3 (1:2)

8 июля

- «Торпедо» (Миасс) — «Тобол» (Курган) 5:0 (2:0)
- «Шахтер» (Коркино) — ФК «Тюмень-Д» (Тюмень) 1:1 (1:0)

10 июля

- ФК «Металлург» (Магнитогорск) — «Витязь ГТУ» (Уфа) 2:2 (0:2)

Лидер — «Торпедо» (Миасс)

13 тур (9-14 игр)

14 июля

- «Металлург» (Аша) — ФК «Тюмень-Д» (Тюмень) 4:0 (2:0)
- «Торпедо» (Миасс) — «Уралец НТ» (Нижний Тагил) 6:2 (3:0)

15 июля

- «Шахтер» (Коркино) — «Тобол» (Курган) 2:2 (1:2)

16 июля

- «Витязь ГТУ» (Уфа) — ФК «Металлург» (Магнитогорск) 0:0 (0:0)

Промежуточный лидер — «Торпедо» (Миасс)

10 тур, 16 июля (перенос с 25 июня)

- «Тобол» (Тобольск) — «Академия футбола „Пермский край“» (Пермь) 1:0 (1:0)

11 тур, 18 июля (перенос с 27 июня)

- «Тюмень-Д» (Тюмень) — «Академия футбола „Пермский край“» (Пермь) 3:0 (2:0)

Лидер — «Торпедо» (Миасс)

14 тур (9-15 игр)

21 июля

- «Иртыш» (Омск) — «Уралец НТ» (Нижний Тагил) 5:0 (4:0)
- «Шахтер» (Коркино) — ФК «Металлург» (Магнитогорск) 0:2 (0:1)
- «Торпедо» (Миасс) — «Витязь ГТУ» (Уфа) 3:2 (1:1)

22 июля, 15:00

- «Академия футбола „Пермский край“» (Пермь) — «Металлург» (Аша) 2:2 (1:0)

18:00

- «Тобол» (Курган) — ФК «Тюмень-Д» (Тюмень) 1:2 (0:0)

Промежуточный лидер — «Торпедо» (Миасс)

Перенесённый матч 16 тура

26 июля

- «Иртыш» (Омск) — «Академия футбола „Пермский край“» (Пермь) 1:1 (1:1)

Лидер — «Торпедо» (Миасс)

15 тур (10-16 игр)

28 июля

- «Металлург» (Аша) — «Уралец НТ» (Нижний Тагил) 9:0 (4:0)
- ФК «Тюмень-Д» (Тюмень) — «Витязь ГТУ» (Уфа) 0:1 (0:1)
- «Тобол» (Курган) — «Академия футбола „Пермский край“» (Пермь) 2:1 (1:0)
- ФК «Металлург» (Магнитогорск) — «Тобол» (Тобольск) 5:0 (4:0)
- «Торпедо» (Миасс) — «Шахтер» (Коркино) 1:0 (0:0)

Лидер — «Торпедо» (Миасс)

16 тур (11-17 игр)

2 августа

- «Витязь ГТУ» (Уфа) — «Тобол» (Курган) 7:0 (2:0)

4 августа

- «Тобол» (Тобольск) — «Торпедо» (Миасс) 0:2 (0:1)
- «Металлург» (Аша) — «Тобол» (Курган) 7:0 (2:0)

6 августа

- ФК «Тюмень-Д» (Тюмень) — «Торпедо» (Миасс) 2:3 (1:0)

Лидер — «Торпедо» (Миасс)

17 тур (12-18 игр)

11 августа

- «Иртыш» (Омск) — «Металлург» (Аша) 0:2 (0:2)
- ФК «Металлург» (Магнитогорск) — «Уралец НТ» (Нижний Тагил) 8:1 (4:0)
- «Тобол» (Тобольск) — ФК «Тюмень-Д» (Тюмень) 1:5 (0:3)
- «Торпедо» (Миасс) — «Академия футбола „Пермский край“» (Пермь) 4:0 (2:0)

13 августа

- «Тобол» (Курган) — «Шахтер» (Коркино) 3:0 (тех)

Лидер — «Торпедо» (Миасс)

Перенесённый матч 18 тура (со 2 сентября)

18 августа

- «Иртыш» (Омск) — «Торпедо» (Миасс) 1:1 (0:1)

Промежуточный лидер — «Торпедо» (Миасс)

Сборный тур 1 (13-19 игр)

18 августа

- «Металлург» (Аша) — ФК «Металлург» (Магнитогорск) 2:0 (1:0)
- «Тобол» (Тобольск) — «Тобол» (Курган) 0:2 (0:1)
- «Академия футбола „Пермский край“» (Пермь) — ФК «Тюмень-Д» (Тюмень) 1:2 (-:-)

Промежуточный лидер — «Торпедо» (Миасс)

Сборный тур 2 (14-20 игр)

25 августа

- «Уралец НТ» (Нижний Тагил) — «Тобол» (Тобольск) 1:0 (1:0)
- «Шахтер» (Коркино) — «Витязь ГТУ» (Уфа) 0:2 (0:0)

26 августа

- «Торпедо» (Миасс) — «Металлург» (Аша) 0:1 (0:1)

Лидер — «Торпедо» (Миасс)

18 тур (14-20 игр)

- «Иртыш» (Омск) — «Торпедо» (Миасс) — перенесён на 18 августа

31 августа

- «Витязь ГТУ» (Уфа) — ФК «Тюмень-Д» (Тюмень) 2:0 (0:0)

1 сентября

- «Тобол» (Тобольск) — «Шахтер» (Коркино) 1:0 (0:0)

2 сентября

- «Тобол» (Курган) — «Уралец НТ» (Нижний Тагил) 3:0 (1:0)

  - Благодаря поражению «Уральца» «Иртыш» сохранил место в III дивизионе на 2019 год.

Лидер — «Торпедо» (Миасс)

19 тур (16-20 игр)

6 сентября, 17:00

- ФК «Металлург» (Магнитогорск) — «Академия футбола „Пермский край“» (Пермь) 1:3 (1:1)

  - «Металлург» потерял шансы на 2 место.

7 сентября

- «Тобол» (Тобольск) — «Иртыш» (Омск) 2:0 (0:0)

8 сентября

- «Витязь ГТУ» (Уфа) — «Уралец НТ» (Нижний Тагил) 4:0 (0:0)

  - Победа обеспечила «Витязю» 4 место, а «Тоболу» (Курган) — место в III дивизионе на 2019 год; «Уралец» сохраняет минимальные шансы на место в III дивизионе на 2019 год.
- «Шахтер» (Коркино) — «Академия футбола „Пермский край“» (Пермь) 1:1 (1:0)

9 сентября

- ФК «Тюмень-Д» (Тюмень) — «Иртыш» (Омск) 6:1 (3:0)

  - «Иртыш» потерял шансы на 4 место, но сохраняет шансы на 5 строчку.

Лидер — «Торпедо» (Миасс)

20 тур (17-20 игр)

15 сентября

- «Иртыш» (Омск) — «Тобол» (Курган) 0:1 (0:1)

  - «Иртыш» потерял шансы на 5 место.
- «Металлург» (Аша) — «Витязь ГТУ» (Уфа) 4:0 (1:0)
- «Академия футбола „Пермский край“» (Пермь) — «Тобол» (Тобольск) 1:2 (0:1)
- «Уралец НТ» (Нижний Тагил) — «Шахтер» (Коркино) 0:3 (тех)

  - «Уралец» лишился шансов на место выше 11.

Лидер — «Торпедо» (Миасс)

21 тур (18-20 игр)

20 сентября

- «Тобол» (Курган) — «Витязь ГТУ» (Уфа) 3:2 (1:2)

  - «Витязь» лишился шансов на серебро, но продолжает бороться за бронзу. «Тобол» (Курган) сыграл все матчи первенства, судьба 6 места стала зависеть только от других претендентов. «Шахтёр» (Коркино) по результату данного матча лишился шансов на 6 место.
- ФК «Тюмень-Д» (Тюмень) — «Уралец НТ» (Нижний Тагил) 3:0 (2:0)

22 сентября

- «Тобол» (Тобольск) — «Уралец НТ» (Нижний Тагил) 6:0 (4:0)

  - «Тоболу» необходимо побеждать, чтобы сохранить шансы на 6 место.
- «Металлург» (Аша) — «Иртыш» (Омск) 3:0 (1:0)

  - Результат этого матча может определить победителя зоны; «Металлург» (Аша) обеспечил себе серебро, победа сохранит шансы на золото; «Иртышу» необходимо было побеждать, чтобы сохранить шансы на 6 место.

24 сентября

- «Витязь ГТУ» (Уфа) — «Иртыш» (Омск) 6:0 (3:0)

  - «Иртышу» необходимо было побеждать, чтобы сохранить шансы на 6 место. «Витязь» в результате победы обеспечил себе бронзу.

Лидер — «Торпедо» (Миасс)

22 тур (20 игр)

25 сентября

- ФК «Металлург» (Магнитогорск) — ФК «Тюмень-Д» (Тюмень) 2:3 (2:0)

  - ФК «Тюмень-Д» необходимо было побеждать с разницей в 3 мяча и более, чтобы обойти ФК «Металлург» (Магнитогорск) и занять 4 место.

26 сентября

- «Шахтер» (Коркино) — «Металлург» (Аша) 0:3 (0:2)

  - «Шахтёр» потерял шансы на 7 место.

28 сентября → 27 сентября

- «Витязь ГТУ» (Уфа) — «Тобол» (Тобольск) 6:3 (3:1)

  - «Тобол» потерял шансы на 6 место.

30 сентября → 29 сентября

- «Металлург» (Аша) — «Тобол» (Тобольск) 4:1 (1:0)

  - По результату этого матча победителем зоны стал «Металлург» (Аша).

30 сентября

- «Уралец НТ» (Нижний Тагил) — «Академия футбола „Пермский край“» (Пермь) 3:1 (0:0)

2 октября

- «Иртыш» (Омск) — «Шахтер» (Коркино) 1:4 (1:4)

Победитель — «Металлург» (Аша)

### Кубок (межрегиональный раунд, зона «Урал и Западная Сибирь»)
Турнир проводился с 14 апреля по 20 октября.
|  | Четвертьфиналы | Четвертьфиналы                        | Четвертьфиналы                        | Четвертьфиналы                        | Четвертьфиналы                        | Четвертьфиналы                        | Четвертьфиналы                        | Четвертьфиналы                        | Четвертьфиналы                        | Четвертьфиналы                        |                                       |   | Полуфиналы | Полуфиналы | Полуфиналы | Полуфиналы | Полуфиналы | Полуфиналы | Полуфиналы | Полуфиналы | Полуфиналы | Полуфиналы |                 |                 | Финал           | Финал           | Финал           | Финал           | Финал           | Финал           | Финал | Финал | Финал | Финал |
|  |                |                                       |                                       |                                       |                                       |                                       |                                       |                                       |                                       |                                       |                                       |   |            |            |            |            |            |            |            |            |            |            |                 |                 |                 |                 |                 |                 |                 |                 |       |       |       |       |
|  | 1              | Металлург (Аша)                       | Металлург (Аша)                       | Металлург (Аша)                       | Металлург (Аша)                       | Металлург (Аша)                       | Металлург (Аша)                       | Металлург (Аша)                       | 2                                     | 6                                     |                                       |   |            |            |            |            |            |            |            |            |            |            |                 |                 |                 |                 |                 |                 |                 |                 |       |       |       |       |
|  | 1              | Металлург (Аша)                       | Металлург (Аша)                       | Металлург (Аша)                       | Металлург (Аша)                       | Металлург (Аша)                       | Металлург (Аша)                       | Металлург (Аша)                       | 2                                     | 6                                     |                                       |   |            |            |            |            |            |            |            |            |            |            |                 |                 |                 |                 |                 |                 |                 |                 |       |       |       |       |
|  | 8              | Тобол (Курган)                        | Тобол (Курган)                        | Тобол (Курган)                        | Тобол (Курган)                        | Тобол (Курган)                        | Тобол (Курган)                        | Тобол (Курган)                        | 0                                     | 0                                     |                                       |   |            |            |            |            |            |            |            |            |            |            |                 |                 |                 |                 |                 |                 |                 |                 |       |       |       |       |
|  | 8              | Тобол (Курган)                        | Тобол (Курган)                        | Тобол (Курган)                        | Тобол (Курган)                        | Тобол (Курган)                        | Тобол (Курган)                        | Тобол (Курган)                        | 0                                     | 0                                     | Металлург (Аша)                       |   |            |            |            |            |            |            |            |            |            |            |                 |                 |                 |                 |                 |                 |                 |                 |       |       |       |       |
|  |                |                                       |                                       |                                       |                                       |                                       |                                       |                                       |                                       |                                       |                                       |   |            |            |            |            |            |            |            |            |            |            |                 |                 |                 |                 |                 |                 |                 |                 |       |       |       |       |
|  |                |                                       | Тюмень                                |                                       |                                       |                                       |                                       |                                       |                                       |                                       |                                       |   |            |            |            |            |            |            |            |            |            |            |                 |                 |                 |                 |                 |                 |                 |                 |       |       |       |       |
|  | 4              | Тобол (Тобольск)                      | Тобол (Тобольск)                      | Тобол (Тобольск)                      | Тобол (Тобольск)                      | Тобол (Тобольск)                      | Тобол (Тобольск)                      | Тобол (Тобольск)                      | Тобол (Тобольск)                      | Тобол (Тобольск)                      |                                       |   |            |            |            |            |            |            |            |            |            |            |                 |                 |                 |                 |                 |                 |                 |                 |       |       |       |       |
|  | 4              | Тобол (Тобольск)                      | Тобол (Тобольск)                      | Тобол (Тобольск)                      | Тобол (Тобольск)                      | Тобол (Тобольск)                      | Тобол (Тобольск)                      | Тобол (Тобольск)                      | Тобол (Тобольск)                      | Тобол (Тобольск)                      |                                       |   |            |            |            |            |            |            |            |            |            |            |                 |                 |                 |                 |                 |                 |                 |                 |       |       |       |       |
|  | 5              | Тюмень                                | Тюмень                                | Тюмень                                | Тюмень                                | Тюмень                                | Тюмень                                | Тюмень                                | Тюмень                                | Тюмень                                |                                       |   |            |            |            |            |            |            |            |            |            |            |                 |                 |                 |                 |                 |                 |                 |                 |       |       |       |       |
|  | 5              | Тюмень                                | Тюмень                                | Тюмень                                | Тюмень                                | Тюмень                                | Тюмень                                | Тюмень                                | Тюмень                                | Тюмень                                |                                       |   |            |            |            |            |            |            |            |            |            |            | Металлург (Аша) | Металлург (Аша) | Металлург (Аша) | Металлург (Аша) | Металлург (Аша) | Металлург (Аша) | Металлург (Аша) | Металлург (Аша) | 0     | 0     |       |       |
|  |                |                                       |                                       |                                       |                                       |                                       |                                       |                                       |                                       |                                       |                                       |   |            |            |            |            |            |            |            |            |            |            | Металлург (Аша) | Металлург (Аша) | Металлург (Аша) | Металлург (Аша) | Металлург (Аша) | Металлург (Аша) | Металлург (Аша) | Металлург (Аша) | 0     | 0     |       |       |
|  |                |                                       | Металлург-Магнитогорск (Магнитогорск) | Металлург-Магнитогорск (Магнитогорск) | Металлург-Магнитогорск (Магнитогорск) | Металлург-Магнитогорск (Магнитогорск) | Металлург-Магнитогорск (Магнитогорск) | Металлург-Магнитогорск (Магнитогорск) | Металлург-Магнитогорск (Магнитогорск) | Металлург-Магнитогорск (Магнитогорск) | 0                                     | 2 |            |            |            |            |            |            |            |            |            |            |                 |                 |                 |                 |                 |                 |                 |                 |       |       |       |       |
|  | 3              | Металлург-Магнитогорск (Магнитогорск) | Металлург-Магнитогорск (Магнитогорск) | Металлург-Магнитогорск (Магнитогорск) | Металлург-Магнитогорск (Магнитогорск) | Металлург-Магнитогорск (Магнитогорск) | Металлург-Магнитогорск (Магнитогорск) | Металлург-Магнитогорск (Магнитогорск) | Металлург-Магнитогорск (Магнитогорск) | Металлург-Магнитогорск (Магнитогорск) | 0                                     | 2 |            |            |            |            |            |            |            |            |            |            |                 |                 |                 |                 |                 |                 |                 |                 |       |       |       |       |
|  | 3              | Металлург-Магнитогорск (Магнитогорск) | Металлург-Магнитогорск (Магнитогорск) | Металлург-Магнитогорск (Магнитогорск) | Металлург-Магнитогорск (Магнитогорск) | Металлург-Магнитогорск (Магнитогорск) | Металлург-Магнитогорск (Магнитогорск) | Металлург-Магнитогорск (Магнитогорск) | Металлург-Магнитогорск (Магнитогорск) | Металлург-Магнитогорск (Магнитогорск) |                                       |   |            |            |            |            |            |            |            |            |            |            |                 |                 |                 |                 |                 |                 |                 |                 |       |       |       |       |
|  | 6              | Шахтёр (Коркино)                      | Шахтёр (Коркино)                      | Шахтёр (Коркино)                      | Шахтёр (Коркино)                      | Шахтёр (Коркино)                      | Шахтёр (Коркино)                      | Шахтёр (Коркино)                      | Шахтёр (Коркино)                      | Шахтёр (Коркино)                      |                                       |   |            |            |            |            |            |            |            |            |            |            |                 |                 |                 |                 |                 |                 |                 |                 |       |       |       |       |
|  | 6              | Шахтёр (Коркино)                      | Шахтёр (Коркино)                      | Шахтёр (Коркино)                      | Шахтёр (Коркино)                      | Шахтёр (Коркино)                      | Шахтёр (Коркино)                      | Шахтёр (Коркино)                      | Шахтёр (Коркино)                      | Шахтёр (Коркино)                      | Металлург-Магнитогорск (Магнитогорск) |   |            |            |            |            |            |            |            |            |            |            |                 |                 |                 |                 |                 |                 |                 |                 |       |       |       |       |
|  |                |                                       |                                       |                                       |                                       |                                       |                                       |                                       |                                       |                                       |                                       |   |            |            |            |            |            |            |            |            |            |            |                 |                 |                 |                 |                 |                 |                 |                 |       |       |       |       |
|  |                |                                       | Витязь Газпром Трансгаз (Уфа)         |                                       |                                       |                                       |                                       |                                       |                                       |                                       |                                       |   |            |            |            |            |            |            |            |            |            |            |                 |                 |                 |                 |                 |                 |                 |                 |       |       |       |       |
|  | 2              | Витязь Газпром Трансгаз (Уфа)         | Витязь Газпром Трансгаз (Уфа)         | Витязь Газпром Трансгаз (Уфа)         | Витязь Газпром Трансгаз (Уфа)         | Витязь Газпром Трансгаз (Уфа)         | Витязь Газпром Трансгаз (Уфа)         | Витязь Газпром Трансгаз (Уфа)         | Витязь Газпром Трансгаз (Уфа)         | Витязь Газпром Трансгаз (Уфа)         |                                       |   |            |            |            |            |            |            |            |            |            |            |                 |                 |                 |                 |                 |                 |                 |                 |       |       |       |       |
|  | 2              | Витязь Газпром Трансгаз (Уфа)         | Витязь Газпром Трансгаз (Уфа)         | Витязь Газпром Трансгаз (Уфа)         | Витязь Газпром Трансгаз (Уфа)         | Витязь Газпром Трансгаз (Уфа)         | Витязь Газпром Трансгаз (Уфа)         | Витязь Газпром Трансгаз (Уфа)         | Витязь Газпром Трансгаз (Уфа)         | Витязь Газпром Трансгаз (Уфа)         |                                       |   |            |            |            |            |            |            |            |            |            |            |                 |                 |                 |                 |                 |                 |                 |                 |       |       |       |       |
|  | 7              | Сборная ЧДФ (Уфа)                     | Сборная ЧДФ (Уфа)                     | Сборная ЧДФ (Уфа)                     | Сборная ЧДФ (Уфа)                     | Сборная ЧДФ (Уфа)                     | Сборная ЧДФ (Уфа)                     | Сборная ЧДФ (Уфа)                     | Сборная ЧДФ (Уфа)                     | Сборная ЧДФ (Уфа)                     |                                       |   |            |            |            |            |            |            |            |            |            |            |                 |                 |                 |                 |                 |                 |                 |                 |       |       |       |       |
|  | 7              | Сборная ЧДФ (Уфа)                     | Сборная ЧДФ (Уфа)                     | Сборная ЧДФ (Уфа)                     | Сборная ЧДФ (Уфа)                     | Сборная ЧДФ (Уфа)                     | Сборная ЧДФ (Уфа)                     | Сборная ЧДФ (Уфа)                     | Сборная ЧДФ (Уфа)                     | Сборная ЧДФ (Уфа)                     |                                       |   |            |            |            |            |            |            |            |            |            |            |                 |                 |                 |                 |                 |                 |                 |                 |       |       |       |       |
|  |                |                                       |                                       |                                       |                                       |                                       |                                       |                                       |                                       |                                       |                                       |   |            |            |            |            |            |            |            |            |            |            |                 |                 |                 |                 |                 |                 |                 |                 |       |       |       |       |

1/4 финала. Первые матчи

14 апреля

- Тобол (Курган) — Металлург (Аша) 0:4 (0:3)

18 апреля

- Витязь Газпром Трансгаз (Уфа) — Сборная ЧДФ (Уфа) 7:0 (3:0)
- Шахтёр (Коркино) — Металлург-Магнитогорск (Магнитогорск) 1:1 (1:1)

22 апреля, 14:00

- Тюмень — Тобол (Тобольск) 2:2 (0:2)

1/4 финала. Ответные матчи

21 апреля

- Металлург (Аша) — Тобол (Курган) 2:0 (1:0)

22 апреля, 16:00

- Сборная ЧДФ (Уфа) — Витязь Газпром Трансгаз (Уфа) 0:0 (0:0)

24 апреля, 17:30

- Металлург-Магнитогорск (Магнитогорск) — Шахтёр (Коркино) 3:1 (2:1)

29 мая, 18:00

- Тобол (Тобольск) — Тюмень 2:3 (1:2)

1/2 финала. Первые матчи

11 июня, 14:00

- Тюмень — Металлург (Аша) 1:3 (0:2)

4 октября, 13:00

- Витязь Газпром Трансгаз (Уфа) — Металлург-Магнитогорск (Магнитогорск) 1:2 (0:0)

1/2 финала. Ответные матчи

5 октября

- Металлург (Аша) — Тюмень 3:0 (2:0)

7 октября

- Металлург-Магнитогорск (Магнитогорск) — Витязь Газпром Трансгаз (Уфа) 2:1 (1:0)

Финал. Первый матч

14 октября, 15:00

- Металлург-Магнитогорск (Магнитогорск) — Металлург (Аша) 0:0 (0:0)

Финал. Ответный матч

20 октября, 16:00

- Металлург (Аша) — Металлург-Магнитогорск (Магнитогорск) 0:2 (0:2)

## Приволжье

### Первенство МФС «Приволжье»
17 апреля 2018 года был утверждён календарь игр первенства МФС «Приволжье» по футболу в сезоне-2018. Соревнования проходили с 21 апреля по 24 октября 2018 года.
| М  | Команда                     | И  | В  | Н | П  | Мячи    | ±   | О  | Примечания             |
| -- | --------------------------- | -- | -- | - | -- | ------- | --- | -- | ---------------------- |
| 1  | Химик-Август (Вурнары)      | 22 | 18 | 3 | 1  | 69 − 17 | +52 | 57 |                        |
| 2  | Лада (Димитровград)         | 22 | 17 | 2 | 3  | 67 − 11 | +56 | 53 | Выход в Первенство ПФЛ |
| 3  | Акрон (Тольятти)            | 22 | 14 | 5 | 3  | 39 − 12 | +27 | 47 | Выход в Первенство ПФЛ |
| 4  | Дорожник (Каменка)          | 22 | 13 | 3 | 6  | 47 − 23 | +24 | 42 |                        |
| 5  | Дзержинск-ТС (Дзержинск)    | 22 | 9  | 6 | 7  | 45 − 25 | +20 | 33 |                        |
| 6  | Мордовия-М (Саранск)        | 22 | 10 | 2 | 10 | 31 − 44 | −13 | 32 |                        |
| 7  | Зенит-Пенза                 | 22 | 7  | 4 | 11 | 34 − 30 | +4  | 25 |                        |
| 8  | Зенит-Ижевск-М              | 22 | 6  | 5 | 11 | 20 − 39 | −19 | 23 |                        |
| 9  | Крылья Советов-ЦПФ (Самара) | 22 | 6  | 2 | 14 | 21 − 54 | −33 | 20 |                        |
| 10 | Сызрань-2003-СКТБ-Пластик   | 22 | 5  | 3 | 14 | 31 − 68 | −37 | 18 |                        |
| 11 | Академия (Тольятти)         | 22 | 3  | 4 | 15 | 18 − 58 | −40 | 13 |                        |
| 12 | СШОР-Волга-М (Ульяновск)    | 22 | 3  | 3 | 16 | 18 − 59 | −41 | 12 |                        |
| -  | Квазар (Самара)             | 0  | 0  | 0 | 0  | 0 − 0   | 0   | 0  | Снялся с соревнований  |

И — игры, В — выигрыши, Н — ничьи, П — проигрыши, Мячи — забитые и пропущенные голы, ± — разница голов, О — очки

Лигу покинули «Саранск», «ЦСП Марий Эл» и «Искра» (Энгельс), пополнили команды «Акрон» (Тольятти), «Зенит» (Пенза), «Квазар» (Самара) и «Химик-Август» (Вурнары).
Команда «Торпедо-Димитровград» переименована в «Ладу».
4 мая участие «Квазара» в первенстве было приостановлено решением исполкома, 10 мая членство «Квазара» было возобновлено, команда вновь продолжила участие в первенстве. Позднее, 29 мая 2018 года «Квазар» снялся с соревнований после 5 матчей в связи с тяжёлым финансовым положением, результаты матчей «Квазара» были аннулированы.

#### Изменение лидера по ходу первенства
1 тур (0-1 игра)

- Зенит-Ижевск-М (Ижевск) — Сызрань-2003 (Сызрань) 1:1
- СШОР-Волга-М (Ульяновск) — Зенит (Пенза) 3:2
- Акрон (Тольятти) — Лада (Димитровград) 1:0
- Крылья Советов-ЦПФ (Самара) — Химик-Август (Вурнары) 0:5
- Мордовия-М (Саранск) — Дзержинск-ТС (Дзержинск) 1:0
- Квазар-Самара (Самара) — Дорожник (Каменка) 1:7 (результат аннулирован)

Лидер — Дорожник (лучшая разница)

2 тур (0-2 игры)

- Дорожник (Каменка) — Крылья Советов-ЦПФ (Самара) 2:1
- Дзержинск-ТС (Дзержинск) — Квазар-Самара (Самара) 2:0 (результат аннулирован)
- Мордовия-М (Саранск) — Лада (Димитровград) 0:3
- Зенит (Пенза) — Акрон (Тольятти) 0:1
- Сызрань-2003 (Сызрань) — СШОР-Волга-М (Ульяновск) 4:1
- Академия (Тольятти) — Зенит-Ижевск-М (Ижевск) - перенесено на 8 августа

Лидер — Дорожник (лучшая разница)

3 тур (1-3 игры)

5 мая

- Крылья Советов-ЦПФ (Самара) — Дзержинск-ТС (Дзержинск) 0:5
- Акрон (Тольятти) — Сызрань-2003 (Сызрань) 4:1
- Зенит (Пенза) — Мордовия-М (Саранск) 2:0

Промежуточный лидер — Акрон

6 мая

- Академия (Тольятти) — СШОР-Волга-М (Ульяновск) 0:0
- Химик-Август (Вурнары) — Дорожник (Каменка) 3:2
- Лада (Димитровград) — Квазар-Самара (Самара) — матч отменён

Лидер — Акрон (после поражения Дорожника)

4 тур (2-4 игры)

12 мая

- Сызрань-2003 — Мордовия-М 2:3
- Квазар-Самара — Зенит 1:3 (результат аннулирован)
- Академия (Тольятти) — Акрон 0:3
- Дзержинск-ТС — Химик-Август 0:1
- Лада — Крылья Советов-ЦПФ 7:0
- СШОР-Волга-М — Зенит-Ижевск-М 0:0

Лидер — Акрон

5 тур (3-5 игр)

19 мая

- Зенит-Ижевск-М (Ижевск) — ФК «Акрон» (Тольятти) 0:0
- Академия (Тольятти) — Мордовия-М (Саранск) 0:0
- Квазар-Самара (Самара) — Сызрань-2003 (Сызрань) 2:6 (результат аннулирован)
- Химик-Август (Вурнары) — Лада (Димитровград) 1:5
- Дорожник (Каменка) — Дзержинск-ТС (Дзержинск) 1:1

20 мая

- Зенит (Пенза) — Крылья Советов-ЦПФ (Самара) 0:1 (0:1)

Лидер — Акрон

6 тур (4-6 игр)

26 мая

- Зенит-Ижевск-М (Ижевск) — Мордовия-М (Саранск) 2:0 (2:0)
- Сызрань-2003 (Сызрань) — Крылья Советов-ЦПФ (Самара) 2:0 (1:0)
- Академия (Тольятти) — Квазар-Самара (Самара) 3:1 (0:0) (результат аннулирован)
- ФК «Акрон» (Тольятти) — СШОР-Волга-М (Ульяновск) 2:0 (2:0)
- Химик-Август (Вурнары) — Зенит (Пенза) 3:2 (1:1)

27 мая

- Лада (Димитровград) — Дорожник (Каменка) 1:2 (1:1)

Лидер — Акрон

7 тур (5-6 игр)

2 июня

- Сызрань-2003 (Сызрань) — Лада (Димитровград) 0:6 (0:2)
- Академия (Тольятти) — Дзержинск-ТС (Дзержинск) 1:4 (1:1)
- ФК «Акрон» (Тольятти) — Крылья Советов-ЦПФ (Самара) 3:0 (1:0)
- СШОР-Волга-М (Ульяновск) — Химик-Август (Вурнары) 0:5 (0:2)
- Мордовия-М (Саранск) — Квазар-Самара (Самара) — матч отменён

3 июня

- Зенит-Ижевск-М (Ижевск) — Дорожник (Каменка) 2:1 (1:1)

Лидер — Акрон

8 тур (6-8 игр)

- Квазар-Самара (Самара) — СШОР-Волга-М (Ульяновск) — матч отменён

9 июня

- Дзержинск-ТС (Дзержинск) — Зенит (Пенза) 3:1 (0:0)
- Мордовия-М (Саранск) — ФК «Акрон» (Тольятти) 1:5 (0:1)
- Дорожник (Каменка) — Сызрань-2003 (Сызрань) 6:1 (1:0)
- Химик-Август (Вурнары) — Академия (Тольятти) 6:1 (3:0)

22 августа

- Крылья Советов-ЦПФ (Самара) — Зенит-Ижевск-М (Ижевск) 0:1 (0:0)

Лидер — Акрон

9 тур (6-8 игр)

10 июля

- СШОР-Волга-М (Ульяновск) —  Зенит-Ижевск-М (Ижевск) 0:0 (0:0)

11 июля

- Квазар-Самара (Самара) — ФК «Акрон» (Тольятти) — матч отменён
- СШОР-Волга-М (Ульяновск) — Крылья Советов-ЦПФ (Самара) 4:1 (4:1)
- Химик-Август (Вурнары) — Зенит-Ижевск-М (Ижевск) 4:0 (2:0)
- Дзержинск-ТС (Дзержинск) — Сызрань-2003 (Сызрань) 5:0 (0:0)
- Дорожник (Каменка) — Академия (Тольятти) 2:1 (1:0)
- Лада (Димитровград) — Зенит (Пенза) 1:0 (0:0)

Лидер — Акрон

10 тур (7-9 игр)

14 июля

- Мордовия-М (Саранск) — СШОР-Волга-М (Ульяновск) 3:1 (1:1)
- Квазар-Самара (Самара) — Зенит-Ижевск-М (Ижевск) — матч отменён
- Крылья Советов-ЦПФ (Самара) — Академия (Тольятти) 0:3 (0:1)
- Химик-Август (Вурнары) — Сызрань-2003 (Сызрань) 4:1 (3:1)
- Лада (Димитровград) — Дзержинск-ТС (Дзержинск) 4:0 (1:0)
- Зенит (Пенза) — Дорожник (Каменка) 1:1 (0:1)

Лидер — Химик-Август (Вурнары)

11 тур (7-10 игр)

21 июля, 17:00

- Химик-Август (Вурнары) — ФК «Акрон» (Тольятти) 2:1 (1:0)
- Дорожник (Каменка) — СШОР-Волга-М (Ульяновск) 6:1 (3:0)
- Зенит (Пенза) — Сызрань-2003 (Сызрань) 2:2 (1:1)

18:00

- Лада (Димитровград) — Академия (Тольятти) 4:2 (1:1)

1 августа

- Крылья Советов-ЦПФ (Самара) — Мордовия-М (Саранск) 3:4 (0:3)

31 июля → 29 августа

- Дзержинск-ТС (Дзержинск) — Зенит-Ижевск-М (Ижевск) 3:0 (2:0)

Лидер — Химик-Август (Вурнары)

12 тур (7-10 игр)

- Квазар-Самара (Самара) — Крылья Советов-ЦПФ (Самара) — матч отменён
- Мордовия-М (Саранск) — Химик-Август (Вурнары) — матч перенесён на 6 октября

27 июля

- Зенит-Ижевск-М (Ижевск) — Лада (Димитровград) 0:4 (0:1)

28 июля

- Академия (Тольятти) — Зенит (Пенза) 0:2 (0:1)
- СШОР-Волга-М (Ульяновск) — Дзержинск-ТС (Дзержинск) 1:5 (1:3)

29 июля

- ФК «Акрон» (Тольятти) — Дорожник (Каменка) 1:0 (0:0)

Лидер — Химик-Август (Вурнары)

13 тур (8-11 игр)

4 августа

- Химик-Август (Вурнары) — Квазар-Самара (Самара) — матч отменён

15:00

- Сызрань-2003 (Сызрань) — Академия (Тольятти) 3:1 (1:0)

16:00

- Дзержинск-ТС (Дзержинск) — ФК «Акрон» (Тольятти) 1:2 (1:2)

17:00

- Дорожник (Каменка) — Мордовия-М (Саранск) 2:1 (1:1)

18:00

- Лада (Димитровград) — СШОР-Волга-М (Ульяновск) 5:0 (3:0)

19:30

- Зенит (Пенза) — Зенит-Ижевск-М (Ижевск) 3:0 (2:0)

Лидер по итогам первого круга — ФК «Акрон» (Тольятти)

Перенесённый матч 2 тура, 8 августа

- Академия (Тольятти) — Зенит-Ижевск-М (Ижевск) 1:1 (1:0)

14 тур (11-12 игр)

- Квазар-Самара (Самара) — Химик-Август (Вурнары) — матч отменён

10 августа

- Зенит-Ижевск-М (Ижевск) — Зенит (Пенза) 2:3 (1:1)

11 августа

- Академия (Тольятти) — Сызрань-2003 (Сызрань) 3:3 (0:0)
- Мордовия-М (Саранск) — Дорожник (Каменка) 0:1 (0:0)
- ФК «Акрон» (Тольятти) — Дзержинск-ТС (Дзержинск) 1:0 (1:0)

12 августа

- СШОР-Волга-М (Ульяновск) — Лада (Димитровград) 0:5 (0:1)

Лидер — ФК «Акрон» (Тольятти)

15 тур

18 августа

- Крылья Советов-ЦПФ (Самара) — Квазар-Самара (Самара) — матч отменён
- Химик-Август (Вурнары) — Мордовия-М (Саранск) 4:1 (2:0)
- Дзержинск-ТС (Дзержинск) — СШОР-Волга-М (Ульяновск) 2:1 (1:0)
- Дорожник (Каменка) — ФК «Акрон» (Тольятти) 1:0 (0:0)
- Зенит (Пенза) — Академия (Тольятти) 4:0 (1:0)
- Лада (Димитровград) — Зенит-Ижевск-М (Ижевск) 2:0 (1:0)

Лидер — Лада (Димитровград)

16 тур

25 августа

- Сызрань-2003 (Сызрань) — Зенит (Пенза) 2:1 (1:1)
- Академия (Тольятти) — Лада (Димитровград) 0:1 (0:0)
- Зенит-Ижевск-М (Ижевск) — Дзержинск-ТС (Дзержинск) 1:1 (0:1)
- СШОР-Волга-М (Ульяновск) — Дорожник (Каменка) 0:1 (0:1)
- ФК «Акрон» (Тольятти) — Химик-Август (Вурнары) 0:0 (0:0)
- Мордовия-М (Саранск) — Крылья Советов-ЦПФ (Самара) 3:1 (3:0)

Лидер — Лада (Димитровград)

17 тур

- Зенит-Ижевск-М (Ижевск) — Квазар-Самара (Самара) — матч отменён

1 сентября, 15:00

- Академия (Тольятти) — Крылья Советов-ЦПФ (Самара) 2:1 (0:0)
- Сызрань-2003 (Сызрань) — Химик-Август (Вурнары) 0:5 (0:2)

16:00

- Дзержинск-ТС (Дзержинск) — Лада (Димитровград) 0:1 (0:0)
- Дорожник (Каменка) — Зенит (Пенза) 2:1 (1:0)
- СШОР-Волга-М (Ульяновск) — Мордовия-М (Саранск) 1:2 (1:1)

Лидер — Лада (Димитровград)

18 тур

8 сентября

- ФК «Акрон» (Тольятти) — Квазар-Самара (Самара) — матч отменён

14:00

- Зенит-Ижевск-М (Ижевск) — Химик-Август (Вурнары) 1:4 (0:1)

15:00

- Сызрань-2003 (Сызрань) — Дзержинск-ТС (Дзержинск) 2:4 (0:4)
- Академия (Тольятти) — Дорожник (Каменка) 0:3 (0:1)
- Крылья Советов-ЦПФ (Самара) — СШОР-Волга-М (Ульяновск) 3:0 (1:0)

16:00

- Зенит (Пенза) — Лада (Димитровград) 1:3 (0:2)

Лидер — «Лада» (Димитровград)

19 тур

- СШОР-Волга-М (Ульяновск) — Квазар-Самара (Самара) — матч отменён

15 сентября, 15:00

- Академия (Тольятти) — Химик-Август (Вурнары) 0:5 (0:3)
- Сызрань-2003 (Сызрань) — Дорожник (Каменка) 1:7 (1:2)

16:00

- ФК «Акрон» (Тольятти) — Мордовия-М (Саранск) 2:0 (0:0)
- Зенит (Пенза) — Дзержинск-ТС (Дзержинск) 0:0 (0:0)
- Зенит-Ижевск-М (Ижевск) — Крылья Советов-ЦПФ (Самара) 1:2 (0:2)

Лидер — «Лада» (Димитровград)

20 тур

- Квазар-Самара (Самара) — Мордовия-М (Саранск) — матч отменён

22 сентября, 14:00

- Химик-Август (Вурнары) — СШОР-Волга-М (Ульяновск) 3:2 (2:1)

15:00

- Крылья Советов-ЦПФ (Самара) — ФК «Акрон» (Тольятти) 1:1 (1:0)
- Дорожник (Каменка) — Зенит-Ижевск-М (Ижевск) 4:0 (2:0)

16:00

- Лада (Димитровград) — Сызрань-2003 (Сызрань) 5:0 (2:0)
- Дзержинск-ТС (Дзержинск) — Академия (Тольятти) 6:0 (2:0)

Лидер — «Лада» (Димитровград)

21 тур

- Квазар-Самара (Самара) — Академия (Тольятти) — матч отменён

26 сентября, 15:00

- Дорожник (Каменка) — Лада (Димитровград) 1:2 (0:1)

16:00

- СШОР-Волга-М (Ульяновск) — ФК «Акрон» (Тольятти) 0:0 (0:0)
- Мордовия-М (Саранск) — Зенит-Ижевск-М (Ижевск) 1:0 (0:0)

18:00

- Зенит (Пенза) — Химик-Август (Вурнары) 1:1 (1:0)

3 октября

- Крылья Советов-ЦПФ (Самара) — Сызрань-2003 (Сызрань) 2:1 (0:0)

Лидер — «Лада» (Димитровград)

22 тур

- Сызрань-2003 (Сызрань) — Квазар-Самара (Самара) — матч отменён

29 сентября, 15:00

- Крылья Советов-ЦПФ (Самара) — Зенит (Пенза) 0:2 (0:1)
- Мордовия-М (Саранск) — Академия (Тольятти) 2:0 (1:0)

16:00

- Дзержинск-ТС (Дзержинск) — Дорожник (Каменка) 1:1 (1:1)
- Лада (Димитровград) — Химик-Август (Вурнары) 0:0 (0:0)
- ФК «Акрон» (Тольятти) — Зенит-Ижевск-М (Ижевск) 4:0 (2:0)

Лидер — «Лада» (Димитровград)

23 тур

- Зенит (Пенза) — Квазар-Самара (Самара) — матч отменён

6 октября, 12:00

- Зенит-Ижевск-М (Ижевск) — СШОР-Волга-М (Ульяновск) 2:1 (1:1)

12 тур, 6 октября, 14:00

- Мордовия-М (Саранск) — Химик-Август (Вурнары) 0:4 (0:2)

Промежуточный лидер — «Лада» (Димитровград); за счёт запаса очков

23 тур, 10 октября, 13:00

- Химик-Август (Вурнары) — Дзержинск-ТС (Дзержинск) 2:0 (0:0)

15:00

- ФК «Акрон» (Тольятти) — Академия (Тольятти) 3:0 (2:0)
- Мордовия-М (Саранск) — Сызрань-2003 (Сызрань) 2:1 (0:0)
- Крылья Советов-ЦПФ (Самара) — Лада (Димитровград) 2:1 (0:0)

Лидер — «Химик-Август» (Вурнары); за счёт запаса очков

24 тур

- Квазар-Самара (Самара) — Лада (Димитровград) — матч отменён

13 октября, 14:00

- Дорожник (Каменка) — Химик-Август (Вурнары) 0:2 (0:1)

15:00

- Мордовия-М (Саранск) — Зенит (Пенза) 4:1 (3:1)
- Сызрань-2003 (Сызрань) — ФК «Акрон» (Тольятти) 4:3 (1:1)

  - Проиграв в этом матче, «Акрон» потерял шансы на победу в первенстве

16:00

- Дзержинск-ТС (Дзержинск) — Крылья Советов-ЦПФ (Самара) 1:1 (0:0)
- СШОР-Волга-М (Ульяновск) — Академия (Тольятти) 1:3 (0:1)

  - «Академия» сыграла все матчи сезона

Лидер — «Химик-Август» (Вурнары)

25 тур

- Квазар-Самара (Самара) — Дзержинск-ТС (Дзержинск) — матч отменён

3 октября, 14:00

- Зенит-Ижевск-М (Ижевск) — Академия (Тольятти) 4:0 (1:0)

20 октября, 15:00

- СШОР-Волга-М (Ульяновск) — Сызрань-2003 (Сызрань) 1:0 (1:0)
- Крылья Советов-ЦПФ (Самара) — Дорожник (Каменка) 2:1 (2:1)

17:00

- ФК «Акрон» (Тольятти) — Зенит (Пенза) 1:0 (0:0)

__:00

- Лада (Димитровград) — Мордовия-М (Саранск) 6:0 (3:0)

  - «Лада» сохраняет шансы на победу в первенстве

Лидер — «Химик-Август» (Вурнары); за счёт запаса очков

26 тур

- Дорожник (Каменка) — Квазар-Самара (Самара) — матч отменён

17 октября, 15:00

- Сызрань-2003 (Сызрань) — Зенит-Ижевск-М (Ижевск) 0:2 (0:2)

24 октября

- 13:00 Химик-Август (Вурнары) — Крылья Советов-ЦПФ (Самара) 5:0 (2:0)

  - Победив в матче, «Химик-Август» победил в первенстве
- 14:00 Зенит (Пенза) — СШОР-Волга-М (Ульяновск) 5:0 (1:0)
- 15:30 Лада (Димитровград) — ФК «Акрон» (Тольятти) 1:1 (1:1)

  - «Ладе» необходимо было побеждать, чтобы сохранить шансы на победу в первенстве
- 16:00 Дзержинск-ТС (Дзержинск) — Мордовия-М (Саранск) 3:3 (1:0)

Победитель — «Химик-Август» (Вурнары)

### Кубок МФС «Приволжье»
Структура розыгрыша. На первом этапе 20 команд были разбиты на 6 групп, в каждой из них сыграли в 2 круга. После чего была проведена стадия плей-офф, каждая серия которого состояла из двух матчей. Команды групп A и B, D и E начали свои выступления с 1/8 финала, C и F — c 1/4 финала.

#### Групповой этап
Группа A
| М | Команда              | И | В | Н | П | Мячи  | ±  | О | Примечания         |
| - | -------------------- | - | - | - | - | ----- | -- | - | ------------------ |
| 1 | Акрон (Тольятти)     | 2 | 1 | 1 | 0 | 4 − 3 | +1 | 4 | Выход в 1/8 финала |
| 2 | Делин-Зенит (Ижевск) | 2 | 0 | 1 | 1 | 3 − 4 | −1 | 1 | Выход в 1/8 финала |
| 3 | Квазар (Самара)      | 0 | 0 | 0 | 0 | 0 − 0 | 0  | 0 | Снялся             |

И — игры, В — выигрыши, Н — ничьи, П — проигрыши, Мячи — забитые и пропущенные голы, ± — разница голов, О — очки

В связи со снятием «Квазара» обе команды обеспечили себе выход из группы и определяли лишь место в сетке турнира.
2 мая

1. Акрон (Тольятти) — Делин-Ижевск (Ижевск) 2:2 (0:0)

2. Квазар (Самара) — «Акрон» (Тольятти) 0:4 (0:3); результат аннулирован

30 мая

3. Делин-Ижевск (Ижевск) — Квазар (Самара) — не состоялся

12 июня

4. Делин-Ижевск (Ижевск) — Акрон (Тольятти) 1:2 (0:2)

5. Акрон (тольятти) — Квазар (Самара) — не состоялся

6. Квазар (Самара) — Делин-Ижевск (Ижевск) — не состоялся
Группа B
| М | Команда                  | И | В | Н | П | Мячи   | ±  | О | Примечания         |
| - | ------------------------ | - | - | - | - | ------ | -- | - | ------------------ |
| 1 | Лада (Димитровград)      | 4 | 3 | 0 | 1 | 12 − 6 | +6 | 9 | Выход в 1/8 финала |
| 2 | СШОР-Волга-М (Ульяновск) | 4 | 2 | 0 | 2 | 6 − 9  | −3 | 6 | Выход в 1/8 финала |
| 3 | Академия (Тольятти)      | 4 | 1 | 0 | 3 | 4 − 7  | −3 | 3 |                    |

И — игры, В — выигрыши, Н — ничьи, П — проигрыши, Мячи — забитые и пропущенные голы, ± — разница голов, О — очки

2 мая

7. СШОР-Волга-М (Ульяновск) — Лада (Димитровград) 3:2 (2:1)

16 мая

8. Академия (Тольятти) — СШОР-Волга-М (Ульяновск) 0:1 (0:1)

30 мая

9. Академия (Тольятти) — Лада (Димитровград) 1:2 (1:1)

12 июня

10. Лада (Димитровград) — СШОР-Волга-М (Ульяновск) 5:1 (2:0)

18 июля

11. СШОР-Волга-М (Ульяновск) — Академия (Тольятти) 1:2 (1:2)

24 июля

12. Лада (Димитровград) — Академия (Тольятти) 3:1 (0:0)
Группа С
| М | Команда                         | И | В | Н | П | Мячи   | ±   | О  | Примечания         |
| - | ------------------------------- | - | - | - | - | ------ | --- | -- | ------------------ |
| 1 | Дзержинск-ТС (Дзержинск)        | 6 | 5 | 1 | 0 | 20 − 0 | +20 | 16 | Выход в 1/4 финала |
| 2 | Локомотив-РПМ (Нижний Новгород) | 6 | 4 | 1 | 1 | 9 − 4  | +5  | 13 | Выход в 1/4 финала |
| 3 | УОР-СШОР (Йошкар-Ола)           | 6 | 0 | 2 | 4 | 4 − 16 | −12 | 2  |                    |
| 4 | Чувашия (Чебоксары)             | 6 | 0 | 2 | 4 | 3 − 16 | −13 | 2  |                    |

И — игры, В — выигрыши, Н — ничьи, П — проигрыши, Мячи — забитые и пропущенные голы, ± — разница голов, О — очки

«Дзержинск-ТС» и «Локомотив» обеспечили себе выход в ¼ финала после своих вторых побед над «Чувашией».
1 тур 2 мая

13. Дзержинск-ТС (Дзержинск) — УОР-СШОР (Йошкар-Ола) 3:0 (1:0)

14. Чувашия (Чебоксары) — Локомотив-РПМ (Нижний Новгород) 0:1 (0:1)

2 тур 16 мая

15. Локомотив-РПМ (Нижний Новгород) — Дзержинск-ТС (Дзержинск) 0:3 (0:2)

16. УОР-СШОР (Йошкар-Ола) — Чувашия (Чебоксары) 1:1 (0:0)

3 тур 26 мая

17. Чувашия (Чебоксары) — Дзержинск-ТС (Дзержинск) 0:1 (0:0)

3 тур 30 мая

18. УОР-СШОР (Йошкар-Ола) — Локомотив-РПМ (Нижний Новгород) 1:2 (0:2)

4 тур 12 июня

20. Дзержинск-ТС (Дзержинск) — Чувашия (Чебоксары) 8:0 (2:0)

5 тур 11 июля

21. Чувашия (Чебоксары) — УОР-СШОР (Йошкар-Ола) 2:2 (1:0)

5 тур 18 июля

22. Дзержинск-ТС (Дзержинск) — Локомотив-РПМ (Нижний Новгород) 0:0 (0:0)

6 тур 25 июля

23. Локомотив-РПМ (Нижний Новгород) — Чувашия (Чебоксары) 3:0 (2:0)

24. УОР-СШОР (Йошкар-Ола) — Дзержинск-ТС (Дзержинск) 0:5 (0:3)

4 тур 1 августа

19. Локомотив-РПМ (Нижний Новгород) — УОР-СШОР (Йошкар-Ола) 3:0 (тех)
Группа D
| М | Команда                | И | В | Н | П | Мячи  | ±  | О  | Примечания         |
| - | ---------------------- | - | - | - | - | ----- | -- | -- | ------------------ |
| 1 | Дорожник (Каменка)     | 4 | 4 | 0 | 0 | 9 − 1 | +8 | 12 | Выход в 1/8 финала |
| 2 | СШОР Сокол-М (Саратов) | 4 | 1 | 1 | 2 | 3 − 6 | −3 | 4  | Выход в 1/8 финала |
| 3 | Мордовия-М (Саранск)   | 4 | 0 | 1 | 3 | 3 − 8 | −5 | 1  |                    |

И — игры, В — выигрыши, Н — ничьи, П — проигрыши, Мячи — забитые и пропущенные голы, ± — разница голов, О — очки

«Мордовия» потеряла шансы на выход в 1/8 финала после поражения от «Дорожника» 4 июля.
2 мая

25. Мордовия-М (Саранск) — СШОР Сокол-М (Саратов) 1:1 (0:0)

16 мая

26. Дорожник (Каменка) — Мордовия-М (Саранск) 3:0 (2:0)

30 мая

27. СШОР Сокол-М (Саратов) — Дорожник (Каменка) 0:1 (0:1)

12 июня

28. СШОР Сокол-М (Саратов) — Мордовия-М (Саранск) 2:1 (0:1)

4 июля

29. Мордовия-М (Саранск) — Дорожник (Каменка) 1:2 (1:1)

25 июля

30. Дорожник (Каменка) — СШОР Сокол-М (Саратов) 3:0 (0:0)
Группа E
| М | Команда                     | И | В | Н | П | Мячи   | ±  | О  | Примечания         |
| - | --------------------------- | - | - | - | - | ------ | -- | -- | ------------------ |
| 1 | Химик-Август (Вурнары)      | 4 | 4 | 0 | 0 | 10 − 4 | +6 | 12 | Выход в 1/8 финала |
| 2 | Крылья Советов-ЦПФ (Самара) | 4 | 1 | 0 | 3 | 6 − 8  | −2 | 3  | Выход в 1/8 финала |
| 3 | Зенит-Пенза                 | 4 | 1 | 0 | 3 | 5 − 9  | −4 | 3  |                    |

И — игры, В — выигрыши, Н — ничьи, П — проигрыши, Мячи — забитые и пропущенные голы, ± — разница голов, О — очки

«Химик-Август» обеспечил себе выход в 1/8 финала после второй победы над «Зенитом». «Крылья Советов-ЦПФ» (Самара) выходит из группы за счёт разницы мячей (как общей, так и в личных встречах).
2 мая

31. Химик-Август (Вурнары) — Зенит (Пенза) 3:2 (0:1)

16 мая

32. Крылья Советов-ЦПФ (Самара) — Зенит (Пенза) 3:1 (2:0)

30 мая

33. Крылья Советов-ЦПФ (Самара) — Химик-Август (Вурнары) 2:4 (0:2)

12 июня

34. Зенит (Пенза) — Химик-Август (Вурнары) 0:2 (0:2)

18 июля

35. Химик-Август (Вурнары) — Крылья Советов-ЦПФ (Самара) 1:0 (0:0)

25 июля

36. Зенит (Пенза) — Крылья Советов-ЦПФ (Самара) 2:1 (0:0)
Группа F
| М | Команда                 | И | В | Н | П | Мячи    | ±   | О  | Примечания         |
| - | ----------------------- | - | - | - | - | ------- | --- | -- | ------------------ |
| 1 | Луч (Самара)            | 6 | 5 | 0 | 1 | 28 − 12 | +16 | 15 | Выход в 1/4 финала |
| 2 | Сызрань-2003            | 6 | 3 | 1 | 2 | 14 − 13 | +1  | 10 | Выход в 1/4 финала |
| 3 | Зенит-Ижевск-М (Ижевск) | 6 | 2 | 1 | 3 | 6 − 11  | −5  | 7  |                    |
| 4 | Оренбург-2001-М         | 6 | 1 | 0 | 5 | 5 − 17  | −12 | 3  |                    |

И — игры, В — выигрыши, Н — ничьи, П — проигрыши, Мячи — забитые и пропущенные голы, ± — разница голов, О — очки

«Луч» обеспечил себе выход в 1/4 финала после второй победы над «Оренбургом». Состав участников и посев определился в последнем туре. «Сызрань» вышла в ¼ финала после поражения «Зенита» в матче с «Лучом».
Оренбург потерял все шансы на выход из группы после третьего поражения.
2 мая

37. Зенит-Ижевск-М (Ижевск) — Луч (Самара) 2:3 (1:1)

38. Сызрань-2003 (Сызрань) — Оренбург-2001-М (Оренбург) 4:1 (3:1)

16 мая

39. Оренбург-2001-М (Оренбург) — Зенит-Ижевск-М (Ижевск) 0:1 (0:1)

40. Луч (Самара) — Сызрань-2003 (Сызрань) 7:0 (5:0)

30 мая

41. Зенит-Ижевск-М (Ижевск) — Сызрань-2003 (Сызрань) 1:1 (0:1)

26 мая

42. Луч (Самара) — Оренбург-2001-М (Оренбург) 7:1 (3:0)

9 июня

43. Оренбург-2001-М (Оренбург) — Луч (Самара) 2:4 (1:1)

12 июня

44. Сызрань-2003 (Сызрань) — Зенит-Ижевск-М (Ижевск) 2:1 (1:1)

18 июля

45. Зенит-Ижевск-М (Ижевск) — Оренбург-2001-М (Оренбург) 1:0 (0:0)

46. Сызрань-2003 (Сызрань) — Луч (Самара) 7:2 (5:1)

25 июля

47. Оренбург-2001-М (Оренбург) — Сызрань-2003 (Сызрань) 1:0 (0:0)

48. Луч (Самара) — Зенит-Ижевск-М (Ижевск) 5:0 (0:0)

#### Плей-офф
Раунд плей-офф прошёл в 4 раунда с двухматчевым выбыванием.
|  | ⅛ финала | ⅛ финала           | ⅛ финала           | ⅛ финала                        | ⅛ финала                        | ⅛ финала                        | ⅛ финала                        | ⅛ финала                        | ⅛ финала                        | ⅛ финала                        |                                 |                        | ¼ финала               | ¼ финала               | ¼ финала               | ¼ финала               | ¼ финала               | ¼ финала               | ¼ финала               | ¼ финала  | ¼ финала | ¼ финала |    |                        | ½ финала               | ½ финала               | ½ финала               | ½ финала               | ½ финала               | ½ финала               | ½ финала               | ½ финала | ½ финала | ½ финала |    |                     | Финал               | Финал               | Финал               | Финал               | Финал               | Финал               | Финал               | Финал    | Финал | Финал |
|  |          |                    |                    |                                 |                                 |                                 |                                 |                                 |                                 |                                 |                                 |                        |                        |                        |                        |                        |                        |                        |                        |           |          |          |    |                        |                        |                        |                        |                        |                        |                        |                        |          |          |          |    |                     |                     |                     |                     |                     |                     |                     |                     |          |       |       |
|  | A2       | Делин-Зенит        | Делин-Зенит        | Делин-Зенит                     | Делин-Зенит                     | Делин-Зенит                     | Делин-Зенит                     | Делин-Зенит                     | Делин-Зенит                     | 2 [0\|2]                        |                                 |                        |                        |                        |                        |                        |                        |                        |                        |           |          |          |    |                        |                        |                        |                        |                        |                        |                        |                        |          |          |          |    |                     |                     |                     |                     |                     |                     |                     |                     |          |       |       |
|  | A2       | Делин-Зенит        | Делин-Зенит        | Делин-Зенит                     | Делин-Зенит                     | Делин-Зенит                     | Делин-Зенит                     | Делин-Зенит                     | Делин-Зенит                     | 2 [0\|2]                        |                                 |                        |                        |                        |                        |                        |                        |                        |                        |           |          |          |    |                        |                        |                        |                        |                        |                        |                        |                        |          |          |          |    |                     |                     |                     |                     |                     |                     |                     |                     |          |       |       |
|  | B1       | Лада               | Лада               | Лада                            | Лада                            | Лада                            | Лада                            | Лада                            | Лада                            | 8 [5\|3]                        |                                 |                        |                        |                        |                        |                        |                        |                        |                        |           |          |          |    |                        |                        |                        |                        |                        |                        |                        |                        |          |          |          |    |                     |                     |                     |                     |                     |                     |                     |                     |          |       |       |
|  | B1       | Лада               | Лада               | Лада                            | Лада                            | Лада                            | Лада                            | Лада                            | Лада                            | 8 [5\|3]                        | B1                              | Лада (Димитровград)    | Лада (Димитровград)    | Лада (Димитровград)    | Лада (Димитровград)    | Лада (Димитровград)    | Лада (Димитровград)    | Лада (Димитровград)    | Лада (Димитровград)    | 5 [4\|1]  |          |          |    |                        |                        |                        |                        |                        |                        |                        |                        |          |          |          |    |                     |                     |                     |                     |                     |                     |                     |                     |          |       |       |
|  |          |                    |                    |                                 |                                 |                                 |                                 |                                 |                                 |                                 | B1                              | Лада (Димитровград)    | Лада (Димитровград)    | Лада (Димитровград)    | Лада (Димитровград)    | Лада (Димитровград)    | Лада (Димитровград)    | Лада (Димитровград)    | Лада (Димитровград)    | 5 [4\|1]  |          |          |    |                        |                        |                        |                        |                        |                        |                        |                        |          |          |          |    |                     |                     |                     |                     |                     |                     |                     |                     |          |       |       |
|  |          |                    | C1                 | Дзержинск-ТС (Дзержинск)        | Дзержинск-ТС (Дзержинск)        | Дзержинск-ТС (Дзержинск)        | Дзержинск-ТС (Дзержинск)        | Дзержинск-ТС (Дзержинск)        | Дзержинск-ТС (Дзержинск)        | Дзержинск-ТС (Дзержинск)        | Дзержинск-ТС (Дзержинск)        | 2 [0\|2]               |                        |                        |                        |                        |                        |                        |                        |           |          |          |    |                        |                        |                        |                        |                        |                        |                        |                        |          |          |          |    |                     |                     |                     |                     |                     |                     |                     |                     |          |       |       |
|  |          | G10                | G10                | G10                             | G10                             | G10                             | G10                             | G10                             | G10                             | Дзержинск-ТС (Дзержинск)        | Дзержинск-ТС (Дзержинск)        | 2 [0\|2]               | 0 [0\|0]               |                        |                        |                        |                        |                        |                        |           |          |          |    |                        |                        |                        |                        |                        |                        |                        |                        |          |          |          |    |                     |                     |                     |                     |                     |                     |                     |                     |          |       |       |
|  |          | G10                | G10                | G10                             | G10                             | G10                             | G10                             | G10                             | G10                             |                                 |                                 |                        | 0 [0\|0]               |                        |                        |                        |                        |                        |                        |           |          |          |    |                        |                        |                        |                        |                        |                        |                        |                        |          |          |          |    |                     |                     |                     |                     |                     |                     |                     |                     |          |       |       |
|  | C1       | Дзержинск-ТС       | Дзержинск-ТС       | Дзержинск-ТС                    | Дзержинск-ТС                    | Дзержинск-ТС                    | Дзержинск-ТС                    | Дзержинск-ТС                    | Дзержинск-ТС                    | 6 [3\|3]                        |                                 |                        |                        |                        |                        |                        |                        |                        |                        |           |          |          |    |                        |                        |                        |                        |                        |                        |                        |                        |          |          |          |    |                     |                     |                     |                     |                     |                     |                     |                     |          |       |       |
|  | C1       | Дзержинск-ТС       | Дзержинск-ТС       | Дзержинск-ТС                    | Дзержинск-ТС                    | Дзержинск-ТС                    | Дзержинск-ТС                    | Дзержинск-ТС                    | Дзержинск-ТС                    | 6 [3\|3]                        |                                 |                        |                        |                        |                        |                        |                        |                        |                        |           |          |          | B1 | Лада (Димитровград)    | Лада (Димитровград)    | Лада (Димитровград)    | Лада (Димитровград)    | Лада (Димитровград)    | Лада (Димитровград)    | Лада (Димитровград)    | Лада (Димитровград)    | 4 [2\|2] |          |          |    |                     |                     |                     |                     |                     |                     |                     |                     |          |       |       |
|  |          |                    |                    |                                 |                                 |                                 |                                 |                                 |                                 |                                 |                                 |                        |                        |                        |                        |                        |                        |                        |                        |           |          |          | B1 | Лада (Димитровград)    | Лада (Димитровград)    | Лада (Димитровград)    | Лада (Димитровград)    | Лада (Димитровград)    | Лада (Димитровград)    | Лада (Димитровград)    | Лада (Димитровград)    | 4 [2\|2] |          |          |    |                     |                     |                     |                     |                     |                     |                     |                     |          |       |       |
|  |          |                    | A1                 | Акрон (Тольятти)                | Акрон (Тольятти)                | Акрон (Тольятти)                | Акрон (Тольятти)                | Акрон (Тольятти)                | Акрон (Тольятти)                | Акрон (Тольятти)                | Акрон (Тольятти)                | 3 [2\|1]               |                        |                        |                        |                        |                        |                        |                        |           |          |          |    |                        |                        |                        |                        |                        |                        |                        |                        |          |          |          |    |                     |                     |                     |                     |                     |                     |                     |                     |          |       |       |
|  | B2       | СШОР-Волга-М       | СШОР-Волга-М       | СШОР-Волга-М                    | СШОР-Волга-М                    | СШОР-Волга-М                    | СШОР-Волга-М                    | СШОР-Волга-М                    | СШОР-Волга-М                    | Акрон (Тольятти)                | Акрон (Тольятти)                | 3 [2\|1]               | 1 [0\|1]               |                        |                        |                        |                        |                        |                        |           |          |          |    |                        |                        |                        |                        |                        |                        |                        |                        |          |          |          |    |                     |                     |                     |                     |                     |                     |                     |                     |          |       |       |
|  | B2       | СШОР-Волга-М       | СШОР-Волга-М       | СШОР-Волга-М                    | СШОР-Волга-М                    | СШОР-Волга-М                    | СШОР-Волга-М                    | СШОР-Волга-М                    | СШОР-Волга-М                    |                                 |                                 |                        | 1 [0\|1]               |                        |                        |                        |                        |                        |                        |           |          |          |    |                        |                        |                        |                        |                        |                        |                        |                        |          |          |          |    |                     |                     |                     |                     |                     |                     |                     |                     |          |       |       |
|  | A1       | Акрон              | Акрон              | Акрон                           | Акрон                           | Акрон                           | Акрон                           | Акрон                           | Акрон                           | 3 [3\|0]                        |                                 |                        |                        |                        |                        |                        |                        |                        |                        |           |          |          |    |                        |                        |                        |                        |                        |                        |                        |                        |          |          |          |    |                     |                     |                     |                     |                     |                     |                     |                     |          |       |       |
|  | A1       | Акрон              | Акрон              | Акрон                           | Акрон                           | Акрон                           | Акрон                           | Акрон                           | Акрон                           | 3 [3\|0]                        | A1                              | Акрон (Тольятти)       | Акрон (Тольятти)       | Акрон (Тольятти)       | Акрон (Тольятти)       | Акрон (Тольятти)       | Акрон (Тольятти)       | Акрон (Тольятти)       | Акрон (Тольятти)       | 7 [3\|4]  |          |          |    |                        |                        |                        |                        |                        |                        |                        |                        |          |          |          |    |                     |                     |                     |                     |                     |                     |                     |                     |          |       |       |
|  |          |                    |                    |                                 |                                 |                                 |                                 |                                 |                                 |                                 | A1                              | Акрон (Тольятти)       | Акрон (Тольятти)       | Акрон (Тольятти)       | Акрон (Тольятти)       | Акрон (Тольятти)       | Акрон (Тольятти)       | Акрон (Тольятти)       | Акрон (Тольятти)       | 7 [3\|4]  |          |          |    |                        |                        |                        |                        |                        |                        |                        |                        |          |          |          |    |                     |                     |                     |                     |                     |                     |                     |                     |          |       |       |
|  |          |                    | C2                 | Локомотив-РПМ (Нижний Новгород) | Локомотив-РПМ (Нижний Новгород) | Локомотив-РПМ (Нижний Новгород) | Локомотив-РПМ (Нижний Новгород) | Локомотив-РПМ (Нижний Новгород) | Локомотив-РПМ (Нижний Новгород) | Локомотив-РПМ (Нижний Новгород) | Локомотив-РПМ (Нижний Новгород) | 3 [2\|1]               |                        |                        |                        |                        |                        |                        |                        |           |          |          |    |                        |                        |                        |                        |                        |                        |                        |                        |          |          |          |    |                     |                     |                     |                     |                     |                     |                     |                     |          |       |       |
|  |          | G14                | G14                | G14                             | G14                             | G14                             | G14                             | G14                             | G14                             | Локомотив-РПМ (Нижний Новгород) | Локомотив-РПМ (Нижний Новгород) | 3 [2\|1]               | 0 [0\|0]               |                        |                        |                        |                        |                        |                        |           |          |          |    |                        |                        |                        |                        |                        |                        |                        |                        |          |          |          |    |                     |                     |                     |                     |                     |                     |                     |                     |          |       |       |
|  |          | G14                | G14                | G14                             | G14                             | G14                             | G14                             | G14                             | G14                             |                                 |                                 |                        | 0 [0\|0]               |                        |                        |                        |                        |                        |                        |           |          |          |    |                        |                        |                        |                        |                        |                        |                        |                        |          |          |          |    |                     |                     |                     |                     |                     |                     |                     |                     |          |       |       |
|  | C2       | Локомотив-РПМ      | Локомотив-РПМ      | Локомотив-РПМ                   | Локомотив-РПМ                   | Локомотив-РПМ                   | Локомотив-РПМ                   | Локомотив-РПМ                   | Локомотив-РПМ                   | 6 [3\|3]                        |                                 |                        |                        |                        |                        |                        |                        |                        |                        |           |          |          |    |                        |                        |                        |                        |                        |                        |                        |                        |          |          |          |    |                     |                     |                     |                     |                     |                     |                     |                     |          |       |       |
|  | C2       | Локомотив-РПМ      | Локомотив-РПМ      | Локомотив-РПМ                   | Локомотив-РПМ                   | Локомотив-РПМ                   | Локомотив-РПМ                   | Локомотив-РПМ                   | Локомотив-РПМ                   | 6 [3\|3]                        |                                 |                        |                        |                        |                        |                        |                        |                        |                        |           |          |          |    |                        |                        |                        |                        |                        |                        |                        |                        |          |          |          | B1 | Лада (Димитровград) | Лада (Димитровград) | Лада (Димитровград) | Лада (Димитровград) | Лада (Димитровград) | Лада (Димитровград) | Лада (Димитровград) | Лада (Димитровград) | 2 [2\|0] |       |       |
|  |          |                    |                    |                                 |                                 |                                 |                                 |                                 |                                 |                                 |                                 |                        |                        |                        |                        |                        |                        |                        |                        |           |          |          |    |                        |                        |                        |                        |                        |                        |                        |                        |          |          |          | B1 | Лада (Димитровград) | Лада (Димитровград) | Лада (Димитровград) | Лада (Димитровград) | Лада (Димитровград) | Лада (Димитровград) | Лада (Димитровград) | Лада (Димитровград) | 2 [2\|0] |       |       |
|  |          |                    | E1                 | Химик-Август (Вурнары)          | Химик-Август (Вурнары)          | Химик-Август (Вурнары)          | Химик-Август (Вурнары)          | Химик-Август (Вурнары)          | Химик-Август (Вурнары)          | Химик-Август (Вурнары)          | Химик-Август (Вурнары)          | 2 [2\|0]               |                        |                        |                        |                        |                        |                        |                        |           |          |          |    |                        |                        |                        |                        |                        |                        |                        |                        |          |          |          |    |                     |                     |                     |                     |                     |                     |                     |                     |          |       |       |
|  | D2       | СШОР Сокол-М       | СШОР Сокол-М       | СШОР Сокол-М                    | СШОР Сокол-М                    | СШОР Сокол-М                    | СШОР Сокол-М                    | СШОР Сокол-М                    | СШОР Сокол-М                    | Химик-Август (Вурнары)          | Химик-Август (Вурнары)          | 2 [2\|0]               | 2 [1\|1]               |                        |                        |                        |                        |                        |                        |           |          |          |    |                        |                        |                        |                        |                        |                        |                        |                        |          |          |          |    |                     |                     |                     |                     |                     |                     |                     |                     |          |       |       |
|  | D2       | СШОР Сокол-М       | СШОР Сокол-М       | СШОР Сокол-М                    | СШОР Сокол-М                    | СШОР Сокол-М                    | СШОР Сокол-М                    | СШОР Сокол-М                    | СШОР Сокол-М                    |                                 |                                 |                        | 2 [1\|1]               |                        |                        |                        |                        |                        |                        |           |          |          |    |                        |                        |                        |                        |                        |                        |                        |                        |          |          |          |    |                     |                     |                     |                     |                     |                     |                     |                     |          |       |       |
|  | E1       | Химик-Август       | Химик-Август       | Химик-Август                    | Химик-Август                    | Химик-Август                    | Химик-Август                    | Химик-Август                    | Химик-Август                    | 5 [2\|3]                        |                                 |                        |                        |                        |                        |                        |                        |                        |                        |           |          |          |    |                        |                        |                        |                        |                        |                        |                        |                        |          |          |          |    |                     |                     |                     |                     |                     |                     |                     |                     |          |       |       |
|  | E1       | Химик-Август       | Химик-Август       | Химик-Август                    | Химик-Август                    | Химик-Август                    | Химик-Август                    | Химик-Август                    | Химик-Август                    | 5 [2\|3]                        | E1                              | Химик-Август (Вурнары) | Химик-Август (Вурнары) | Химик-Август (Вурнары) | Химик-Август (Вурнары) | Химик-Август (Вурнары) | Химик-Август (Вурнары) | Химик-Август (Вурнары) | Химик-Август (Вурнары) | 8 [5\|3]  |          |          |    |                        |                        |                        |                        |                        |                        |                        |                        |          |          |          |    |                     |                     |                     |                     |                     |                     |                     |                     |          |       |       |
|  |          |                    |                    |                                 |                                 |                                 |                                 |                                 |                                 |                                 | E1                              | Химик-Август (Вурнары) | Химик-Август (Вурнары) | Химик-Август (Вурнары) | Химик-Август (Вурнары) | Химик-Август (Вурнары) | Химик-Август (Вурнары) | Химик-Август (Вурнары) | Химик-Август (Вурнары) | 8 [5\|3]  |          |          |    |                        |                        |                        |                        |                        |                        |                        |                        |          |          |          |    |                     |                     |                     |                     |                     |                     |                     |                     |          |       |       |
|  |          |                    | F1                 | Луч (Самара)                    | Луч (Самара)                    | Луч (Самара)                    | Луч (Самара)                    | Луч (Самара)                    | Луч (Самара)                    | Луч (Самара)                    | Луч (Самара)                    | 6 [3\|3]               |                        |                        |                        |                        |                        |                        |                        |           |          |          |    |                        |                        |                        |                        |                        |                        |                        |                        |          |          |          |    |                     |                     |                     |                     |                     |                     |                     |                     |          |       |       |
|  |          | G12                | G12                | G12                             | G12                             | G12                             | G12                             | G12                             | G12                             | Луч (Самара)                    | Луч (Самара)                    | 6 [3\|3]               | 0 [0\|0]               |                        |                        |                        |                        |                        |                        |           |          |          |    |                        |                        |                        |                        |                        |                        |                        |                        |          |          |          |    |                     |                     |                     |                     |                     |                     |                     |                     |          |       |       |
|  |          | G12                | G12                | G12                             | G12                             | G12                             | G12                             | G12                             | G12                             |                                 |                                 |                        | 0 [0\|0]               |                        |                        |                        |                        |                        |                        |           |          |          |    |                        |                        |                        |                        |                        |                        |                        |                        |          |          |          |    |                     |                     |                     |                     |                     |                     |                     |                     |          |       |       |
|  | F1       | Луч                | Луч                | Луч                             | Луч                             | Луч                             | Луч                             | Луч                             | Луч                             | 6 [3\|3]                        |                                 |                        |                        |                        |                        |                        |                        |                        |                        |           |          |          |    |                        |                        |                        |                        |                        |                        |                        |                        |          |          |          |    |                     |                     |                     |                     |                     |                     |                     |                     |          |       |       |
|  | F1       | Луч                | Луч                | Луч                             | Луч                             | Луч                             | Луч                             | Луч                             | Луч                             | 6 [3\|3]                        |                                 |                        |                        |                        |                        |                        |                        |                        |                        |           |          |          | E1 | Химик-Август (Вурнары) | Химик-Август (Вурнары) | Химик-Август (Вурнары) | Химик-Август (Вурнары) | Химик-Август (Вурнары) | Химик-Август (Вурнары) | Химик-Август (Вурнары) | Химик-Август (Вурнары) | 4 [1\|3] |          |          |    |                     |                     |                     |                     |                     |                     |                     |                     |          |       |       |
|  |          |                    |                    |                                 |                                 |                                 |                                 |                                 |                                 |                                 |                                 |                        |                        |                        |                        |                        |                        |                        |                        |           |          |          | E1 | Химик-Август (Вурнары) | Химик-Август (Вурнары) | Химик-Август (Вурнары) | Химик-Август (Вурнары) | Химик-Август (Вурнары) | Химик-Август (Вурнары) | Химик-Август (Вурнары) | Химик-Август (Вурнары) | 4 [1\|3] |          |          |    |                     |                     |                     |                     |                     |                     |                     |                     |          |       |       |
|  |          |                    | D1                 | Дорожник (Каменка)              | Дорожник (Каменка)              | Дорожник (Каменка)              | Дорожник (Каменка)              | Дорожник (Каменка)              | Дорожник (Каменка)              | Дорожник (Каменка)              | Дорожник (Каменка)              | 2 [2\|0]               |                        |                        |                        |                        |                        |                        |                        |           |          |          |    |                        |                        |                        |                        |                        |                        |                        |                        |          |          |          |    |                     |                     |                     |                     |                     |                     |                     |                     |          |       |       |
|  | E2       | Крылья Советов-ЦПФ | Крылья Советов-ЦПФ | Крылья Советов-ЦПФ              | Крылья Советов-ЦПФ              | Крылья Советов-ЦПФ              | Крылья Советов-ЦПФ              | Крылья Советов-ЦПФ              | Крылья Советов-ЦПФ              | Дорожник (Каменка)              | Дорожник (Каменка)              | 2 [2\|0]               | 2 [1\|1]               |                        |                        |                        |                        |                        |                        |           |          |          |    |                        |                        |                        |                        |                        |                        |                        |                        |          |          |          |    |                     |                     |                     |                     |                     |                     |                     |                     |          |       |       |
|  | E2       | Крылья Советов-ЦПФ | Крылья Советов-ЦПФ | Крылья Советов-ЦПФ              | Крылья Советов-ЦПФ              | Крылья Советов-ЦПФ              | Крылья Советов-ЦПФ              | Крылья Советов-ЦПФ              | Крылья Советов-ЦПФ              |                                 |                                 |                        | 2 [1\|1]               |                        |                        |                        |                        |                        |                        |           |          |          |    |                        |                        |                        |                        |                        |                        |                        |                        |          |          |          |    |                     |                     |                     |                     |                     |                     |                     |                     |          |       |       |
|  | D1       | Дорожник           | Дорожник           | Дорожник                        | Дорожник                        | Дорожник                        | Дорожник                        | Дорожник                        | Дорожник                        | 3 [1\|2]                        |                                 |                        |                        |                        |                        |                        |                        |                        |                        |           |          |          |    |                        |                        |                        |                        |                        |                        |                        |                        |          |          |          |    |                     |                     |                     |                     |                     |                     |                     |                     |          |       |       |
|  | D1       | Дорожник           | Дорожник           | Дорожник                        | Дорожник                        | Дорожник                        | Дорожник                        | Дорожник                        | Дорожник                        | 3 [1\|2]                        | D1                              | Дорожник (Каменка)     | Дорожник (Каменка)     | Дорожник (Каменка)     | Дорожник (Каменка)     | Дорожник (Каменка)     | Дорожник (Каменка)     | Дорожник (Каменка)     | Дорожник (Каменка)     | 14 [6\|8] |          |          |    |                        |                        |                        |                        |                        |                        |                        |                        |          |          |          |    |                     |                     |                     |                     |                     |                     |                     |                     |          |       |       |
|  |          |                    |                    |                                 |                                 |                                 |                                 |                                 |                                 |                                 | D1                              | Дорожник (Каменка)     | Дорожник (Каменка)     | Дорожник (Каменка)     | Дорожник (Каменка)     | Дорожник (Каменка)     | Дорожник (Каменка)     | Дорожник (Каменка)     | Дорожник (Каменка)     | 14 [6\|8] |          |          |    |                        |                        |                        |                        |                        |                        |                        |                        |          |          |          |    |                     |                     |                     |                     |                     |                     |                     |                     |          |       |       |
|  |          |                    | F2                 | Сызрань-2003 (Сызрань)          | Сызрань-2003 (Сызрань)          | Сызрань-2003 (Сызрань)          | Сызрань-2003 (Сызрань)          | Сызрань-2003 (Сызрань)          | Сызрань-2003 (Сызрань)          | Сызрань-2003 (Сызрань)          | Сызрань-2003 (Сызрань)          | 1 [0\|1]               |                        |                        |                        |                        |                        |                        |                        |           |          |          |    |                        |                        |                        |                        |                        |                        |                        |                        |          |          |          |    |                     |                     |                     |                     |                     |                     |                     |                     |          |       |       |
|  |          | G16                | G16                | G16                             | G16                             | G16                             | G16                             | G16                             | G16                             | Сызрань-2003 (Сызрань)          | Сызрань-2003 (Сызрань)          | 1 [0\|1]               | 0 [0\|0]               |                        |                        |                        |                        |                        |                        |           |          |          |    |                        |                        |                        |                        |                        |                        |                        |                        |          |          |          |    |                     |                     |                     |                     |                     |                     |                     |                     |          |       |       |
|  |          | G16                | G16                | G16                             | G16                             | G16                             | G16                             | G16                             | G16                             |                                 |                                 |                        | 0 [0\|0]               |                        |                        |                        |                        |                        |                        |           |          |          |    |                        |                        |                        |                        |                        |                        |                        |                        |          |          |          |    |                     |                     |                     |                     |                     |                     |                     |                     |          |       |       |
|  | F2       | Сызрань-2003       | Сызрань-2003       | Сызрань-2003                    | Сызрань-2003                    | Сызрань-2003                    | Сызрань-2003                    | Сызрань-2003                    | Сызрань-2003                    | 6 [3\|3]                        |                                 |                        |                        |                        |                        |                        |                        |                        |                        |           |          |          |    |                        |                        |                        |                        |                        |                        |                        |                        |          |          |          |    |                     |                     |                     |                     |                     |                     |                     |                     |          |       |       |

⅛ финала, первые матчи, 8 августа

49 Делин-Зенит (Ижевск) — Лада (Димитровград) 0:5 (0:2)

50 G10 — Дзержинск-ТС (Дзержинск) 0:3 (тех)

51 СШОР-Волга-М (Ульяновск) — Акрон (Тольятти) 0:3 (0:1)

52 G14 — Локомотив-РПМ (Нижний Новгород) 0:3 (тех)

53 СШОР Сокол-М (Саратов) — Химик-Август (Вурнары) 1:2 (0:2)

54 G12 — Луч (Самара) 0:3 (тех)

55 Крылья Советов-ЦПФ (Самара) — Дорожник (Каменка) 1:1 (0:1)

56 G16 — Сызрань-2003 (Сызрань) 0:3 (тех)

⅛ финала, ответные матчи, 15 августа

57 Лада (Димитровград) — Делин-Зенит (Ижевск) 3:2 (1:1)

58 Дзержинск-ТС (Дзержинск) — G10 3:0 (тех)

59 Акрон (Тольятти) — СШОР-Волга-М (Ульяновск) 0:1 (0:0)

60 Локомотив-РПМ (Нижний Новгород) — G14 3:0 (тех)

61 Химик-Август (Вурнары) — СШОР Сокол-М (Саратов) 3:1 (0:1)

62 Луч (Самара) — G12 3:0 (тех)

63 Дорожник (Каменка) — Крылья Советов-ЦПФ (Самара) 2:1 (1:1)

64 Сызрань-2003 (Сызрань) — G16 3:0 (тех)

¼ финала, первые матчи, 21 августа

68 21.08.2018 Вт 17:00 Дорожник (Каменка) — Сызрань-2003 (Сызрань) 6:0 (2:0)

22 августа

66 22.08.2018 Ср 15:00 Химик-Август (Вурнары) — Луч (Самара) 5:3 (2:3)

67 22.08.2018 Ср 16:00 Локомотив-РПМ (Нижний Новгород) — Акрон (Тольятти) 2:3 (2:3)

65 22.08.2018 Ср 17:00 Лада (Димитровград) — Дзержинск-ТС (Дзержинск) 4:0 (2:0)

1/4 финала, ответные матчи, 5 сентября

70 05.09.2018 Ср 15:00 Луч (Самара) — Химик-Август (Вурнары) 3:3 (1:0)

71 05.09.2018 Ср 16:00 Акрон (Тольятти) — Локомотив-РПМ (Нижний Новгород) 4:1 (1:0)

69 05.09.2018 Ср 17:00 Дзержинск-ТС (Дзержинск) — Лада (Димитровград) 2:1 (1:0)

72 05.09.2018 Ср 17:00 Сызрань-2003 (Сызрань) — Дорожник (Каменка) 1:8 (0:3)

1/2 финала, первые матчи, 19 сентября

73 19.09.2018 Ср 18:00 Акрон (Тольятти) — Лада (Димитровград) 2:2 (2:1)

74 19.09.2018 Ср 15:00 Дорожник (Каменка) — Химик-Август (Вурнары) 2:1 (1:1)

1/2 финала, ответные матчи, 3 октября

75 03.10.2018 Ср 15:00 Лада (Димитровград) — Акрон (Тольятти) 2:1 (0:1)

76 03.10.2018 Ср 13:00 Химик-Август (Вурнары) — Дорожник (Каменка) 3:0 (3:0)

Финал, первый матч, 17 октября

77 17.10.2018 Ср 15:00 Лада (Димитровград) — Химик-Август (Вурнары) 2:2 (0:1)

Финал, ответный матч, 28 октября

78 28.10.2018 Вс 13:00 Химик-Август (Вурнары) — Лада (Димитровград) 0:0 (0:0)

Победителем и обладателем кубка стал клуб «Химик-Август» (Вурнары) за счёт гостевых голов.

## Золотое кольцо

### Первенство «Золотое кольцо»
Сначала (на 4 апреля 2018 года) допуск к соревнованию получили 7 команд. Позднее, в середине мая, уже после утверждения календаря, допуск получил ранее выступавший в первенстве ПФЛ 2017/2018 костромской «Спартак» (позднее сменивший название на ФК «Кострома»), матчи которого были добавлены в календарь перед стартом первенства.
Соревнования проходили с 23 мая по 5 сентября 2018 года. По их итогам право на выход в ПФЛ и на участие в финальном турнире завоевал кировский «Факел».
| М | Команда                       | И  | В  | Н | П  | Мячи    | ±   | О  | Примечания                 |
| - | ----------------------------- | -- | -- | - | -- | ------- | --- | -- | -------------------------- |
| 1 | Факел (Киров)                 | 14 | 10 | 2 | 2  | 35 − 14 | +21 | 32 |                            |
| 2 | Шинник-М (Ярославль)          | 14 | 9  | 2 | 3  | 38 − 16 | +22 | 29 |                            |
| 3 | Череповец (Череповец)         | 14 | 8  | 3 | 3  | 40 − 11 | +29 | 27 |                            |
| 4 | Кострома (Кострома)           | 14 | 6  | 1 | 7  | 14 − 29 | −15 | 19 |                            |
| 5 | Текстильщик-М (Иваново)       | 14 | 5  | 3 | 6  | 25 − 21 | +4  | 18 |                            |
| 6 | 4 сада (Вологда)              | 14 | 5  | 3 | 6  | 14 − 19 | −5  | 18 |                            |
| 7 | СШОР-Волга (Тверская область) | 14 | 5  | 1 | 8  | 22 − 30 | −8  | 16 |                            |
| 8 | Рыбинск                       | 14 | 0  | 1 | 13 | 10 − 58 | −48 | 1  | Снялся по окончании сезона |

И — игры, В — выигрыши, Н — ничьи, П — проигрыши, Мячи — забитые и пропущенные голы, ± — разница голов, О — очки

#### Изменение лидера по ходу первенства
1 тур (0-1 игра, 23 мая 2018 года)

- Шинник-м (Ярославль) — СШОР (Тверская область) 2:1 (0:1)
- Факел (Киров) — 4 сада (Вологда) 1:0 (0:0)

Лидер — Шинник

2 тур (0-2 игры)

30 мая

- МФК Рыбинск (Рыбинск) — Факел (Киров) 0:4 (0:2)
- ФК Череповец (Череповец) — Шинник-м (Ярославль) 1:1 (0:0)

3 июня

- СШОР (Тверская область) — Текстильщик (Иваново) 0:2 (0:1)

Лидер — Факел (Киров)

3 тур (6 июня, 1-3 игры)

- Шинник-м (Ярославль) — ФК Кострома (Кострома) 0:1 (0:1)
- 4 сада (Вологда) — МФК Рыбинск (Рыбинск) 3:1 (1:1)

3 тур (10 июня, 1-3 игры)

- Текстильщик (Иваново) — ФК Череповец (Череповец) 0:5 (0:3)
- Факел (Киров) — СШОР (Тверская область) 2:2 (2:0)

Лидер — Факел (Киров)

4 тур (13 июня, 2-4 игры)

- Шинник-м (Ярославль) — Текстильщик (Иваново) 0:2 (0:0)
- СШОР (Тверская область) — 4 сада (Вологда) 5:0 (2:0)
- ФК Череповец (Череповец) — Факел (Киров) 0:1 (0:1)
- ФК Кострома (Кострома) — МФК Рыбинск (Рыбинск) 4:0 (1:0)

Лидер — Факел (Киров)

5 тур (20 июня, 2-5 игр)

- Текстильщик (Иваново) — ФК Кострома (Кострома) 6:0 (4:0)
- Факел (Киров) — Шинник-м (Ярославль) 2:2 (0:2)
- 4 сада (Вологда) — ФК Череповец (Череповец) 1:1 (1:1)
- МФК Рыбинск (Рыбинск) — СШОР (Тверская область) 1:4 (1:1)

Промежуточный лидер — Факел (Киров)

1 тур (4-5 игр)

23 июня, 17:00

- ФК Череповец (Череповец) — ФК Кострома (Кострома) 3:0 (3:0)

24 июня, 15:00

- Текстильщик (Иваново) — МФК Рыбинск (Рыбинск) 0:0 (0:0)[53]

Лидер — Факел (Киров)

6 тур (27 июня, 5-6 игр)

15:00

- Шинник-м (Ярославль) — 4 сада (Вологда) 1:2 (0:0)

17:00

- Текстильщик (Иваново) — Факел (Киров) 2:3 (1:0)

18:00

- ФК Кострома (Кострома) — СШОР (Тверская область) 0:2 (0:0)
- ФК Череповец (Череповец) — МФК Рыбинск (Рыбинск) 5:1 (1:1)

Лидер — Факел (Киров)

7 тур (4 июля, 6-7 игр, 1 круг)

17:00

- СШОР (Тверская область) — ФК Череповец (Череповец) 0:3 (0:1)
- ФК «Факел» (Киров) — ФК Кострома (Кострома) 7:0 (3:0)

18:00

- 4 сада (Вологда) — Текстильщик (Иваново) 0:0 (0:0)
- МФК Рыбинск (Рыбинск) — Шинник-м (Ярославль) 2:4 (2:4)

Промежуточный лидер — Факел (Киров)

2 тур (11 июля, 7 игр, 1 круг), 18:00

- ФК Кострома (Кострома) — 4 сада (Вологда) - матч перенесён

Лидер — Факел (Киров)

8 тур (25 июля, 7-8 игр)

- ФК Кострома (Кострома) — ФК Череповец (Череповец) 0:3 (0:0)
- СШОР (Тверская область) — Шинник-м (Ярославль) 0:3 (0:1)
- МФК Рыбинск (Рыбинск) — Текстильщик (Иваново) 1:5 (1:2)
- 4 сада (Вологда) — Факел (Киров) 0:1 (0:0)

Лидер — Факел (Киров)

9 тур (31 июля, 8-9 игр)

- Факел (Киров) — МФК Рыбинск (Рыбинск) 5:1 (2:0)

9 тур (1 августа, 8-9 игр)

- Шинник-м (Ярославль) — ФК Череповец (Череповец) 2:1 (1:1)
- Текстильщик (Иваново) — СШОР (Тверская область) 1:2 (1:1)
- 4 сада (Вологда) — ФК Кострома (Кострома) 2:0 (0:0)

Промежуточный лидер — Факел (Киров)

2 тур (4 августа, 9 игр, 1 круг)

- ФК Кострома (Кострома) — 4 сада (Вологда) 0:0 (0:0)

Лидер — Факел (Киров)

10 тур (8 августа, 10 игр)

- СШОР (Тверская область) — Факел (Киров) 2:3 (1:3)
- ФК Череповец (Череповец) — Текстильщик (Иваново) 2:2 (2:1)
- МФК Рыбинск (Рыбинск) — 4 сада (Вологда) 0:1 (0:0)
- ФК Кострома (Кострома) — Шинник-м (Ярославль) 0:2 (0:2)

Лидер — Факел (Киров)

11 тур (15 августа, 10-11 игр)

- Текстильщик (Иваново) — Шинник-м (Ярославль) 1:5 (0:3)
- Факел (Киров) — ФК Череповец (Череповец) 3:1 (3:0)
- 4 сада (Вологда) — СШОР (Тверская область) 4:0 (2:0)

Лидер — Факел (Киров)

12 тур (22 августа, 10-12 игр)

- Шинник-м (Ярославль) — Факел (Киров) 2:1 (0:1)
- СШОР (Тверская область) — МФК Рыбинск (Рыбинск) 2:0 (1:0)
- ФК Череповец (Череповец) — 4 сада (Вологда) 3:0 (2:0)

11 тур (26 августа, 11-12 игр)

- МФК Рыбинск (Рыбинск) — ФК Кострома (Кострома) 2:3 (0:2)

Лидер — Факел (Киров)

13 тур (28 августа, 11-13 игр)

- Факел (Киров) — Текстильщик (Иваново) 1:0 (1:0)

  - Победив в этом матче, Факел стал победителем зоны

13 тур (29 августа, 12-13 игр)

- МФК Рыбинск (Рыбинск) — ФК Череповец (Череповец) 0:5 (0:3)
- 4 сада (Вологда) — Шинник-м (Ярославль) 1:2 (0:0)

  - ФК «4 сада» потерял шансы на медали
- СШОР (Тверская область) — ФК Кострома (Кострома) 1:2 (1:0)

Лидер — Факел (Киров)

12 тур (2 сентября, 13 игр)

- ФК Кострома (Кострома) — Текстильщик (Иваново) 2:0 (2:0)

14 тур (5 сентября, 14 игр, 2 круг)

- Шинник-м (Ярославль) — МФК Рыбинск (Рыбинск) 12:1 (4:1)
- ФК Кострома (Кострома) — ФК «Факел» Киров (Киров) 2:1 (1:0)

17:00

- Текстильщик (Иваново) — 4 сада (Вологда) 4:0 (0:0)

18:00

- ФК Череповец (Череповец) — СШОР (Тверская область) 7:0 (4:0)

Победитель — Факел (Киров)

### Кубок «Золотого кольца»
|  | ¼ финала                | ¼ финала                | ¼ финала                | ¼ финала                | ¼ финала                | ¼ финала                | ¼ финала                | ¼ финала                | ¼ финала                | ¼ финала             |                      |            | ½ финала             | ½ финала             | ½ финала             | ½ финала             | ½ финала             | ½ финала             | ½ финала             | ½ финала             | ½ финала             | ½ финала   |  |  | Финал | Финал | Финал | Финал | Финал | Финал | Финал | Финал | Финал | Финал |
|  |                         |                         |                         |                         |                         |                         |                         |                         |                         |                      |                      |            |                      |                      |                      |                      |                      |                      |                      |                      |                      |            |  |  |       |       |       |       |       |       |       |       |       |       |
|  |                         |                         |                         |                         |                         |                         |                         |                         |                         |                      |                      |            |                      |                      |                      |                      |                      |                      |                      |                      |                      |            |  |  |       |       |       |       |       |       |       |       |       |       |
|  | СШОР (Тверская область) | СШОР (Тверская область) | СШОР (Тверская область) | СШОР (Тверская область) | СШОР (Тверская область) | СШОР (Тверская область) | СШОР (Тверская область) | СШОР (Тверская область) | СШОР (Тверская область) | 2 (1 \| 1)           |                      |            |                      |                      |                      |                      |                      |                      |                      |                      |                      |            |  |  |       |       |       |       |       |       |       |       |       |       |
|  | СШОР (Тверская область) | СШОР (Тверская область) | СШОР (Тверская область) | СШОР (Тверская область) | СШОР (Тверская область) | СШОР (Тверская область) | СШОР (Тверская область) | СШОР (Тверская область) | СШОР (Тверская область) | 2 (1 \| 1)           |                      |            |                      |                      |                      |                      |                      |                      |                      |                      |                      |            |  |  |       |       |       |       |       |       |       |       |       |       |
|  |                         |                         | Шинник-м (Ярославль)    | Шинник-м (Ярославль)    | Шинник-м (Ярославль)    | Шинник-м (Ярославль)    | Шинник-м (Ярославль)    | Шинник-м (Ярославль)    | Шинник-м (Ярославль)    | Шинник-м (Ярославль) | Шинник-м (Ярославль) | 4 (2 \| 2) |                      |                      |                      |                      |                      |                      |                      |                      |                      |            |  |  |       |       |       |       |       |       |       |       |       |       |
|  |                         |                         |                         |                         |                         |                         |                         |                         |                         |                      | Шинник-м (Ярославль) | 4 (2 \| 2) |                      |                      |                      |                      |                      |                      |                      |                      |                      |            |  |  |       |       |       |       |       |       |       |       |       |       |
|  |                         |                         |                         |                         |                         |                         |                         |                         |                         |                      |                      |            |                      |                      |                      |                      |                      |                      |                      |                      |                      |            |  |  |       |       |       |       |       |       |       |       |       |       |
|  |                         |                         |                         |                         |                         |                         |                         |                         |                         |                      |                      |            |                      |                      |                      |                      |                      |                      |                      |                      |                      |            |  |  |       |       |       |       |       |       |       |       |       |       |
|  |                         |                         |                         |                         |                         |                         |                         |                         |                         |                      |                      |            | Шинник-м (Ярославль) | Шинник-м (Ярославль) | Шинник-м (Ярославль) | Шинник-м (Ярославль) | Шинник-м (Ярославль) | Шинник-м (Ярославль) | Шинник-м (Ярославль) | Шинник-м (Ярославль) | Шинник-м (Ярославль) | 1 (1 \| 0) |  |  |       |       |       |       |       |       |       |       |       |       |
|  |                         |                         |                         |                         |                         |                         |                         |                         |                         |                      |                      |            |                      |                      |                      |                      |                      |                      |                      |                      |                      |            |  |  |       |       |       |       |       |       |       |       |       |       |
|  |                         |                         | ФК «Череповец»          | ФК «Череповец»          | ФК «Череповец»          | ФК «Череповец»          | ФК «Череповец»          | ФК «Череповец»          | ФК «Череповец»          | ФК «Череповец»       | ФК «Череповец»       | 2 (1 \| 1) |                      |                      |                      |                      |                      |                      |                      |                      |                      |            |  |  |       |       |       |       |       |       |       |       |       |       |
|  |                         |                         |                         |                         |                         |                         |                         |                         |                         |                      | ФК «Череповец»       | 2 (1 \| 1) |                      |                      |                      |                      |                      |                      |                      |                      |                      |            |  |  |       |       |       |       |       |       |       |       |       |       |
|  |                         |                         |                         |                         |                         |                         |                         |                         |                         |                      |                      |            |                      |                      |                      |                      |                      |                      |                      |                      |                      |            |  |  |       |       |       |       |       |       |       |       |       |       |
|  |                         |                         |                         |                         |                         |                         |                         |                         |                         |                      |                      |            |                      |                      |                      |                      |                      |                      |                      |                      |                      |            |  |  |       |       |       |       |       |       |       |       |       |       |
|  | МФК Рыбинск (Рыбинск)   | МФК Рыбинск (Рыбинск)   | МФК Рыбинск (Рыбинск)   | МФК Рыбинск (Рыбинск)   | МФК Рыбинск (Рыбинск)   | МФК Рыбинск (Рыбинск)   | МФК Рыбинск (Рыбинск)   | МФК Рыбинск (Рыбинск)   | МФК Рыбинск (Рыбинск)   | 0 (0 \| 0)           |                      |            |                      |                      |                      |                      |                      |                      |                      |                      |                      |            |  |  |       |       |       |       |       |       |       |       |       |       |
|  | МФК Рыбинск (Рыбинск)   | МФК Рыбинск (Рыбинск)   | МФК Рыбинск (Рыбинск)   | МФК Рыбинск (Рыбинск)   | МФК Рыбинск (Рыбинск)   | МФК Рыбинск (Рыбинск)   | МФК Рыбинск (Рыбинск)   | МФК Рыбинск (Рыбинск)   | МФК Рыбинск (Рыбинск)   | 0 (0 \| 0)           |                      |            |                      |                      |                      |                      |                      |                      |                      |                      |                      |            |  |  |       |       |       |       |       |       |       |       |       |       |
|  |                         |                         | ФК «Череповец»          | ФК «Череповец»          | ФК «Череповец»          | ФК «Череповец»          | ФК «Череповец»          | ФК «Череповец»          | ФК «Череповец»          | ФК «Череповец»       | ФК «Череповец»       | 6 (3 \| 3) |                      |                      |                      |                      |                      |                      |                      |                      |                      |            |  |  |       |       |       |       |       |       |       |       |       |       |
|  | ФК «Череповец»-2        | ФК «Череповец»-2        | ФК «Череповец»-2        | ФК «Череповец»-2        | ФК «Череповец»-2        | ФК «Череповец»-2        | ФК «Череповец»-2        | ФК «Череповец»-2        | ФК «Череповец»-2        | ФК «Череповец»       | ФК «Череповец»       | 6 (3 \| 3) | 1 (0 \| 1)           |                      |                      |                      |                      |                      |                      |                      |                      |            |  |  |       |       |       |       |       |       |       |       |       |       |
|  | ФК «Череповец»-2        | ФК «Череповец»-2        | ФК «Череповец»-2        | ФК «Череповец»-2        | ФК «Череповец»-2        | ФК «Череповец»-2        | ФК «Череповец»-2        | ФК «Череповец»-2        | ФК «Череповец»-2        |                      |                      |            | 1 (0 \| 1)           |                      |                      |                      |                      |                      |                      |                      |                      |            |  |  |       |       |       |       |       |       |       |       |       |       |
|  | ФК «Череповец»          | ФК «Череповец»          | ФК «Череповец»          | ФК «Череповец»          | ФК «Череповец»          | ФК «Череповец»          | ФК «Череповец»          | ФК «Череповец»          | ФК «Череповец»          | 9 (7 \| 2)           |                      |            |                      |                      |                      |                      |                      |                      |                      |                      |                      |            |  |  |       |       |       |       |       |       |       |       |       |       |
|  | ФК «Череповец»          | ФК «Череповец»          | ФК «Череповец»          | ФК «Череповец»          | ФК «Череповец»          | ФК «Череповец»          | ФК «Череповец»          | ФК «Череповец»          | ФК «Череповец»          | 9 (7 \| 2)           |                      |            |                      |                      |                      |                      |                      |                      |                      |                      |                      |            |  |  |       |       |       |       |       |       |       |       |       |       |
|  |                         |                         |                         |                         |                         |                         |                         |                         |                         |                      |                      |            |                      |                      |                      |                      |                      |                      |                      |                      |                      |            |  |  |       |       |       |       |       |       |       |       |       |       |

1/4 финала (16 и 23 мая)

- СК «Череповец-2» (Череповец) — ФК «Череповец» (Череповец) 0:7 (0:3), 1:2 (0:2)

1/2 финала

11 июля

- СШОР-Волга (Тверь) — Шинник-м (Ярославль) 1:2 (0:1)

15 июля

- Шинник-м (Ярославль) — СШОР-Волга (Тверь) 2:1 (1:0)

22 июля

- МФК Рыбинск — ФК «Череповец» (Череповец) 0:3 (тех)

4 августа

- ФК «Череповец» (Череповец) — МФК Рыбинск 3:0 (тех)

Финал (12 и 19 сентября)

12 сентября

- Шинник-м (Ярославль) — ФК Череповец (Череповец) 1:1 (1:1)

19 сентября

- ФК «Череповец» (Череповец) — Шинник-м (Ярославль) 1:0 (1:0)

Победитель: ФК «Череповец» (Череповец)

## Северо-Запад

### Первенство МРО «Северо-Запад»
Клуб «Звезда» (Санкт-Петербург), несколько лет выступавший одновременно в чемпионате Санкт-Петербурга и первенстве МРО «Северо-Запад», в сезоне 2018 года принял решение участвовать только в чемпионате города. Клуб также Был намерен принять участие в Кубке МРО «Северо-Запад»-2018
Также не подали заявку участники сезона 2017 клубы «Север» (Мурманск) и «Звёздочка» (Северодвинск), однако список команд пополнили «Автофаворит» (Псков), ШВСМ (Петрозаводск, позднее сменил название на «Сборная команда Республики Карелия»), «Эликорт» (Гатчина) и «Гатчина».
21 апреля клубам, подавшим заявку на участие в чемпионате был выслан проект календаря первенства. Также был обнародован крайний срок приёма заявок на участие в Кубке Северо-Запада. 3 мая был утверждён календарь первенства 2018 года. Турнир начался 15 и 16 мая спаренными матчами между «Химиком» и «Гатчиной».
После матча «Электрон» — «Карелия» (15 сентября, 0:0) победителем турнира стал «Химик».
| М | Команда                                           | И  | В  | Н | П  | Мячи    | ±   | О  | Примечания                  |
| - | ------------------------------------------------- | -- | -- | - | -- | ------- | --- | -- | --------------------------- |
| 1 | Химик (Коряжма)                                   | 20 | 13 | 3 | 4  | 46 − 28 | +18 | 42 |                             |
| 2 | Электрон (Великий Новгород)                       | 20 | 12 | 5 | 3  | 47 − 18 | +29 | 41 | Снялся по окончании сезона* |
| 3 | Автофаворит (Псков)                               | 20 | 11 | 2 | 7  | 48 − 32 | +16 | 35 | Снялся по окончании сезона* |
| 4 | Сборная команда Республики Карелия (Петрозаводск) | 20 | 8  | 6 | 6  | 41 − 22 | +19 | 30 |                             |
| 5 | Эликорт (Гатчина)                                 | 20 | 4  | 3 | 13 | 25 − 46 | −21 | 15 | Снялся по окончании сезона* |
| 6 | Гатчина (Гатчина)                                 | 20 | 2  | 1 | 17 | 21 − 82 | −61 | 7  | Снялся по окончании сезона* |

И — игры, В — выигрыши, Н — ничьи, П — проигрыши, Мячи — забитые и пропущенные голы, ± — разница голов, О — очки

* Примечание. Не принял участие в первенстве следующего года.

#### Изменение лидера по ходу турнира
1 тур / 15 мая

- «Гатчина» (Гатчина) — «Химик» (Коряжма) 1:3 (1:1) | Химик становится промежуточным лидером

11 тур / 16 мая

- «Гатчина» (Гатчина) — «Химик» (Коряжма) 2:7 (0:5)

1 тур / 20 мая

- «Эликорт» (Гатчина) — «Автофаворит» (Псков) 1:2 (1:1)

1 тур /26 мая

- «Карелия» (Петрозаводск) — СШ «Электрон» (Великий Новгород) 1:1 (1:1)

2 тур / 26 мая

- «Гатчина» (Гатчина) — «Автофаворит» (Псков) 1:1 (0:1)

2 тур / 26 мая

- «Эликорт» (Гатчина) — «Химик» (Коряжма) 0:0 (0:0)

12 тур / 28 мая

- «Эликорт» (Гатчина) — «Химик» (Коряжма) 2:3 (2:2)

3 тур / 2 июня

- «Автофаворит» (Псков) — «Карелия» (Петрозаводск) 1:0 (1:0)
- СШ «Электрон» (Великий Новгород) — «Эликорт» (Гатчина) 3:0 (2:0)

4 тур / 11 июня

- «Карелия» (Петрозаводск) — «Химик» (Коряжма) 1:2 (1:1)
- «Эликорт» (Гатчина) — «Гатчина» (Гатчина) 1:3 (0:2)
- «Автофаворит» (Псков) — СШ «Электрон» (Великий Новгород) 1:2 (1:1)

14 тур / 12 июня

- «Карелия» (Петрозаводск) — «Химик» (Коряжма) 3:4 (1:2)

5 тур / 16 июня

- СШ «Электрон» (Великий Новгород) — «Гатчина» (Гатчина) 4:0 (2:0)
- «Эликорт» (Гатчина) — «Карелия» (Петрозаводск) 0:0 (0:0)

6 тур / 22 июня

- «Химик» (Коряжма) — СШ «Электрон» (Великий Новгород) 1:1 (1:0)

6 тур / 23 июня

- «Автофаворит» (Псков) — «Эликорт» (Гатчина) 2:0 (0:0)
- «Карелия» (Петрозаводск) — «Гатчина» (Гатчина) 2:0 (1:0)

16 тур / 24 июня

- «Химик» (Коряжма) — СШ «Электрон» (Великий Новгород) 2:4 (2:1)

7 тур / 30 июня

- СШ «Электрон» (Великий Новгород) — «Эликорт» (Гатчина) 0:0 (0:0)
- «Гатчина» (Гатчина) — «Автофаворит» (Псков) 3:5 (2:1)

13 тур / 4 июля

- «Автофаворит» (Псков) — «Карелия» (Петрозаводск) 0:0 (0:0)

_ тур / 5 июля

- «Гатчина» (Гатчина) — «Эликорт» (Гатчина) 0:3 (0:0)

_ тур / 7 июля

- «Автофаворит» (Псков) — СШ «Электрон» (Великий Новгород) 2:0 (0:0)

Лидер после 8 туров: Химик.

8 тур / 10 июля

- «Химик» (Коряжма) — «Гатчина» (Гатчина) 4:0 (2:0)

18 тур / 12 июля

- «Химик» (Коряжма) — «Гатчина» (Гатчина) 4:1 (3:1)

8 тур / 14 июля

- «Карелия» (Петрозаводск) — «Автофаворит» (Псков) 1:2 (0:1)

21 тур / 15 июля

- СШ «Электрон» (Великий Новгород) — «Химик» (Коряжма) 4:0 (1:0)

9 тур / 17 июля

- СШ «Электрон» (Великий Новгород) — «Химик» (Коряжма) 2:1 (0:0)

9 тур / 18 июля

- «Гатчина» (Гатчина) — «Карелия» (Петрозаводск) 2:7 (1:3)

9 тур / 21 июля

- «Автофаворит» (Псков) — «Эликорт» (Гатчина) перенесено на 8 сентября

15 тур / 28 июля

- «Гатчина» (Гатчина) — СШ «Электрон» (Великий Новгород) 0:2 (0:2)
- «Эликорт» (Гатчина) — «Карелия» 3:1 (0:0)
- «Химик» (Коряжма) — «Автофаворит» (Псков) 2:1 (0:1)

5 тур / 29 июля

- «Химик» (Коряжма) — «Автофаворит» (Псков) 2:0 (0:0)

17 тур / 4 августа

- «Карелия» (Петрозаводск) — СШ «Электрон» (Великий Новгород) 2:1 (0:0)
- «Автофаворит» (Псков) — «Гатчина» (Гатчина) 6:0 (3:0)

12 тур / 4 августа

- «Химик» (Коряжма) — «Эликорт» (Гатчина) 2:0 (0:0)

7 тур / 5 августа

- «Химик» (Коряжма) — «Эликорт» (Гатчина) 2:1 (1:0)

18 тур / 11 августа

- «Эликорт» (Гатчина) — «Гатчина» (Гатчина) 1:2 (1:11)
- СШ «Электрон» (Великий Новгород) — «Автофаворит» (Псков) — перенесено на 12 сентября
- «Химик» (Коряжма) — «Карелия» (Петрозаводск) 0:0 (0:0)

8 тур / 12 августа

- «Химик» (Коряжма) — «Карелия» (Петрозаводск) 3:1 (0:0)

10 тур / 17 августа

- «Автофаворит» (Псков) — «Химик» (Коряжма) 1:0 (0:0)

19 тур / 18 августа

- «Эликорт» (Гатчина) — СШ «Электрон» (Великий Новгород) 1:2 (1:2)
- «Карелия» (Петрозаводск) — «Гатчина» (Гатчина) 2:1 (2:0)

24 тур / 19 августа

- «Автофаворит» (Псков) — «Химик» (Коряжма) 3:4 (1:3)

Лидер — Химик

20 тур / 25 августа

- СШ «Электрон» (Великий Новгород) — «Карелия» (Петрозаводск) 0:0 (0:0)
- «Эликорт» (Гатчина) — «Автофаворит» (Псков) 3:1 (1:0)

  - «Автофаворит» лишился шансов на победу в первенстве

Лидер — Химик

21 тур / 1 сентября

- СШ «Электрон» (Великий Новгород) — «Гатчина» (Гатчина) 4:0 (1:0)
- «Карелия» (Петрозаводск) — «Эликорт» (Гатчина) 5:1 (1:1)

_ тур / 5 сентября

- «Гатчина» (Гатчина) — «Карелия» (Петрозаводск) 0:4 (0:3)

Лидер — Химик

20 тур / 8 сентября

- «Гатчина» (Гатчина) — СШ «Электрон» (Великий Новгород) 1:6 (0:2)

9 тур / 8 сентября

- «Автофаворит» (Псков) — «Эликорт» (Гатчина) 4:1 (1:1)

Лидер — Химик

18 тур / 12 сентября

- СШ «Электрон» (Великий Новгород) — «Автофаворит» (Псков) 3:4 (3:1)

Лидер — Химик

22 тур / 15 сентября

- «Автофаворит» (Псков) — «Гатчина» (Гатчина) — перенесено на 7 октября (ранее на 25 сентября)
- СШ «Электрон» (Великий Новгород) — «Карелия» (Петрозаводск) 0:0 (0:0)

  - По итогам данного матча определился победитель зоны — им стал «Химик».

_ тур / 18 сентября

- «Гатчина» (Гатчина) — «Эликорт» (Гатчина) 4:5 (0:3)

  - ФК «Гатчина» (Гатчина) лишился шансов на 5 место.

23 тур / 22 сентября

- «Карелия» (Петрозаводск) — «Эликорт» (Гатчина) 7:1 (5:1)
- СШ «Электрон» (Великий Новгород) — «Автофаворит» (Псков) 5:1 (3:1)

24 тур / 29 сентября

- «Эликорт» (Гатчина) — СШ «Электрон» (Великий Новгород) 1:3 (0:0)
- «Карелия» (Петрозаводск) — «Автофаворит» (Псков) 4:0 (2:0)

22 тур / 25 сентября → 7 октября

- «Автофаворит» (Псков) — «Гатчина» (Гатчина) 11:0 (5:0)

  - Команда ФК «Гатчина» играла весь матч в численном меньшинстве, т.к. прибыла на игру в составе девяти футболистов[61][62].

Победитель: Химик (Коряжма)

### Кубок МРО «Северо-Запад»
Розыгрыш кубка проходил с 21 июля по 6 октября 2018 года.
|  | ⅛ финала      | ⅛ финала      | ⅛ финала      | ⅛ финала      | ⅛ финала      | ⅛ финала      | ⅛ финала      | ⅛ финала      | ⅛ финала      | ⅛ финала      |               |            | ¼ финала      | ¼ финала      | ¼ финала      | ¼ финала      | ¼ финала      | ¼ финала      | ¼ финала      | ¼ финала      | ¼ финала      | ¼ финала |  |  | Полуфинал | Полуфинал | Полуфинал | Полуфинал | Полуфинал | Полуфинал | Полуфинал | Полуфинал | Полуфинал | Полуфинал |  |  | Финал | Финал | Финал | Финал | Финал | Финал | Финал | Финал | Финал | Финал |
|  |               |               |               |               |               |               |               |               |               |               |               |            |               |               |               |               |               |               |               |               |               |          |  |  |           |           |           |           |           |           |           |           |           |           |  |  |       |       |       |       |       |       |       |       |       |       |
|  |               |               |               |               |               |               |               |               |               |               |               |            |               |               |               |               |               |               |               |               |               |          |  |  |           |           |           |           |           |           |           |           |           |           |  |  |       |       |       |       |       |       |       |       |       |       |
|  | «Волхов»      | «Волхов»      | «Волхов»      | «Волхов»      | «Волхов»      | «Волхов»      | «Волхов»      | «Волхов»      | «Волхов»      | 0             |               |            |               |               |               |               |               |               |               |               |               |          |  |  |           |           |           |           |           |           |           |           |           |           |  |  |       |       |       |       |       |       |       |       |       |       |
|  | «Волхов»      | «Волхов»      | «Волхов»      | «Волхов»      | «Волхов»      | «Волхов»      | «Волхов»      | «Волхов»      | «Волхов»      | 0             |               |            |               |               |               |               |               |               |               |               |               |          |  |  |           |           |           |           |           |           |           |           |           |           |  |  |       |       |       |       |       |       |       |       |       |       |
|  |               |               | «Карелия»     | «Карелия»     | «Карелия»     | «Карелия»     | «Карелия»     | «Карелия»     | «Карелия»     | «Карелия»     | «Карелия»     | 1          |               |               |               |               |               |               |               |               |               |          |  |  |           |           |           |           |           |           |           |           |           |           |  |  |       |       |       |       |       |       |       |       |       |       |
|  |               |               |               |               |               |               |               |               |               |               | «Карелия»     | 1          |               |               |               |               |               |               |               |               |               |          |  |  |           |           |           |           |           |           |           |           |           |           |  |  |       |       |       |       |       |       |       |       |       |       |
|  |               |               |               |               |               |               |               |               |               |               |               |            |               |               |               |               |               |               |               |               |               |          |  |  |           |           |           |           |           |           |           |           |           |           |  |  |       |       |       |       |       |       |       |       |       |       |
|  |               |               |               |               |               |               |               |               |               |               |               |            |               |               |               |               |               |               |               |               |               |          |  |  |           |           |           |           |           |           |           |           |           |           |  |  |       |       |       |       |       |       |       |       |       |       |
|  |               |               |               |               |               |               |               |               |               |               |               |            | «Карелия»     | «Карелия»     | «Карелия»     | «Карелия»     | «Карелия»     | «Карелия»     | «Карелия»     | «Карелия»     | «Карелия»     | 2        |  |  |           |           |           |           |           |           |           |           |           |           |  |  |       |       |       |       |       |       |       |       |       |       |
|  |               |               |               |               |               |               |               |               |               |               |               |            |               |               |               |               |               |               |               |               |               |          |  |  |           |           |           |           |           |           |           |           |           |           |  |  |       |       |       |       |       |       |       |       |       |       |
|  |               |               | «Звезда»      | «Звезда»      | «Звезда»      | «Звезда»      | «Звезда»      | «Звезда»      | «Звезда»      | «Звезда»      | «Звезда»      | 3          |               |               |               |               |               |               |               |               |               |          |  |  |           |           |           |           |           |           |           |           |           |           |  |  |       |       |       |       |       |       |       |       |       |       |
|  |               |               |               |               |               |               |               |               |               |               | «Звезда»      | 3          |               |               |               |               |               |               |               |               |               |          |  |  |           |           |           |           |           |           |           |           |           |           |  |  |       |       |       |       |       |       |       |       |       |       |
|  |               |               |               |               |               |               |               |               |               |               |               |            |               |               |               |               |               |               |               |               |               |          |  |  |           |           |           |           |           |           |           |           |           |           |  |  |       |       |       |       |       |       |       |       |       |       |
|  |               |               |               |               |               |               |               |               |               |               |               |            |               |               |               |               |               |               |               |               |               |          |  |  |           |           |           |           |           |           |           |           |           |           |  |  |       |       |       |       |       |       |       |       |       |       |
|  | «Эликорт»     | «Эликорт»     | «Эликорт»     | «Эликорт»     | «Эликорт»     | «Эликорт»     | «Эликорт»     | «Эликорт»     | «Эликорт»     | 0             |               |            |               |               |               |               |               |               |               |               |               |          |  |  |           |           |           |           |           |           |           |           |           |           |  |  |       |       |       |       |       |       |       |       |       |       |
|  | «Эликорт»     | «Эликорт»     | «Эликорт»     | «Эликорт»     | «Эликорт»     | «Эликорт»     | «Эликорт»     | «Эликорт»     | «Эликорт»     | 0             |               |            |               |               |               |               |               |               |               |               |               |          |  |  |           |           |           |           |           |           |           |           |           |           |  |  |       |       |       |       |       |       |       |       |       |       |
|  |               |               | «Звезда»      | «Звезда»      | «Звезда»      | «Звезда»      | «Звезда»      | «Звезда»      | «Звезда»      | «Звезда»      | «Звезда»      | 3          |               |               |               |               |               |               |               |               |               |          |  |  |           |           |           |           |           |           |           |           |           |           |  |  |       |       |       |       |       |       |       |       |       |       |
|  |               |               |               |               |               |               |               |               |               |               | «Звезда»      | 3          |               |               |               |               |               |               |               |               |               |          |  |  |           |           |           |           |           |           |           |           |           |           |  |  |       |       |       |       |       |       |       |       |       |       |
|  |               |               |               |               |               |               |               |               |               |               |               |            |               |               |               |               |               |               |               |               |               |          |  |  |           |           |           |           |           |           |           |           |           |           |  |  |       |       |       |       |       |       |       |       |       |       |
|  |               |               |               |               |               |               |               |               |               |               |               |            |               |               |               |               |               |               |               |               |               |          |  |  |           |           |           |           |           |           |           |           |           |           |  |  |       |       |       |       |       |       |       |       |       |       |
|  |               |               |               |               |               |               |               |               |               |               |               |            |               |               |               |               |               |               |               |               |               |          |  |  | «Звезда»  | «Звезда»  | «Звезда»  | «Звезда»  | «Звезда»  | «Звезда»  | «Звезда»  | «Звезда»  | «Звезда»  | 3         |  |  |       |       |       |       |       |       |       |       |       |       |
|  |               |               |               |               |               |               |               |               |               |               |               |            |               |               |               |               |               |               |               |               |               |          |  |  |           |           |           |           |           |           |           |           |           |           |  |  |       |       |       |       |       |       |       |       |       |       |
|  |               |               | «ЛАЗ»         | «ЛАЗ»         | «ЛАЗ»         | «ЛАЗ»         | «ЛАЗ»         | «ЛАЗ»         | «ЛАЗ»         | «ЛАЗ»         | «ЛАЗ»         | 0          |               |               |               |               |               |               |               |               |               |          |  |  |           |           |           |           |           |           |           |           |           |           |  |  |       |       |       |       |       |       |       |       |       |       |
|  | «Фосфорит»    | «Фосфорит»    | «Фосфорит»    | «Фосфорит»    | «Фосфорит»    | «Фосфорит»    | «Фосфорит»    | «Фосфорит»    | «Фосфорит»    | «ЛАЗ»         | «ЛАЗ»         | 0          | 1             |               |               |               |               |               |               |               |               |          |  |  |           |           |           |           |           |           |           |           |           |           |  |  |       |       |       |       |       |       |       |       |       |       |
|  | «Фосфорит»    | «Фосфорит»    | «Фосфорит»    | «Фосфорит»    | «Фосфорит»    | «Фосфорит»    | «Фосфорит»    | «Фосфорит»    | «Фосфорит»    |               |               |            | 1             |               |               |               |               |               |               |               |               |          |  |  |           |           |           |           |           |           |           |           |           |           |  |  |       |       |       |       |       |       |       |       |       |       |
|  | «Балтавто»    | «Балтавто»    | «Балтавто»    | «Балтавто»    | «Балтавто»    | «Балтавто»    | «Балтавто»    | «Балтавто»    | «Балтавто»    | 6             |               |            |               |               |               |               |               |               |               |               |               |          |  |  |           |           |           |           |           |           |           |           |           |           |  |  |       |       |       |       |       |       |       |       |       |       |
|  | «Балтавто»    | «Балтавто»    | «Балтавто»    | «Балтавто»    | «Балтавто»    | «Балтавто»    | «Балтавто»    | «Балтавто»    | «Балтавто»    | 6             | «Балтавто»    | «Балтавто» | «Балтавто»    | «Балтавто»    | «Балтавто»    | «Балтавто»    | «Балтавто»    | «Балтавто»    | «Балтавто»    | 2             |               |          |  |  |           |           |           |           |           |           |           |           |           |           |  |  |       |       |       |       |       |       |       |       |       |       |
|  |               |               |               |               |               |               |               |               |               |               | «Балтавто»    | «Балтавто» | «Балтавто»    | «Балтавто»    | «Балтавто»    | «Балтавто»    | «Балтавто»    | «Балтавто»    | «Балтавто»    | 2             |               |          |  |  |           |           |           |           |           |           |           |           |           |           |  |  |       |       |       |       |       |       |       |       |       |       |
|  |               |               | «Автофаворит» | «Автофаворит» | «Автофаворит» | «Автофаворит» | «Автофаворит» | «Автофаворит» | «Автофаворит» | «Автофаворит» | «Автофаворит» | 3          |               |               |               |               |               |               |               |               |               |          |  |  |           |           |           |           |           |           |           |           |           |           |  |  |       |       |       |       |       |       |       |       |       |       |
|  |               |               |               |               |               |               |               |               |               |               | «Автофаворит» | 3          |               |               |               |               |               |               |               |               |               |          |  |  |           |           |           |           |           |           |           |           |           |           |  |  |       |       |       |       |       |       |       |       |       |       |
|  |               |               |               |               |               |               |               |               |               |               |               |            |               |               |               |               |               |               |               |               |               |          |  |  |           |           |           |           |           |           |           |           |           |           |  |  |       |       |       |       |       |       |       |       |       |       |
|  |               |               |               |               |               |               |               |               |               |               |               |            |               |               |               |               |               |               |               |               |               |          |  |  |           |           |           |           |           |           |           |           |           |           |  |  |       |       |       |       |       |       |       |       |       |       |
|  |               |               |               |               |               |               |               |               |               |               |               |            | «Автофаворит» | «Автофаворит» | «Автофаворит» | «Автофаворит» | «Автофаворит» | «Автофаворит» | «Автофаворит» | «Автофаворит» | «Автофаворит» | 0        |  |  |           |           |           |           |           |           |           |           |           |           |  |  |       |       |       |       |       |       |       |       |       |       |
|  |               |               |               |               |               |               |               |               |               |               |               |            |               |               |               |               |               |               |               |               |               |          |  |  |           |           |           |           |           |           |           |           |           |           |  |  |       |       |       |       |       |       |       |       |       |       |
|  |               |               | «ЛАЗ»         | «ЛАЗ»         | «ЛАЗ»         | «ЛАЗ»         | «ЛАЗ»         | «ЛАЗ»         | «ЛАЗ»         | «ЛАЗ»         | «ЛАЗ»         | 1          |               |               |               |               |               |               |               |               |               |          |  |  |           |           |           |           |           |           |           |           |           |           |  |  |       |       |       |       |       |       |       |       |       |       |
|  |               |               |               |               |               |               |               |               |               |               | «ЛАЗ»         | 1          |               |               |               |               |               |               |               |               |               |          |  |  |           |           |           |           |           |           |           |           |           |           |  |  |       |       |       |       |       |       |       |       |       |       |
|  |               |               |               |               |               |               |               |               |               |               |               |            |               |               |               |               |               |               |               |               |               |          |  |  |           |           |           |           |           |           |           |           |           |           |  |  |       |       |       |       |       |       |       |       |       |       |
|  |               |               |               |               |               |               |               |               |               |               |               |            |               |               |               |               |               |               |               |               |               |          |  |  |           |           |           |           |           |           |           |           |           |           |  |  |       |       |       |       |       |       |       |       |       |       |
|  | СШ «Электрон» | СШ «Электрон» | СШ «Электрон» | СШ «Электрон» | СШ «Электрон» | СШ «Электрон» | СШ «Электрон» | СШ «Электрон» | СШ «Электрон» | 0             |               |            |               |               |               |               |               |               |               |               |               |          |  |  |           |           |           |           |           |           |           |           |           |           |  |  |       |       |       |       |       |       |       |       |       |       |
|  | СШ «Электрон» | СШ «Электрон» | СШ «Электрон» | СШ «Электрон» | СШ «Электрон» | СШ «Электрон» | СШ «Электрон» | СШ «Электрон» | СШ «Электрон» | 0             |               |            |               |               |               |               |               |               |               |               |               |          |  |  |           |           |           |           |           |           |           |           |           |           |  |  |       |       |       |       |       |       |       |       |       |       |
|  |               |               | «ЛАЗ»         | «ЛАЗ»         | «ЛАЗ»         | «ЛАЗ»         | «ЛАЗ»         | «ЛАЗ»         | «ЛАЗ»         | «ЛАЗ»         | «ЛАЗ»         | 1 (д.в.)   |               |               |               |               |               |               |               |               |               |          |  |  |           |           |           |           |           |           |           |           |           |           |  |  |       |       |       |       |       |       |       |       |       |       |
|  |               |               |               |               |               |               |               |               |               |               | «ЛАЗ»         | 1 (д.в.)   |               |               |               |               |               |               |               |               |               |          |  |  |           |           |           |           |           |           |           |           |           |           |  |  |       |       |       |       |       |       |       |       |       |       |
|  |               |               |               |               |               |               |               |               |               |               |               |            |               |               |               |               |               |               |               |               |               |          |  |  |           |           |           |           |           |           |           |           |           |           |  |  |       |       |       |       |       |       |       |       |       |       |
|  |               |               |               |               |               |               |               |               |               |               |               |            |               |               |               |               |               |               |               |               |               |          |  |  |           |           |           |           |           |           |           |           |           |           |  |  |       |       |       |       |       |       |       |       |       |       |

1/8 финала, 21 июля

- Фосфорит (Кингисепп) — Балтавто (Санкт-Петербург) 1:6 (0:3)[64]

1/4 финала

22 июля

- Эликорт (Гатчина) — Звезда (Санкт-Петербург) 0:3 (0:1)[65]

21 августа

- Волхов (Ленинградская область) — «Карелия» (Петрозаводск) 0:1 (0:0)[66]

22 августа

- СШ «Электрон» (Великий Новгород) — ЛАЗ (Луга / Санкт-Петербург) 0:1 (0:0, 0:0, 0:0, 0:1)[67]

1 сентября

- Балтавто (Санкт-Петербург) — Автофаворит (Псков) 2:3 (1:1)[68]

1/2 финала

9 сентября

- «Карелия» (Петрозаводск) — Звезда (Санкт-Петербург) 2:3 (2:2)[69]

15 сентября

- Автофаворит (Псков) — ЛАЗ (Луга / Санкт-Петербург) 0:1 (0:0)[70]

Финал

6 октября

- Звезда (Санкт-Петербург) — ЛАЗ (Луга / Санкт-Петербург) 3:0 (0:0)[71]

## Черноземье
20 марта 2018 года прошла жеребьёвка Первенства и Кубка России среди команд III дивизиона (зона «Черноземье», СФФ «Центр»).

### Первенство зоны «Черноземье» (СФФ «Центр»)
Турнир в зоне «Черноземье» проходил с 21 апреля по 28 октября 2018 года.
| М  | Команда                       | И  | В  | Н | П  | Мячи    | ±   | О  | Примечания                 |
| -- | ----------------------------- | -- | -- | - | -- | ------- | --- | -- | -------------------------- |
| 1  | Металлург-ОЭМК (Старый Оскол) | 24 | 17 | 6 | 1  | 55 − 14 | +41 | 57 |                            |
| 2  | Атом (Нововоронеж)            | 24 | 15 | 5 | 4  | 42 − 20 | +22 | 50 |                            |
| 3  | Локомотив (Лиски)             | 24 | 15 | 3 | 6  | 47 − 34 | +13 | 48 |                            |
| 4  | Красный-СГАФКСТ (Смоленск)    | 24 | 13 | 6 | 5  | 50 − 23 | +27 | 45 |                            |
| 5  | Елец                          | 24 | 11 | 6 | 7  | 42 − 32 | +10 | 39 |                            |
| 6  | Тамбов-М                      | 24 | 10 | 7 | 7  | 52 − 30 | +22 | 37 |                            |
| 7  | Авангард-М (Курск)            | 24 | 10 | 5 | 9  | 38 − 37 | +1  | 35 |                            |
| 8  | Искра (Смоленск)              | 24 | 7  | 7 | 10 | 31 − 42 | −11 | 28 | Снялся по окончании сезона |
| 9  | Олимпик (Новая Усмань)        | 24 | 8  | 1 | 15 | 32 − 53 | −21 | 25 | Снялся по окончании сезона |
| 10 | Спартак (Россошь)             | 24 | 6  | 7 | 11 | 30 − 38 | −8  | 25 |                            |
| 11 | Орёл                          | 24 | 5  | 6 | 13 | 23 − 45 | −22 | 21 |                            |
| 12 | Факел-М (Воронеж)             | 24 | 5  | 2 | 17 | 19 − 54 | −35 | 17 |                            |
| 13 | Металлург-М (Липецк)          | 24 | 1  | 5 | 18 | 19 − 58 | −39 | 8  |                            |
| -  | Калуга-М*                     | 0  | 0  | 0 | 0  | 0 − 0   | 0   | 0  | Снялся с соревнований      |
| -  | Химик-2 (Новомосковск)*       | 0  | 0  | 0 | 0  | 0 − 0   | 0   | 0  | Снялся с соревнований      |

И — игры, В — выигрыши, Н — ничьи, П — проигрыши, Мячи — забитые и пропущенные голы, ± — разница голов, О — очки

* Команды «Калуга-М» и «Химик-2» снялись до начала первенства. Их матчи исключены из календаря.

#### Изменение лидера по ходу турнира
1 тур, 21 апреля (суббота)

- Красный-СГАФКСТ (Смоленск) — Елец (Елец) 2:0
- Авангард-М (Курск) — Металлург-М (Липецк) 2:0
- Орёл (Орёл) — Спартак (Россошь) 0:1

Промежуточные лидеры — Авангард-М (Курск) и Красный-СГАФКСТ (Смоленск)

1 тур, 22 апреля (воскресенье)

- Локомотив (Лиски) — Тамбов-М (Тамбов) 3:2
- Факел-М (Воронеж) — Искра (Смоленск) 2:1

Лидер — Локомотив (больше забитых голов)

2 тур, 28 апреля (суббота)

- Спартак (Россошь) — Атом (Нововоронеж) 3:3
- Тамбов-М (Тамбов) — Орёл (Орёл) 2:0
- Олимпик (Новая Усмань) — Красный-СГАФКСТ (Смоленск) 2:0

Промежуточный лидер — Спартак (Россошь)

2 тур, 29 апреля (воскресенье)

- Металлург-ОЭМК (Старый Оскол) — Факел-М (Воронеж) 3:0
- Авангард-М (Курск) — Локомотив (Лиски) 3:0
- Елец (Елец) — Металлург-М (Липецк) 2:2

Лидер — Авангард-М (Курск)

3 тур, 5 мая (суббота)

- Металлург-М (Липецк) — Олимпик (Новая Усмань) 0:2
- Локомотив (Лиски) — ФК Елец (Елец) 3:1
- Факел-М (Воронеж) — Спартак (Россошь) 0:2
- Искра (Смоленск) — Металлург-ОЭМК (Старый Оскол) 0:2

Промежуточный лидер — Спартак (Россошь)

3 тур, 6 мая (воскресенье)

- Орёл (Орёл) — Авангард-М (Курск) 0:0
- Атом (Нововоронеж) — ФК Тамбов-М (Тамбов) 1:0

Лидер — Авангард-М (Курск)

4 тур, 12 мая (суббота)

- ФК Елец (Елец) — Орёл (Орёл) 3:0 (1:0)
- Спартак (Россошь) — Искра (Смоленск) 4:1 (3:0)
- Олимпик (Новая Усмань) — Локомотив (Лиски) 0:2 (0:0)
- ФК Красный-СГАФКСТ (Смоленск) — Металлург-М (Липецк) 2:0 (1:0)

Промежуточный лидер — Спартак (Россошь)

4 тур, 13 мая (воскресенье)

- Авангард-М (Курск) — Атом (Нововоронеж) 2:4 (1:0)
- ФК Тамбов-М (Тамбов) — Факел-М (Воронеж) 5:1 (3:0)

Лидер — Спартак (Россошь)

5 тур 19 мая (суббота)

- Орёл (Орёл) — Олимпик (Новая Усмань) 3:2
- Искра (Смоленск) — ФК Тамбов-М (Тамбов) 2:7
- Факел-М (Воронеж) — Авангард-М (Курск) 0:2
- Металлург-ОЭМК (Старый Оскол) — Спартак (Россошь) 1:1
- Локомотив (Лиски) — ФК Красный-СГАФКСТ (Смоленск) 0:0
- Атом (Нововоронеж) — ФК Елец (Елец) 2:1

Лидер — Спартак (Россошь)

6 тур 26 мая (суббота)

- Авангард-М (Курск) — Искра (Смоленск) 3:0 (1:0)
- Металлург-М (Липецк) — Локомотив (Лиски) 0:2 (0:1)
- Олимпик (Новая Усмань) — Атом (Нововоронеж) 1:0 (0:0)

Промежуточный лидер — Авангард-М (Курск)

27 мая (воскресенье)

- ФК Елец (Елец) — Факел-М (Воронеж) 2:1 (0:1)[92]

30 мая (среда)

- ФК Тамбов-М (Тамбов) — Металлург-ОЭМК (Старый Оскол) 1:1 (1:1)

Лидер — Авангард-М (Курск)

7 тур 2 июня

- «Факел-М» (Воронеж) — «Олимпик» (Новая Усмань) 3:0 (2:0)
- «Орел» (Орел) — «Металлург-М» (Липецк) 2:0 (2:0)
- «Спартак» (Россошь) 3:3 (0:3) — «Тамбов-М» (Тамбов)
- «Атом» (Новоронеж) — «Красный-СГАФКСТ» (Смоленск) 0:0
- «Искра» (Смоленск) — «Елец» (Елец) 2:3 (0:1)

Лидер — Авангард-М (Курск)

8 тур

9 июня

- «Авангард-М» (Курск) — «Спартак» (Россошь) 3:2 (1:1)
- «Елец» (Елец) — «Металлург-ОЭМК» (Старый Оскол) 1:1 (1:1)
- «Металлург-М» (Липецк) — «Атом» (Нововоронеж) 0:2 (0:1)
- «Олимпик» (Новая Усмань) — «Искра» (Смоленск) 1:2 (0:1)
- «Красный-СГАФКСТ» (Смоленск) — «Факел-М» (Воронеж) 7:0 (2:0)
- «Локомотив» (Лиски) — «Орёл» (Орёл) 3:1 (2:1)

Лидер — Авангард-М (Курск)

9 тур

16 июня

16:00

- «Спартак» (Россошь) — «Елец» (Елец) 1:3 (1:2)

  - Голы: Комаров, 38; — Ролдугин, 18; Тимохин, 45+ (пен); Бозюков, 50 (в свои ворота)
- «Тамбов-М» (Тамбов) — «Авангард-М» (Курск) 1:1 (1:1)

  - Голы: Рагулькин, 11; — Ковалев, 45;

17:00

- «Металлург -ОЭМК» (Старый Оскол) — «Олимпик» (Новая Усмань) 2:0 (0:0)

  - Голы: Тельных, 78; Иванов, 83 (пен);
- «Искра» (Смоленск) — «Красный-СГАФКСТ» (Смоленск) 0:0 (0:0)

19:00

- «Атом» (Нововоронеж) — «Локомотив» (Лиски) 3:2 (1:0)

  - Голы: Чунихин, 17; Сушков, 83; Чунихин, 90+; — Петров, 63; Дмитриев, 68;

17 июня

- «Факел» (Воронеж) — «Металлург-М» (Липецк) 1:0 (1:0)

  - Гол: Крюков Д., 14

Лидер — «Атом» (Нововоронеж)

10 тур

22 июня

- Елец (Елец) — Тамбов-М (Тамбов) 3:1 (0:1)
- Металлург-М (Липецк) — Искра (Смоленск) 1:3 (0:1)

23 июня, 16:00

- Орёл (Орёл) — Атом (Нововоронеж) 0:2 (0:0)

Промежуточный лидер — Атом

17:00

- Красный-СГАФКСТ (Смоленск) — Металлург-ОЭМК (Старый Оскол) 0:3 (0:1)
- Олимпик (Новая Усмань) — Спартак (Россошь) 1:0 (1:0)

19:00

- Локомотив (Лиски) — Факел-М (Воронеж) 3:1 (1:0)

Промежуточный лидер — Атом

6 тур

27 июня (среда), 19:00

- ФК Красный-СГАФКСТ (Смоленск) — Орёл (Орёл) 5:1 (3:1)

7 тур

27 июня (среда), 17:00

- Металлург-ОЭМК (Старый Оскол) — Авангард-М (Курск) 2:1 (1:0)

Лидер — Атом

11 тур

30 июня

14:00

- «Авангард-М» (Курск) — «Елец» (Елец) 1:1 (0:0)

16:00

- «Спартак»(Россошь) — «Красный-СГАФКСТ» (Смоленск) 2:3 (1:0)

17:00

- «Металлург-ОЭМК» (Старый Оскол) — «Металлург-М» (Липецк) 8:0 (5:0)
- «Тамбов-М» (Тамбов) — «Олимпик» (Новая Усмань) 5:1 (2:0)

18:30

- «Факел-М» (Воронеж) — «Орел» (Орел) 0:1 (0:0)

20:00

- «Искра» (Смоленск) — «Локомотив» (Лиски) 0:2 (0:0)

Лидер — «Локомотив» (Лиски)

1 тур, 4 июля, 18:00

- «Атом» (Нововоронеж) — «Металлург-ОЭМК» (Старый Оскол) 0:1 (0:1)

Промежуточный лидер — «Металлург-ОЭМК» (Старый Оскол)

12 тур, 4 июля, 20:00

- Красный-СГАФКСТ (Смоленск) — Тамбов-М (Тамбов) 2:1 (1:1)

7 июля

14:00

- Металлург-М (Липецк) — Спартак (Россошь) 1:3 (1:1)

16:00

- Олимпик (Новая Усмань) — Авангард-М (Курск) 1:3 (1:2)
- Орёл (Орёл) — Искра (Смоленск) 4:1 (3:0)

18:00

- Локомотив (Лиски) — Металлург-ОЭМК (Старый Оскол) 1:0 (0:0)

7 июля → 19 сентября

- Атом (Нововоронеж) — Факел-М (Воронеж) 1:0 (1:0)

Лидер — «Локомотив» (Лиски)

13 тур

11 июля

15:00

- Тамбов-М (Тамбов) — Металлург-М (Липецк) 3:0 (0:0)

17:00

- Металлург-ОЭМК (Старый Оскол) — Орёл (Орёл) 3:2 (2:1)

12 июля, 14:00

- Авангард-М (Курск) — Красный-СГАФКСТ (Смоленск) 0:4 (0:1)

14 июля, 14:00

- Искра (Смоленск) — Атом (Нововоронеж) 1:1 (1:0)
- Елец (Елец) — Олимпик (Новая Усмань) 2:3 (1:0)

16:00

- Спартак (Россошь) — Локомотив (Лиски) 0:3 (0:2)

Лидер по итогам первого круга — «Локомотив» (Лиски)

14 тур

4 августа

- Елец (Елец) — Красный-СГАФКСТ (Смоленск) 1:0 (0:0)
- Искра (Смоленск) — Факел-М (Воронеж) 4:0 (4:0)
- Спартак (Россошь) — Орёл (Орёл) 1:1 (0:1)
- Тамбов-М (Тамбов) — Локомотив (Лиски) 4:0 (0:0)
- Металлург-ОЭМК (Старый Оскол) — Атом (Нововоронеж) 2:1 (1:1)

5 августа

- Металлург-М (Липецк) — Авангард-М (Курск) 2:3 (1:1)

Лидер — Металлург-ОЭМК (Старый Оскол)

15 тур

11 августа

- Орёл (Орёл) — Тамбов-М (Тамбов) 1:0 (1:0)
- Факел-М (Воронеж) — Металлург-ОЭМК (Старый Оскол) 1:3 (1:2)
- Локомотив (Лиски) — Авангард-М (Курск) 1:3 (0:1)
- Красный-СГАФКСТ (Смоленск) — Олимпик (Новая Усмань) 6:2 (3:1)

5 сентября

- Металлург-М (Липецк) — Елец (Елец) 2:2 (-:-)

17 октября

- Атом (Нововоронеж) — Спартак (Россошь) -:- (-:-)

Лидер — Металлург-ОЭМК (Старый Оскол)

16 тур

18 августа

- ФК Елец (Елец) — Локомотив (Лиски) 1:1 (0:0)
- Спартак (Россошь) — Факел-М (Воронеж) 4:1 (3:0)
- Металлург-ОЭМК (Старый Оскол) — Искра (Смоленск) 4:0 (1:0)
- Олимпик (Новая Усмань) — Металлург-М (Липецк) 3:3 (2:0)

19 августа

- Авангард-М (Курск) — Орёл (Орёл) 1:1 (0:1)
- ФК Тамбов-М (Тамбов) — Атом (Нововоронеж) 0:1 (0:1)

Лидер — Металлург-ОЭМК (Старый Оскол)

17 тур

25 августа, 14:00

- Искра (Смоленск) — Спартак (Россошь) 0:0 (0:0)

16:00

- Металлург-М (Липецк) — Красный-СГАФКСТ (Смоленск) 1:1 (1:0)
- Орёл (Орёл) — Елец (Елец) 1:2 (1:0)

16:30

- Факел-М (Воронеж) — Тамбов-М (Тамбов) 0:0 (0:0)

17:00

- Атом (Нововоронеж) — Авангард-М (Курск) 2:0 (0:0)

18:00

- Локомотив (Лиски) — Олимпик (Новая Усмань) 3:1 (1:0)

Лидер — Металлург-ОЭМК (Старый Оскол)

18 тур

1 сентября

14:00

- Елец (Елец) — Атом (Нововоронеж) 0:2 (0:2)

16:00

- Спартак (Россошь) — Металлург-ОЭМК (Старый Оскол) 0:0 (0:0)

17:00

- Красный-СГАФКСТ (Смоленск) — Локомотив (Лиски) 5:2 (3:2)
- Олимпик (Новая Усмань) — Орёл (Орёл) 2:1 (2:1)

2 сентября

14:00

- Авангард-М (Курск) — Факел-М (Воронеж) 1:3 (1:2)

16:00

- Тамбов-М (Тамбов) — Искра (Смоленск) 0:0 (0:0)

Лидер — Металлург-ОЭМК (Старый Оскол)

19 тур

7 сентября, 17:00

- Металлург-ОЭМК (Старый Оскол) — Тамбов-М (Тамбов) 1:1 (0:0)

8 сентября

13:00

- Факел-М (Воронеж) — Елец (Елец) 0:3 (0:1)

16:00

- Орёл (Орёл) — Красный-СГАФКСТ (Смоленск) 0:3 (0:2)

17:00

- Искра (Смоленск) — Авангард-М (Курск) 4:1 (2:1)
- Атом (Нововоронеж) — Олимпик (Новая Усмань) 2:1 (1:0)

18:00

- Локомотив (Лиски) — Металлург-М (Липецк) 3:0 (0:0)

Лидер — Металлург-ОЭМК (Старый Оскол)

20 тур

15 сентября

- ФК Елец (Елец) — Искра (Смоленск) 1:1 (0:0)
- Олимпик (Новая Усмань) — Факел-М (Воронеж) 5:0 (1:0)
- ФК Тамбов-М (Тамбов) — Спартак (Россошь) 4:1 (3:0)
- ФК Красный-СГАФКСТ (Смоленск) — Атом (Нововоронеж) 1:1 (0:1)

16 сентября

- Авангард-М (Курск) — Металлург-ОЭМК (Старый Оскол) 0:2 (0:1)

Промежуточный лидер — Металлург-ОЭМК (Старый Оскол)

12 тур, 19 сентября

- Атом (Нововоронеж) — Факел-М (Воронеж) 1:0 (1:0)

Лидер — Металлург-ОЭМК (Старый Оскол)

21 тур

22 сентября (суббота)

- 15:00, Факел-М (Воронеж) — Красный-СГАФКСТ (Смоленск) 0:2 (0:1)
- 16:00, Спартак (Россошь) — Авангард-М (Курск) 0:1 (0:0)
- 16:00, Металлург-ОЭМК (Старый Оскол) — Елец (Елец) 2:1 (0:1)
- 16:30, Атом (Нововоронеж) — Металлург-М (Липецк) 2:0 (1:0)
- 17:00, Искра (Смоленск) — Олимпик (Новая Усмань) 2:1 (1:0)

23 сентября (воскресенье)

- 15:00, Орёл (Орёл) — Локомотив (Лиски) 0:3 (тех)[132][133], изначально по протоколу 2:2 (2:0)[134]

  - 27 сентября решением КДК ФК «Орел» засчитано техническое поражение со счетом 0:3 за участие в матче дисквалифицированного игрока (Егор Ручкин)[135].

Промежуточный лидер — Металлург-ОЭМК (Старый Оскол)

20 тур (перенесенный матч)

26 сентября (среда)

- 14:00 Металлург-М (Липецк) — Орёл (Орёл) 3:0 (тех)[133][135] (согласно протоколу 0:2 (0:1)[136])

  - 27 сентября решением КДК ФК «Орел» засчитано техническое поражение со счетом 0:3 за участие в матче дисквалифицированного игрока (Егор Ручкин)[135].

Лидер — Металлург-ОЭМК (Старый Оскол)

22 тур

28 сентября 2018 (пятница)

19:00

- Красный-СГАФКСТ (Смоленск) - Искра (Смоленск) 0:0 (0:0)

29 сентября 2018 (суббота)

14:00

- Елец (Елец) - Спартак (Россошь) 1:0 (1:0)
- Авангард-М (Курск) - Тамбов-М (Тамбов) 2:2 (2:1)

16:00

- Олимпик (Новая Усмань) - Металлург-ОЭМК (Старый Оскол) 0:3 (0:1)

30 сентября 2018 (воскресенье)

- 14:00 Металлург-М (Липецк) - Факел-М (Воронеж) 0:2 (0:1)
- 17:00 Локомотив (Лиски) - Атом (Нововоронеж) 3:3 (2:2)

Лидер — Металлург-ОЭМК (Старый Оскол)

23 тур

6 октября (суббота)

- 15:00 Тамбов-М (Тамбов) - Елец (Елец) 2:1 (0:1)
- 16:00 Спартак (Россошь) - Олимпик (Новая Усмань) 2:0 (0:0)
- 17:00 Искра (Смоленск) - Металлург-М (Липецк) 3:1 (2:0)

7 октября (воскресенье)

- 14:00 Факел-М (Воронеж) - Локомотив (Лиски) 1:2 (0:1)
- 15:00 Металлург-ОЭМК (Старый Оскол) - Красный-СГАФКСТ (Смоленск) 3:0 (1:0)
- 16:00 Атом (Нововоронеж) - Орёл (Орёл) 4:0 (0:0)

Лидер — Металлург-ОЭМК (Старый Оскол)

25 тур

10 октября 2018 года (среда)

- 13:00, Металлург-ОЭМК (Старый Оскол) - Локомотив (Лиски) 3:0 (тех)

  - Решением КДК СФФ «Центр» от 12.10.18 года: В соответствии ст.86 и ст.22 Дисциплинарного Регламента СФФ «Центр» за неявку команды ФК «Локомотив» (г. Лиски) на матч Первенства СФФ «Центр» между командами ФК «Металлург-ОЭМК» (г. Старый Оскол) — ФК «Локомотив» (г. Лиски) от 10.10.2018 года без уважительной причины засчитать поражение команде ФК «Локомотив» (г. Лиски) со счетом 0:3, засчитать победу команде ФК «Металлург-ОЭМК» (г. Старый Оскол) со счетом 3:0, соответственно.

  - После засчитанной победы «Металлург-ОЭМК» обеспечил себе достаточный отрыв от «Атома».

Лидер — Металлург-ОЭМК (Старый Оскол)

24 тур

13 октября (суббота)

- 14:00, Орёл (Орёл) — Факел-М (Воронеж) 1:1 (1:0)
- 14:00, Олимпик (Новая Усмань) — Тамбов-М (Тамбов) 1:0 (0:0)
- 17:00, Локомотив (Лиски) — Искра (Смоленск) 3:2 (1:1)
- 17:00, Красный-СГАФКСТ (Смоленск) — Спартак (Россошь) 3:0 (0:0)

14 октября 2018 (воскресенье)

- 14:00, Металлург-М (Липецк) — Металлург-ОЭМК (Старый Оскол) 1:3 (1:0)

  - Победив в этом матче, «Металлург-ОЭМК» одержал победу в первенстве[149].

Промежуточный лидер — Металлург-ОЭМК (Старый Оскол)

17 октября 2018 (среда)

- 14:00, Елец (Елец) — Авангард-М (Курск) 3:0 (0:0)

15 тур

17 октября 2018 (среда)

- 16:00, Атом (Нововоронеж) — Спартак (Россошь) 3:0 (1:0)

Лидер — Металлург-ОЭМК (Старый Оскол)

25 тур

20 октября (суббота)

- 15:00 Спартак (Россошь) — Металлург-М (Липецк) 0:0 (0:0)
- 17:00 Искра (Смоленск) — Орёл (Орёл) 1:1 (0:0)

21 октября (воскресенье), 12:00

- Факел-М (Воронеж) — Атом (Нововоронеж) 1:2 (1:1)

14:00

- ФК Тамбов-М (Тамбов) — ФК Красный-СГАФКСТ (Смоленск) 4:2 (1:0)

  - Смоленский клуб потерял шансы на бронзу.
- Авангард-М (Курск) — Олимпик (Новая Усмань) 5:0 (0:0)

Лидер — Металлург-ОЭМК (Старый Оскол)

26 тур

27 октября (суббота)

14:00

- Красный-СГАФКСТ (Смоленск) — Авангард-М (Курск) 2:0 (0:0)
- Орёл (Орёл) — Металлург-ОЭМК (Старый Оскол) 2:2 (1:0)

15:00

- Атом (Нововоронеж) — Искра (Смоленск) 0:1 (0:1)
- Олимпик (Новая Усмань) — Елец (Елец) 2:4 (0:2)

17:00

- Локомотив (Лиски) — Спартак (Россошь) 2:0 (2:0)

28 октября (воскресенье), 14:00

- Металлург-М (Липецк) — Тамбов-М (Тамбов) 2:4 (0:0)

Победитель: Металлург-ОЭМК (Старый Оскол).

### Кубок зоны «Черноземье»
Кубок Черноземья по футболу 2018 года проходил с 15 мая по 29 августа.
Сетка
Номера посева указаны в порядке результатов команд в сезоне 2017
|  | ⅛ финала | ⅛ финала                        | ⅛ финала                        | ⅛ финала                        | ⅛ финала                        | ⅛ финала                        | ⅛ финала                        | ⅛ финала                        | ⅛ финала                        | ⅛ финала                        |                                 |       | Четвертьфинал | Четвертьфинал | Четвертьфинал | Четвертьфинал | Четвертьфинал | Четвертьфинал | Четвертьфинал | Четвертьфинал | Четвертьфинал | Четвертьфинал |   |                      | Полуфинал            | Полуфинал            | Полуфинал            | Полуфинал            | Полуфинал            | Полуфинал            | Полуфинал            | Полуфинал           | Полуфинал           | Полуфинал                       |                                 |                                 | Финал                           | Финал                           | Финал                           | Финал                           | Финал                           | Финал                | Финал                | Финал | Финал | Финал |
|  |          |                                 |                                 |                                 |                                 |                                 |                                 |                                 |                                 |                                 |                                 |       |               |               |               |               |               |               |               |               |               |               |   |                      |                      |                      |                      |                      |                      |                      |                      |                     |                     |                                 |                                 |                                 |                                 |                                 |                                 |                                 |                                 |                      |                      |       |       |       |
|  |          |                                 |                                 |                                 |                                 |                                 |                                 |                                 |                                 |                                 |                                 |       |               |               |               |               |               |               |               |               |               |               |   |                      |                      |                      |                      |                      |                      |                      |                      |                     |                     |                                 |                                 |                                 |                                 |                                 |                                 |                                 |                                 |                      |                      |       |       |       |
|  | 4        | «Атом» (Нововоронеж)            | «Атом» (Нововоронеж)            | «Атом» (Нововоронеж)            | «Атом» (Нововоронеж)            | «Атом» (Нововоронеж)            | «Атом» (Нововоронеж)            | «Атом» (Нововоронеж)            | «Атом» (Нововоронеж)            | 1 (5)                           |                                 |       |               |               |               |               |               |               |               |               |               |               |   |                      |                      |                      |                      |                      |                      |                      |                      |                     |                     |                                 |                                 |                                 |                                 |                                 |                                 |                                 |                                 |                      |                      |       |       |       |
|  | 4        | «Атом» (Нововоронеж)            | «Атом» (Нововоронеж)            | «Атом» (Нововоронеж)            | «Атом» (Нововоронеж)            | «Атом» (Нововоронеж)            | «Атом» (Нововоронеж)            | «Атом» (Нововоронеж)            | «Атом» (Нововоронеж)            | 1 (5)                           |                                 |       |               |               |               |               |               |               |               |               |               |               |   |                      |                      |                      |                      |                      |                      |                      |                      |                     |                     |                                 |                                 |                                 |                                 |                                 |                                 |                                 |                                 |                      |                      |       |       |       |
|  |          |                                 | 9                               | «Орёл» (Орёл)                   | «Орёл» (Орёл)                   | «Орёл» (Орёл)                   | «Орёл» (Орёл)                   | «Орёл» (Орёл)                   | «Орёл» (Орёл)                   | «Орёл» (Орёл)                   | «Орёл» (Орёл)                   | 1 (3) |               |               |               |               |               |               |               |               |               |               |   |                      |                      |                      |                      |                      |                      |                      |                      |                     |                     |                                 |                                 |                                 |                                 |                                 |                                 |                                 |                                 |                      |                      |       |       |       |
|  | 12       | «Калуга-М» (Калуга)             | «Калуга-М» (Калуга)             | «Калуга-М» (Калуга)             | «Калуга-М» (Калуга)             | «Калуга-М» (Калуга)             | «Калуга-М» (Калуга)             | «Калуга-М» (Калуга)             | «Калуга-М» (Калуга)             | «Орёл» (Орёл)                   | «Орёл» (Орёл)                   | 1 (3) | 1             |               |               |               |               |               |               |               |               |               |   |                      |                      |                      |                      |                      |                      |                      |                      |                     |                     |                                 |                                 |                                 |                                 |                                 |                                 |                                 |                                 |                      |                      |       |       |       |
|  | 12       | «Калуга-М» (Калуга)             | «Калуга-М» (Калуга)             | «Калуга-М» (Калуга)             | «Калуга-М» (Калуга)             | «Калуга-М» (Калуга)             | «Калуга-М» (Калуга)             | «Калуга-М» (Калуга)             | «Калуга-М» (Калуга)             |                                 |                                 |       | 1             |               |               |               |               |               |               |               |               |               |   |                      |                      |                      |                      |                      |                      |                      |                      |                     |                     |                                 |                                 |                                 |                                 |                                 |                                 |                                 |                                 |                      |                      |       |       |       |
|  | 9        | «Орёл» (Орёл)                   | «Орёл» (Орёл)                   | «Орёл» (Орёл)                   | «Орёл» (Орёл)                   | «Орёл» (Орёл)                   | «Орёл» (Орёл)                   | «Орёл» (Орёл)                   | «Орёл» (Орёл)                   | 2                               |                                 |       |               |               |               |               |               |               |               |               |               |               |   |                      |                      |                      |                      |                      |                      |                      |                      |                     |                     |                                 |                                 |                                 |                                 |                                 |                                 |                                 |                                 |                      |                      |       |       |       |
|  | 9        | «Орёл» (Орёл)                   | «Орёл» (Орёл)                   | «Орёл» (Орёл)                   | «Орёл» (Орёл)                   | «Орёл» (Орёл)                   | «Орёл» (Орёл)                   | «Орёл» (Орёл)                   | «Орёл» (Орёл)                   | 2                               |                                 |       |               |               |               |               |               |               |               |               |               |               | 4 | «Атом» (Нововоронеж) | «Атом» (Нововоронеж) | «Атом» (Нововоронеж) | «Атом» (Нововоронеж) | «Атом» (Нововоронеж) | «Атом» (Нововоронеж) | «Атом» (Нововоронеж) | «Атом» (Нововоронеж) | 2                   |                     |                                 |                                 |                                 |                                 |                                 |                                 |                                 |                                 |                      |                      |       |       |       |
|  |          |                                 |                                 |                                 |                                 |                                 |                                 |                                 |                                 |                                 |                                 |       |               |               |               |               |               |               |               |               |               |               | 4 | «Атом» (Нововоронеж) | «Атом» (Нововоронеж) | «Атом» (Нововоронеж) | «Атом» (Нововоронеж) | «Атом» (Нововоронеж) | «Атом» (Нововоронеж) | «Атом» (Нововоронеж) | «Атом» (Нововоронеж) | 2                   |                     |                                 |                                 |                                 |                                 |                                 |                                 |                                 |                                 |                      |                      |       |       |       |
|  |          |                                 | 1                               | «Металлург-ОЭМК» (Старый Оскол) | «Металлург-ОЭМК» (Старый Оскол) | «Металлург-ОЭМК» (Старый Оскол) | «Металлург-ОЭМК» (Старый Оскол) | «Металлург-ОЭМК» (Старый Оскол) | «Металлург-ОЭМК» (Старый Оскол) | «Металлург-ОЭМК» (Старый Оскол) | «Металлург-ОЭМК» (Старый Оскол) | 1     |               |               |               |               |               |               |               |               |               |               |   |                      |                      |                      |                      |                      |                      |                      |                      |                     |                     |                                 |                                 |                                 |                                 |                                 |                                 |                                 |                                 |                      |                      |       |       |       |
|  |          |                                 |                                 |                                 |                                 |                                 |                                 |                                 |                                 |                                 | «Металлург-ОЭМК» (Старый Оскол) | 1     |               |               |               |               |               |               |               |               |               |               |   |                      |                      |                      |                      |                      |                      |                      |                      |                     |                     |                                 |                                 |                                 |                                 |                                 |                                 |                                 |                                 |                      |                      |       |       |       |
|  |          |                                 |                                 |                                 |                                 |                                 |                                 |                                 |                                 |                                 |                                 |       |               |               |               |               |               |               |               |               |               |               |   |                      |                      |                      |                      |                      |                      |                      |                      |                     |                     |                                 |                                 |                                 |                                 |                                 |                                 |                                 |                                 |                      |                      |       |       |       |
|  |          |                                 |                                 |                                 |                                 |                                 |                                 |                                 |                                 |                                 |                                 |       |               |               |               |               |               |               |               |               |               |               |   |                      |                      |                      |                      |                      |                      |                      |                      |                     |                     |                                 |                                 |                                 |                                 |                                 |                                 |                                 |                                 |                      |                      |       |       |       |
|  | 1        | «Металлург-ОЭМК» (Старый Оскол) | «Металлург-ОЭМК» (Старый Оскол) | «Металлург-ОЭМК» (Старый Оскол) | «Металлург-ОЭМК» (Старый Оскол) | «Металлург-ОЭМК» (Старый Оскол) | «Металлург-ОЭМК» (Старый Оскол) | «Металлург-ОЭМК» (Старый Оскол) | «Металлург-ОЭМК» (Старый Оскол) | 5                               |                                 |       |               |               |               |               |               |               |               |               |               |               |   |                      |                      |                      |                      |                      |                      |                      |                      |                     |                     |                                 |                                 |                                 |                                 |                                 |                                 |                                 |                                 |                      |                      |       |       |       |
|  | 1        | «Металлург-ОЭМК» (Старый Оскол) | «Металлург-ОЭМК» (Старый Оскол) | «Металлург-ОЭМК» (Старый Оскол) | «Металлург-ОЭМК» (Старый Оскол) | «Металлург-ОЭМК» (Старый Оскол) | «Металлург-ОЭМК» (Старый Оскол) | «Металлург-ОЭМК» (Старый Оскол) | «Металлург-ОЭМК» (Старый Оскол) | 5                               |                                 |       |               |               |               |               |               |               |               |               |               |               |   |                      |                      |                      |                      |                      |                      |                      |                      |                     |                     |                                 |                                 |                                 |                                 |                                 |                                 |                                 |                                 |                      |                      |       |       |       |
|  |          |                                 | 7                               | «Олимпик» (Новая Усмань)        | «Олимпик» (Новая Усмань)        | «Олимпик» (Новая Усмань)        | «Олимпик» (Новая Усмань)        | «Олимпик» (Новая Усмань)        | «Олимпик» (Новая Усмань)        | «Олимпик» (Новая Усмань)        | «Олимпик» (Новая Усмань)        | 0     |               |               |               |               |               |               |               |               |               |               |   |                      |                      |                      |                      |                      |                      |                      |                      |                     |                     |                                 |                                 |                                 |                                 |                                 |                                 |                                 |                                 |                      |                      |       |       |       |
|  | 7        | Олимпик (Новая Усмань)          | Олимпик (Новая Усмань)          | Олимпик (Новая Усмань)          | Олимпик (Новая Усмань)          | Олимпик (Новая Усмань)          | Олимпик (Новая Усмань)          | Олимпик (Новая Усмань)          | Олимпик (Новая Усмань)          | «Олимпик» (Новая Усмань)        | «Олимпик» (Новая Усмань)        | 0     | 2             |               |               |               |               |               |               |               |               |               |   |                      |                      |                      |                      |                      |                      |                      |                      |                     |                     |                                 |                                 |                                 |                                 |                                 |                                 |                                 |                                 |                      |                      |       |       |       |
|  | 7        | Олимпик (Новая Усмань)          | Олимпик (Новая Усмань)          | Олимпик (Новая Усмань)          | Олимпик (Новая Усмань)          | Олимпик (Новая Усмань)          | Олимпик (Новая Усмань)          | Олимпик (Новая Усмань)          | Олимпик (Новая Усмань)          |                                 |                                 |       | 2             |               |               |               |               |               |               |               |               |               |   |                      |                      |                      |                      |                      |                      |                      |                      |                     |                     |                                 |                                 |                                 |                                 |                                 |                                 |                                 |                                 |                      |                      |       |       |       |
|  | 10       | Металлург-М (Липецк)            | Металлург-М (Липецк)            | Металлург-М (Липецк)            | Металлург-М (Липецк)            | Металлург-М (Липецк)            | Металлург-М (Липецк)            | Металлург-М (Липецк)            | Металлург-М (Липецк)            | 0                               |                                 |       |               |               |               |               |               |               |               |               |               |               |   |                      |                      |                      |                      |                      |                      |                      |                      |                     |                     |                                 |                                 |                                 |                                 |                                 |                                 |                                 |                                 |                      |                      |       |       |       |
|  | 10       | Металлург-М (Липецк)            | Металлург-М (Липецк)            | Металлург-М (Липецк)            | Металлург-М (Липецк)            | Металлург-М (Липецк)            | Металлург-М (Липецк)            | Металлург-М (Липецк)            | Металлург-М (Липецк)            | 0                               |                                 |       |               |               |               |               |               |               |               |               |               |               |   |                      |                      |                      |                      |                      |                      |                      |                      |                     |                     |                                 | 4                               | «Атом» (Нововоронеж)            | «Атом» (Нововоронеж)            | «Атом» (Нововоронеж)            | «Атом» (Нововоронеж)            | «Атом» (Нововоронеж)            | «Атом» (Нововоронеж)            | «Атом» (Нововоронеж) | «Атом» (Нововоронеж) | 2     |       |       |
|  |          |                                 |                                 |                                 |                                 |                                 |                                 |                                 |                                 |                                 |                                 |       |               |               |               |               |               |               |               |               |               |               |   |                      |                      |                      |                      |                      |                      |                      |                      |                     |                     |                                 | 4                               | «Атом» (Нововоронеж)            | «Атом» (Нововоронеж)            | «Атом» (Нововоронеж)            | «Атом» (Нововоронеж)            | «Атом» (Нововоронеж)            | «Атом» (Нововоронеж)            | «Атом» (Нововоронеж) | «Атом» (Нововоронеж) | 2     |       |       |
|  |          |                                 | 6                               | «Локомотив» (Лиски)             | «Локомотив» (Лиски)             | «Локомотив» (Лиски)             | «Локомотив» (Лиски)             | «Локомотив» (Лиски)             | «Локомотив» (Лиски)             | «Локомотив» (Лиски)             | «Локомотив» (Лиски)             | 0     |               |               |               |               |               |               |               |               |               |               |   |                      |                      |                      |                      |                      |                      |                      |                      |                     |                     |                                 |                                 |                                 |                                 |                                 |                                 |                                 |                                 |                      |                      |       |       |       |
|  |          |                                 |                                 |                                 |                                 |                                 |                                 |                                 |                                 |                                 | «Локомотив» (Лиски)             | 0     |               |               |               |               |               |               |               |               |               |               |   |                      |                      |                      |                      |                      |                      |                      |                      |                     |                     |                                 |                                 |                                 |                                 |                                 |                                 |                                 |                                 |                      |                      |       |       |       |
|  |          |                                 |                                 |                                 |                                 |                                 |                                 |                                 |                                 |                                 |                                 |       |               |               |               |               |               |               |               |               |               |               |   |                      |                      |                      |                      |                      |                      |                      |                      |                     |                     |                                 |                                 |                                 |                                 |                                 |                                 |                                 |                                 |                      |                      |       |       |       |
|  |          |                                 |                                 |                                 |                                 |                                 |                                 |                                 |                                 |                                 |                                 |       |               |               |               |               |               |               |               |               |               |               |   |                      |                      |                      |                      |                      |                      |                      |                      |                     |                     |                                 |                                 |                                 |                                 |                                 |                                 |                                 |                                 |                      |                      |       |       |       |
|  | 2        | «Авангард-М» (Курск)            | «Авангард-М» (Курск)            | «Авангард-М» (Курск)            | «Авангард-М» (Курск)            | «Авангард-М» (Курск)            | «Авангард-М» (Курск)            | «Авангард-М» (Курск)            | «Авангард-М» (Курск)            | 0                               |                                 |       |               |               |               |               |               |               |               |               |               |               |   |                      |                      |                      |                      |                      |                      |                      |                      |                     |                     |                                 |                                 |                                 |                                 |                                 |                                 |                                 |                                 |                      |                      |       |       |       |
|  | 2        | «Авангард-М» (Курск)            | «Авангард-М» (Курск)            | «Авангард-М» (Курск)            | «Авангард-М» (Курск)            | «Авангард-М» (Курск)            | «Авангард-М» (Курск)            | «Авангард-М» (Курск)            | «Авангард-М» (Курск)            | 0                               |                                 |       |               |               |               |               |               |               |               |               |               |               |   |                      |                      |                      |                      |                      |                      |                      |                      |                     |                     |                                 |                                 |                                 |                                 |                                 |                                 |                                 |                                 |                      |                      |       |       |       |
|  |          |                                 | 6                               | «Локомотив» (Лиски)             | «Локомотив» (Лиски)             | «Локомотив» (Лиски)             | «Локомотив» (Лиски)             | «Локомотив» (Лиски)             | «Локомотив» (Лиски)             | «Локомотив» (Лиски)             | «Локомотив» (Лиски)             | 3     |               |               |               |               |               |               |               |               |               |               |   |                      |                      |                      |                      |                      |                      |                      |                      |                     |                     |                                 |                                 |                                 |                                 |                                 |                                 |                                 |                                 |                      |                      |       |       |       |
|  | 8        | «Локомотив» (Лиски)             | «Локомотив» (Лиски)             | «Локомотив» (Лиски)             | «Локомотив» (Лиски)             | «Локомотив» (Лиски)             | «Локомотив» (Лиски)             | «Локомотив» (Лиски)             | «Локомотив» (Лиски)             | «Локомотив» (Лиски)             | «Локомотив» (Лиски)             | 3     | 2             |               |               |               |               |               |               |               |               |               |   |                      |                      |                      |                      |                      |                      |                      |                      |                     |                     |                                 |                                 |                                 |                                 |                                 |                                 |                                 |                                 |                      |                      |       |       |       |
|  | 8        | «Локомотив» (Лиски)             | «Локомотив» (Лиски)             | «Локомотив» (Лиски)             | «Локомотив» (Лиски)             | «Локомотив» (Лиски)             | «Локомотив» (Лиски)             | «Локомотив» (Лиски)             | «Локомотив» (Лиски)             |                                 |                                 |       | 2             |               |               |               |               |               |               |               |               |               |   |                      |                      |                      |                      |                      |                      |                      |                      |                     |                     |                                 |                                 |                                 |                                 |                                 |                                 |                                 |                                 |                      |                      |       |       |       |
|  | 6        | «Елец» (Елец)                   | «Елец» (Елец)                   | «Елец» (Елец)                   | «Елец» (Елец)                   | «Елец» (Елец)                   | «Елец» (Елец)                   | «Елец» (Елец)                   | «Елец» (Елец)                   | 1                               |                                 |       |               |               |               |               |               |               |               |               |               |               |   |                      |                      |                      |                      |                      |                      |                      |                      |                     |                     |                                 |                                 |                                 |                                 |                                 |                                 |                                 |                                 |                      |                      |       |       |       |
|  | 6        | «Елец» (Елец)                   | «Елец» (Елец)                   | «Елец» (Елец)                   | «Елец» (Елец)                   | «Елец» (Елец)                   | «Елец» (Елец)                   | «Елец» (Елец)                   | «Елец» (Елец)                   | 1                               |                                 |       |               |               |               |               |               |               |               |               |               |               | 6 | «Локомотив» (Лиски)  | «Локомотив» (Лиски)  | «Локомотив» (Лиски)  | «Локомотив» (Лиски)  | «Локомотив» (Лиски)  | «Локомотив» (Лиски)  | «Локомотив» (Лиски)  | «Локомотив» (Лиски)  | 3                   |                     |                                 |                                 |                                 |                                 |                                 |                                 |                                 |                                 |                      |                      |       |       |       |
|  |          |                                 |                                 |                                 |                                 |                                 |                                 |                                 |                                 |                                 |                                 |       |               |               |               |               |               |               |               |               |               |               | 6 | «Локомотив» (Лиски)  | «Локомотив» (Лиски)  | «Локомотив» (Лиски)  | «Локомотив» (Лиски)  | «Локомотив» (Лиски)  | «Локомотив» (Лиски)  | «Локомотив» (Лиски)  | «Локомотив» (Лиски)  | 3                   |                     |                                 |                                 |                                 |                                 |                                 |                                 |                                 |                                 |                      |                      |       |       |       |
|  |          |                                 | 5                               | «Тамбов-М» (Тамбов)             | «Тамбов-М» (Тамбов)             | «Тамбов-М» (Тамбов)             | «Тамбов-М» (Тамбов)             | «Тамбов-М» (Тамбов)             | «Тамбов-М» (Тамбов)             | «Тамбов-М» (Тамбов)             | «Тамбов-М» (Тамбов)             | 2     |               |               |               |               |               |               |               |               |               |               |   |                      |                      |                      |                      |                      |                      |                      |                      |                     |                     |                                 |                                 |                                 |                                 |                                 |                                 |                                 |                                 |                      |                      |       |       |       |
|  |          |                                 | 5                               | «Тамбов-М» (Тамбов)             | «Тамбов-М» (Тамбов)             | «Тамбов-М» (Тамбов)             | «Тамбов-М» (Тамбов)             | «Тамбов-М» (Тамбов)             | «Тамбов-М» (Тамбов)             | «Тамбов-М» (Тамбов)             | «Тамбов-М» (Тамбов)             | 2     |               |               |               |               |               |               |               |               |               |               |   |                      | Матч за 3-е место    |                      |                      |                      |                      |                      |                      |                     |                     |                                 |                                 |                                 |                                 |                                 |                                 |                                 |                                 |                      |                      |       |       |       |
|  |          |                                 |                                 |                                 |                                 |                                 |                                 |                                 |                                 |                                 |                                 |       |               |               |               |               |               |               |               |               |               |               |   |                      |                      |                      |                      |                      |                      |                      |                      |                     |                     |                                 |                                 |                                 |                                 |                                 |                                 |                                 |                                 |                      |                      |       |       |       |
|  |          |                                 |                                 |                                 |                                 |                                 |                                 |                                 |                                 |                                 |                                 |       |               |               |               |               |               |               |               |               |               |               |   |                      |                      |                      |                      |                      |                      |                      |                      |                     |                     |                                 |                                 |                                 |                                 |                                 |                                 |                                 |                                 |                      |                      |       |       |       |
|  | 3        | «Химик-2» (Новомосковск)        | «Химик-2» (Новомосковск)        | «Химик-2» (Новомосковск)        | «Химик-2» (Новомосковск)        | «Химик-2» (Новомосковск)        | «Химик-2» (Новомосковск)        | «Химик-2» (Новомосковск)        | «Химик-2» (Новомосковск)        | 1                               |                                 |       |               |               |               |               |               |               |               |               |               |               |   |                      |                      |                      |                      |                      |                      |                      |                      |                     |                     |                                 |                                 |                                 |                                 |                                 |                                 |                                 |                                 |                      |                      |       |       |       |
|  | 3        | «Химик-2» (Новомосковск)        | «Химик-2» (Новомосковск)        | «Химик-2» (Новомосковск)        | «Химик-2» (Новомосковск)        | «Химик-2» (Новомосковск)        | «Химик-2» (Новомосковск)        | «Химик-2» (Новомосковск)        | «Химик-2» (Новомосковск)        | 1                               |                                 |       |               |               |               |               |               |               |               |               |               |               |   |                      |                      |                      |                      |                      |                      |                      |                      |                     | 1                   | «Металлург-ОЭМК» (Старый Оскол) | «Металлург-ОЭМК» (Старый Оскол) | «Металлург-ОЭМК» (Старый Оскол) | «Металлург-ОЭМК» (Старый Оскол) | «Металлург-ОЭМК» (Старый Оскол) | «Металлург-ОЭМК» (Старый Оскол) | «Металлург-ОЭМК» (Старый Оскол) | «Металлург-ОЭМК» (Старый Оскол) | —                    |                      |       |       |       |
|  |          |                                 | 5                               | «Тамбов-М» (Тамбов)             | «Тамбов-М» (Тамбов)             | «Тамбов-М» (Тамбов)             | «Тамбов-М» (Тамбов)             | «Тамбов-М» (Тамбов)             | «Тамбов-М» (Тамбов)             | «Тамбов-М» (Тамбов)             | «Тамбов-М» (Тамбов)             | 3     |               |               |               |               |               |               |               |               |               |               |   |                      |                      |                      |                      |                      |                      |                      |                      |                     | 1                   | «Металлург-ОЭМК» (Старый Оскол) | «Металлург-ОЭМК» (Старый Оскол) | «Металлург-ОЭМК» (Старый Оскол) | «Металлург-ОЭМК» (Старый Оскол) | «Металлург-ОЭМК» (Старый Оскол) | «Металлург-ОЭМК» (Старый Оскол) | «Металлург-ОЭМК» (Старый Оскол) | «Металлург-ОЭМК» (Старый Оскол) | —                    |                      |       |       |       |
|  | 5        | «Тамбов-М» (Тамбов)             | «Тамбов-М» (Тамбов)             | «Тамбов-М» (Тамбов)             | «Тамбов-М» (Тамбов)             | «Тамбов-М» (Тамбов)             | «Тамбов-М» (Тамбов)             | «Тамбов-М» (Тамбов)             | «Тамбов-М» (Тамбов)             | «Тамбов-М» (Тамбов)             | «Тамбов-М» (Тамбов)             | 3     | 3             |               |               |               |               |               |               |               |               |               |   |                      |                      |                      |                      | 5                    | «Тамбов-М» (Тамбов)  | «Тамбов-М» (Тамбов)  | «Тамбов-М» (Тамбов)  | «Тамбов-М» (Тамбов) | «Тамбов-М» (Тамбов) | «Тамбов-М» (Тамбов)             | «Тамбов-М» (Тамбов)             | «Тамбов-М» (Тамбов)             | —                               |                                 |                                 |                                 |                                 |                      |                      |       |       |       |
|  | 5        | «Тамбов-М» (Тамбов)             | «Тамбов-М» (Тамбов)             | «Тамбов-М» (Тамбов)             | «Тамбов-М» (Тамбов)             | «Тамбов-М» (Тамбов)             | «Тамбов-М» (Тамбов)             | «Тамбов-М» (Тамбов)             | «Тамбов-М» (Тамбов)             |                                 |                                 |       | 3             |               |               |               |               |               |               |               |               |               |   |                      |                      |                      |                      | 5                    | «Тамбов-М» (Тамбов)  | «Тамбов-М» (Тамбов)  | «Тамбов-М» (Тамбов)  | «Тамбов-М» (Тамбов) | «Тамбов-М» (Тамбов) | «Тамбов-М» (Тамбов)             | «Тамбов-М» (Тамбов)             | «Тамбов-М» (Тамбов)             | —                               |                                 |                                 |                                 |                                 |                      |                      |       |       |       |
|  | 11       | «ЧернозёмАгромаш» (Воронеж)     | «ЧернозёмАгромаш» (Воронеж)     | «ЧернозёмАгромаш» (Воронеж)     | «ЧернозёмАгромаш» (Воронеж)     | «ЧернозёмАгромаш» (Воронеж)     | «ЧернозёмАгромаш» (Воронеж)     | «ЧернозёмАгромаш» (Воронеж)     | «ЧернозёмАгромаш» (Воронеж)     | 1                               |                                 |       |               |               |               |               |               |               |               |               |               |               |   |                      |                      |                      |                      |                      |                      |                      |                      |                     |                     |                                 |                                 |                                 |                                 |                                 |                                 |                                 |                                 |                      |                      |       |       |       |

⅛ финала

15 мая

- «Калуга-М» (Калуга) — «Орёл» (Орёл) 1:2 (1:1)[158][159]

  - Голы: Галась, 27; — Николаев, 5; Савосин, 78 (пен)

16 мая

- «Тамбов-М» (Тамбов) — «ЧернозёмАгромаш» (Воронеж) 3:1 (2:1)[160]

  - Голы: Рагулькин, 7; Килин, 25 (пен); Жихарев, 77; — Савченко, 40;

23 мая

- «Олимпик» (Новая Усмань) — «Металлург-М» (Липецк) 2:0 (1:0)[161][162][163]

6 июня

- «Локомотив» (Лиски) — «Елец» (Елец) 2:1 (2:1)[164][165][166]

Голы: Котов, 9; Котов, 23; - Ролдугин, 29 (пен);

Четыре команды, среди которых «Металлург-ОЭМК» (Старый Оскол), «Химик-2» (Новомосковск), «Атом» (Нововоронеж) и «Аванград-М» (Курск), получили путевку в 1/4 автоматом и с этой стадии начнут свой путь в турнире.

¼ финала

28 мая 2018 года в 11:00, в офисе МОА «Черноземье» прошла жеребьёвка матчей 1/4 финала Кубка Черноземья по футболу 2018. Позднее даты были уточнены.

12 июня

16:00

- «Химик-2» (Новомосковск) — «Тамбов-М» (Тамбов) 1:3 (0:1)

  - Голы: Федичев, 57; — Рагулькин, 35; Леньо, 56; Рагулькин, 71;

17:00

- «Металлург-ОЭМК» (Старый Оскол) — «Олимпик» (Новая Усмань) 5:0 (1:0)

  - Голы: Умрихин, 5; Умрихин, 64 (пен); Колчев, 72; Колчев, 81; Аршинов, 89;

18:00

- «Атом» (Нововоронеж) — «Орел» (Орел) 1:1 (1:1, 1:1, 1:1, пен. 5:3)

  - Голы: Чунихин, 41; — Савосин, 4 (пен);

    - Незабитый пенальти: Окороков ('Атом'), 111;

20 июня

- «Авангард-М» (Курск) — «Локомотив» (Лиски) 0:3 (0:2)

½ финала

Жеребьёвка прошла 15 июня. Матчи прошли 14 и 15 августа.

- «Атом» (Нововоронеж) — «Металлург-ОЭМК» (Старый Оскол) 2:1 (0:0)[175]
- «Локомотив» (Лиски) — «Тамбов-М» (Тамбов) 3:2 (2:1)[176]

Матч за 3 место

«Тамбов-М» (Тамбов) — «Металлург-ОЭМК» (Старый Оскол) — не проводился

Финал

29 августа, Нововоронеж

- «Атом» (Нововоронеж) — «Локомотив» (Лиски) 2:0 (1:0)[181]

## ЮФО/СКФО
Первенство среди футбольных клубов Южного и Северо-Кавказского федеральных округов проходило с 9 мая по 24 октября (ранее планировалось по 10 октября и по 12 сентября, и по 19 октября) 2018 года.
В июне 2018 года ФК Астрахань объявил о снятии с соревнований. В связи с этим календарь был скорректирован.
С 1 августа вместо ФК Астрахань в первенстве стартует ФК Волгарь-м (Астрахань). В связи с этим в календарь были добавлены новые матчи.
7 сентября календарь был вновь перестроен.
12 октября были внесены последние изменения в календарь, коснувшиеся дат и мест проведения матчей.
| М | Команда                                   | И  | В | Н | П | Мячи    | ±   | О  | Примечания                         |
| - | ----------------------------------------- | -- | - | - | - | ------- | --- | -- | ---------------------------------- |
| 1 | Магас-ИнгГУ (Назрань)                     | 12 | 7 | 3 | 2 | 22 − 8  | +14 | 24 |                                    |
| 2 | Хасавюрт (Хасавюрт)                       | 12 | 6 | 3 | 3 | 13 − 7  | +6  | 21 | Снялся по окончании сезона         |
| 3 | Сборная-Алания-РСО (Владикавказ)          | 12 | 5 | 3 | 4 | 11 − 10 | +1  | 18 | Снялся по окончании сезона         |
| 4 | Волгарь-М (Астрахань)                     | 12 | 5 | 2 | 5 | 14 − 18 | −4  | 17 | Молодёжная команда                 |
| 5 | Ростов-2018 (Ростов-на-Дону)              | 12 | 5 | 0 | 7 | 14 − 24 | −10 | 15 | Снялся по окончании сезона         |
| 6 | Динамо-Дагестан-Судостроитель (Махачкала) | 12 | 3 | 4 | 5 | 10 − 13 | −3  | 13 |                                    |
| 7 | УОР-Дагестан (Каспийск)                   | 12 | 2 | 3 | 7 | 13 − 17 | −4  | 9  |                                    |
| - | Астрахань                                 | 0  | 0 | 0 | 0 | 0 − 0   | 0   | 0  | Не стартовал Снялся с соревнований |

И — игры, В — выигрыши, Н — ничьи, П — проигрыши, Мячи — забитые и пропущенные голы, ± — разница голов, О — очки

Команда «Динамо-Дагестан-Судостроитель» сыграла все матчи первенства и завершила его без медалей, но осталась в 3 дивизионе на 2019 год.
Команда «УОР-Дагестан» сыграла все матчи первенства и завершила его на последнем месте.
Проиграв в последнем матче «Ростову», «Хасавюрт» отдал вопрос о первом месте на откуп «Магасу», «Волгарю-М» и «Алании».
«Ростов» и «Алания» после потери очков в матчах 6 и 13 туров соответственно и побед конкурентов потеряли шансы на 1 место.
После технической победы над «Аланией» 17 октября «Магас-ИнгГУ» стал главным претендентом на победу в первенстве, для которой достаточно было Не проиграть «Волгарю-М» 21 октября. В связи с неявкой «Волгаря-М», «Магас-ИнгГУ» была присуждена техническая победа в матче, которая привела к победе команды в первенстве, а «Волгарь-М» лишился бронзы, доставшейся «Алании».

### Изменение лидера по ходу турнира
1 тур (0-1 игра)

9 мая (ср)

- Магас-ИнгГУ — Динамо-Дагестан 2:0

11 мая (пт)

- УОР-Дагестан — СРО-Ростов-2018 2:0

Лидеры: Магас-ИнгГУ (имя), УОР-Дагестан (оба клуба: 1 победа, 2 мяча)

2 тур (0-3 игры)

12 мая (сб) Динамо-Дагестан — СРО-Ростов-2018 2:0 (2:0)

13 мая (вс) Хасавюрт — СРО-Ростов-2018 3:1 (1:1) | Хасавюрт становится промежуточным лидером до 15 мая

15 мая (вт) УОР-Дагестан — Магас-ИнгГУ 0:1 (0:1) | Магас снова становится лидером (до 12 июня)

Лидер: Магас-ИнгГУ (за счёт победы над УОР-Дагестан).

3 тур (1-4 игры)

20 июня (ср)

- Динамо-Дагестан — Хасавюрт 2:0 (1:0)

Промежуточный лидер: Магас-ИнгГУ (за счёт победы над УОР-Дагестан, запаса очков и разницы мячей).

27 июня (ср)

- «Хасавюрт» — «Магас-ИнгГУ» — 0:0 (0:0)
- «Динамо-Дагестан» — «УОР-Дагестан» — 2:2 (0:1)

Лидер: Магас-ИнгГУ (за счёт победы над УОР-Дагестан, запаса очков и разницы мячей).

4 тур

5-я неделя

4 июля (ср)

- «УОР-Дагестан» — «Хасавюрт» 0:0 (0:0)

6-я неделя

10 июля (вт)

- Сб-РО-Ростов-2018 — УОР-Дагестан 3:2 (0:0)

Промежуточный лидер: Магас-ИнгГУ

1 тур

11 июля (ср)

- Хасавюрт — Сборная-Алания-РСО 2:0 (0:0)

Лидер: «Хасавюрт»

5 тур / 7-я неделя

18 июля (ср)

- Сб-РО-Ростов-2018 — Магас-ИнгГУ 2:4 (1:1)
- Хасавюрт — Динамо-Дагестан 3:0 (0:0)
- Сборная-Алания-РСО — УОР-Дагестан 1:0 (1:0)

Лидер: «Хасавюрт»

6 тур / 8-я неделя

24 июля (вт)

- Магас-ИнгГУ — Сб-РО-Ростов-2018 4:0 (2:0)
- УОР-Дагестан — Динамо-Дагестан 1:2 (1:0)

25 июля (ср)

- Сборная-Алания-РСО — Сб-РО-Ростов-2018 3:0 (3:0)

Лидер: «Магас-ИнгГУ»

7 тур /9-я неделя

31 июля (вт)

- Сб-РО-Ростов-2018 — Динамо-Дагестан - перенесён на 7 августа

1 августа (ср)

- Волгарь-М — Хасавюрт 0:3 (0:2)
- Магас-ИнгГУ — Сборная-Алания-РСО — перенесён на 3 октября

Промежуточный лидер — «Хасавюрт»

7 августа (вт)

- Сб-РО-Ростов-2018 — Динамо-Дагестан 2:1 (-:-)

Лидер — «Хасавюрт»

8 тур / 10-я неделя

8 августа (ср)

- Хасавюрт — УОР-Дагестан 1:0 (0:0)
- Сборная-Алания-РСО — Магас-ИнгГУ — перенесён на 10 октября

Лидер — «Хасавюрт»

9 тур / 11-я неделя

15 августа (ср)

- Сборная-Алания-РСО — Хасавюрт 0:0 (0:0)
- Динамо-Дагестан — Магас-ИнгГУ 0:0 (0:0)
- Волгарь-М — УОР-Дагестан 2:0 (1:0)

Лидер — «Хасавюрт»

10 тур / 12-я неделя

21 августа (вт)

- «Динамо-Дагестан» — «Сборная Алания—РСО» — 0:0 (0:0)

22 августа (ср)

- УОР-Дагестан — Волгарь-М — перенос на 14 сентября

Перенесённый матч 4 тура

24 августа

- «Динамо-Дагестан» — «Волгарь-М» — 1:2 (0:1)

Лидер — «Хасавюрт»

11 тур / 13-я неделя

29 августа (ср)

- Сб-РО-Ростов-2018 — Сборная-Алания-РСО 2:0 (1:0)
- Волгарь-М — Динамо-Дагестан 0:0 (0:0)

29 августа (19 сентября)

- Магас-ИнгГУ — Хасавюрт 3:0 (тех, решение КДК)

Лидер — «Хасавюрт»

12 тур / 14-я неделя

5 сентября (ср)

- УОР-Дагестан — Сборная-Алания-РСО 0:2 (0:0)
- Волгарь-М — Магас-ИнгГУ 2:1 (1:0)
- Сб-РО-Ростов-2018 — Хасавюрт перенесён на 26 сентября

Лидер — «Хасавюрт»

13 тур / 15-я неделя

12 сентября (ср)

- Сборная-Алания-РСО — Динамо-Дагестан 1:0 (1:0)
- Магас-ИнгГУ — УОР-Дагестан 1:4 (1:2)
- Хасавюрт — Волгарь-М 1:0 (1:0)

Лидер — «Хасавюрт»

Перенесённый матч 5 тура

14 сентября (пт)

- УОР-Дагестан — Волгарь-М 2:2 (2:1)

Лидер — «Хасавюрт»

Перенесённый матч 8 тура

19 сентября (ср)

- Сб-РО-Ростов-2018 — Волгарь-М 3:1 (1:0)

Лидер — «Хасавюрт»

Перенесённый матч 14 тура

26 сентября (ср)

- Сб-РО-Ростов-2018 — Хасавюрт 1:0 (1:0)

Лидер — «Хасавюрт»

Перенесённый матч 7 тура

27 сентября (чт)

- Волгарь-М — Сборная-Алания-РСО 2:0 (2:0)

Лидер — «Хасавюрт»

13 тур / 3 октября (ср)

- Магас-ИнгГУ — Сборная-Алания-РСО 0:0 (0:0)

Лидер — «Хасавюрт»

Перенесённый матч 12 тура

10 октября (ср)

- Сборная-Алания-РСО — Магас-ИнгГУ - перенсён в Магас. →

17 октября (ср)

- Магас-ИнгГУ — Сборная-Алания-РСО 3:0 (тех)

Лидер — «Магас-ИнгГУ»

14 тур / 19 октября (пт)

- Сборная-Алания-РСО — Волгарь-М 4:1 (2:0)

  - «Волгарь» потерял шансы на победу в первенстве и 2 место, «Хасавюрт» по итогам матча получил серебро, победителем первенства стал «Магас-ИнгГУ».

Перенесённый матч 11 тура

17 октября (ср) → 21 октября (вскр)

- Магас-ИнгГУ — Волгарь-М 3:0 (тех)

13 тур / 24 октября

- Волгарь-М — Сб-РО-Ростов-2018 2:0 (2:0)

Победитель: «Магас-ИнгГУ»

1/2 финала Кубка ЮФО/СКФО-первые матчи

26 сентября (ср)

3 октября (ср)

- Волгарь-М — Сб-РО-Ростов-2018 -:- (-:-)

1/2 финала Кубка ЮФО/СКФО-ответные матчи

3 октября (ср)

10 октября (ср)

- Сб-РО-Ростов-2018 — Волгарь-М -:- (-:-)

## Московская область(МРО Центр)
Начало первенства Московской области было назначено на 1 апреля, сами игры в обеих группах проходили с 21 апреля по 15 ноября 2018 года

### Первенство зоны «Московская область»

#### Группа «А»
Турнир в группе «А» проходил с 21 апреля по 27 октября 2018 года. По итогам первенства ФК «Люберцы» получил право на участие в первенстве ПФЛ 2019/20. ФК «Коломна»-2 выбыл в группу «Б».
| М  | Команда                | И  | В  | Н | П  | Мячи     | ±   | О  | Примечания                                    |
| -- | ---------------------- | -- | -- | - | -- | -------- | --- | -- | --------------------------------------------- |
| 1  | Люберцы                | 28 | 25 | 2 | 1  | 115 − 20 | +95 | 77 |                                               |
| 2  | Витязь (Подольск)      | 28 | 18 | 3 | 7  | 87 − 34  | +53 | 57 |                                               |
| 3  | УОР №5 (Егорьевск)     | 28 | 17 | 2 | 9  | 72 − 39  | +33 | 53 |                                               |
| 4  | Пересвет (Домодедово)  | 28 | 16 | 3 | 9  | 66 − 40  | +26 | 51 |                                               |
| 5  | Металлист (Королёв)    | 28 | 15 | 5 | 8  | 66 − 43  | +23 | 50 |                                               |
| 6  | Знамя (Ногинск)        | 28 | 14 | 5 | 9  | 60 − 42  | +18 | 47 |                                               |
| 7  | СК Квант-2** (Обнинск) | 28 | 13 | 3 | 12 | 72 − 59  | +13 | 42 | Дублирующий состав Снялся по окончании сезона |
| 8  | Истра                  | 28 | 11 | 4 | 13 | 57 − 87  | −30 | 37 |                                               |
| 9  | Титан (Клин)           | 28 | 10 | 3 | 15 | 43 − 62  | −19 | 33 | Снялся по окончании сезона                    |
| 10 | Центр спорта (Лобня)   | 28 | 10 | 2 | 16 | 38 − 93  | −55 | 32 |                                               |
| 11 | Керамик (Балашиха)     | 28 | 8  | 6 | 14 | 46 − 66  | −20 | 30 |                                               |
| 12 | ФСК Долгопрудный-2     | 28 | 8  | 6 | 14 | 41 − 45  | −4  | 30 | Дублирующий состав                            |
| 13 | Сатурн-2 (Раменское)   | 28 | 8  | 4 | 16 | 46 − 64  | −18 | 28 | Дублирующий состав                            |
| 14 | Сергиев Посад          | 28 | 8  | 1 | 19 | 34 − 69  | −35 | 25 |                                               |
| 15 | Коломна-2              | 28 | 3  | 3 | 22 | 31 − 111 | −80 | 12 | Выбывание в группу «Б»                        |
| -  | СтАрс (Коломна)*       | 0  | 0  | 0 | 0  | 0 − 0    | 0   | 0  | Снялся с соревнований                         |

И — игры, В — выигрыши, Н — ничьи, П — проигрыши, Мячи — забитые и пропущенные голы, ± — разница голов, О — очки

* 19 июня 2018 года «СтАрс» заявил о снятии с соревнований. В связи с тем, что команда сыграла только 10 туров (меньше половины первенства), её результаты были отменены.
** Турнир начинал основной состав футбольного клуба «Квант». В связи с заявкой клуба в ПФЛ, начиная с июля 2018 года, в первенстве ЛФК клуб представлен дублирующим составом, продолжающим выступление вместо основы.

##### Изменение лидера по ходу первенства
Результаты 1 тура (21 апреля)

- УОР № 5 (Московская область) — ФК Квант (Обнинск) 3:3
- ФК Титан (Клин) — ФК Сатурн-2 (Раменское) 3:0
- ФК СтАрс (Коломна) — ФК Знамя (Ногинск) 3:0
- Керамик (Балашиха) — ФК Металлист (Королев) 1:2
- ФСК Долгопрудный-2 (Долгопрудный) — Центр спорта (Лобня) 2:3
- ФК Витязь (Подольск) — ФК Пересвет (Домодедово) 2:3

Промежуточные лидеры — Титан и СтАрс

(22 апреля)

- ФК Сергиев Посад (Сергиево-Посадский район) — ФК Истра (Истра) 2:1
- ФК Коломна-2 (Коломна) — ФК Люберцы (Люберцы) 1:5

Лидер — ФК Люберцы (Люберцы) (лучше разница мячей, чем у других)

Результаты 2 тура

(29 апреля)

- ФК Истра (Истра) — ФК Металлист (Королев) 2:0
- ФК Пересвет (Домодедово) — ФК Сергиев Посад (Сергиево-Посадский район) 4:0
- ФК Квант (Обнинск) — ФК Витязь (Подольск) 1:0
- УОР № 5 (Московская область) — ФК Знамя (Ногинск) 1:2
- Центр спорта (Лобня) — ФК СтАрс (Коломна) 1:0
- ФК Сатурн-2 (Раменское) — ФСК Долгопрудный-2 (Долгопрудный) 0:1
- ФК Люберцы (Люберцы) — ФК Титан (Клин) 2:0
- Керамик (Балашиха) — ФК Коломна-2 (Коломна) 1:2

Лидер — ФК Люберцы (Люберцы) (лучше разница мячей, чем у других, победа над Титаном)

Результаты 3 тура

(5 мая)

- ФК Коломна-2 (Коломна) — ФК Металлист (Королев) 0:0
- ФСК Долгопрудный-2 (Долгопрудный) — ФК Люберцы (Люберцы) 0:1
- УОР № 5 (Московская область) — Центр спорта (Лобня) 0:1
- ФК Витязь (Подольск) — ФК Знамя (Ногинск) 3:2
- ФК Сергиев Посад (Сергиево-Посадский район) — ФК Квант (Обнинск) 1:2

7 мая

- ФК Титан (Клин) — Керамик (Балашиха) 6:2
- ФК СтАрс (Коломна) — ФК Сатурн-2 (Раменское) 2:2
- ФК Истра (Истра) — ФК Пересвет (Домодедово) 0:1

Лидер — ФК Люберцы (Люберцы) (лучше разница мячей, чем у других)

Результаты 4 тура

(12 мая)

- ФК Пересвет (Домодедово) — ФК Металлист (Королев) 4:1
- ФК Квант (Обнинск) — ФК Истра (Истра) 6:1
- ФК Знамя (Ногинск) — ФК Сергиев Посад (Сергиево-Посадский район) 1:2
- Центр спорта (Лобня) — ФК Витязь (Подольск) 0:4
- ФК Сатурн-2 (Раменское) — УОР № 5 (Московская область) 2:3
- ФК Люберцы (Люберцы) — ФК СтАрс (Коломна) 3:0
- ФК Коломна-2 (Коломна) — ФК Титан (Клин) 2:3

14 мая

- Керамик (Балашиха) — ФСК Долгопрудный-2 (Долгопрудный) 3:0

Лидер — ФК Люберцы (Люберцы) (лучше разница мячей, чем у других)

Результаты 5 тура

(19 мая)

- ФК Титан (Клин) — ФК Металлист (Королев) 3:1
- ФК СтАрс (Коломна) — Керамик (Балашиха) 1:1
- ФК Коломна-2 (Коломна) — ФСК Долгопрудный-2 (Долгопрудный) 1:1
- УОР № 5 (Московская область) — ФК Люберцы (Люберцы) 1:2
- ФК Витязь (Подольск) — ФК Сатурн-2 (Раменское) 5:2
- ФК Сергиев Посад (Сергиево-Посадский район) — Центр спорта (Лобня) 4:0
- ФК Пересвет (Домодедово) — ФК Квант (Обнинск) 0:2

21 мая

- ФК Истра (Истра) — ФК Знамя (Ногинск) 1:1 (1:0)

Лидер — ФК Люберцы (Люберцы) (лучше разница мячей, чем у других)

Результаты 6 тура

23 мая

- ФК Металлист (Королев) — ФК Квант (Обнинск) 0:0 (0:0)
- ФК Знамя (Ногинск) — ФК Пересвет (Домодедово) 4:2 (2:0)
- Центр спорта (Лобня) — ФК Истра (Истра) 0:2 (0:1)
- ФК Сатурн-2 (Раменское) — ФК Сергиев Посад (Сергиево-Посадский район) 5:0 (2:0)
- ФК Люберцы (Люберцы) — ФК Витязь (Подольск) 3:2 (1:0)
- ФК Коломна-2 (Коломна) — ФК СтАрс (Коломна) 1:1 (0:0)
- ФК Титан (Клин) — ФСК Долгопрудный-2 (Долгопрудный) 2:2 (0:2)
- Керамик (Балашиха) — УОР № 5 (Московская область) 0:5 (0:2)

Лидер — ФК Люберцы (Люберцы) (лучше разница мячей, чем у других; отрыв до 7 тура)

Результаты 7 тура

26 мая

14:00

- ФК Квант (Обнинск) — ФК Знамя (Ногинск) 3:2 (2:1)

18:00

- ФСК Долгопрудный-2 (Долгопрудный) — ФК Металлист (Королев) 1:1 (0:1)
- УОР № 5 (Московская область) — ФК Коломна-2 (Коломна) 9:0 (6:0)
- ФК Витязь (Подольск) — Керамик (Балашиха) 1:0 (1:0)
- ФК Сергиев Посад (Сергиево-Посадский район) — ФК Люберцы (Люберцы) 0:3 (0:1)
- ФК Пересвет (Домодедово) — Центр спорта (Лобня) 3:5 (0:2)

28 мая, 18:00

- ФК Истра (Истра) — ФК Сатурн-2 (Раменское) 3:4 (0:1)
- ФК СтАрс (Коломна) — ФК Титан (Клин) 1:5 (0:0)

Лидер — ФК Люберцы (Люберцы) (лучше разница мячей, чем у других)

8 тур

2 июня

17:00

- ФК Коломна-2 (Коломна) — ФК Витязь (Подольск) 1:3 (0:1)

18:00

- ФК Металлист (Королев) — ФК Знамя (Ногинск) 1:1 (1:1)
- Центр спорта (Лобня) — ФК Квант (Обнинск) 1:3 (0:1)
- ФК Сатурн-2 (Раменское) — ФК Пересвет (Домодедово) 0:3 (0:1)
- ФК Люберцы (Люберцы) — ФК Истра (Истра) 9:3 (3:2)
- Керамик (Балашиха) — ФК Сергиев Посад (Сергиево-Посадский район) 3:1 (2:0)
- ФК Титан (Клин) — УОР № 5 (Московская область) 0:4 (0:3)
- ФСК Долгопрудный-2 (Долгопрудный) — ФК СтАрс (Коломна) 3:1 (2:1)

Лидер — ФК Люберцы (Люберцы) (лучше разница мячей, чем у других)

9 тур

10 июня

- ФК Витязь (Подольск) — ФК Титан (Клин) 5:1 (2:0)

11 июня

- ФК СтАрс (Коломна) — ФК Металлист (Королев) 0:8 (0:4)
- ФК Истра (Истра) — Керамик (Балашиха) 2:2 (0:2)
- ФК Пересвет (Домодедово) — ФК Люберцы (Люберцы) 1:1 (1:1)
- ФК Знамя (Ногинск) — Центр спорта (Лобня) 4:0 (1:0)

27 июня, 14:00

- УОР № 5 (Московская область) — ФСК Долгопрудный-2 (Долгопрудный) 1:0 (0:0)

18:00

- ФК Сергиев Посад (Сергиево-Посадский район) — ФК Коломна-2 (Коломна) 2:4 (0:1)
- ФК Квант (Обнинск) — ФК Сатурн-2 (Раменское) 3:0 (2:0)

Лидер — ФК Люберцы (Люберцы)

10 тур

16 июня

- ФК Металлист (Королев) — Центр спорта (Лобня) 4:2 (1:1)
- ФК Сатурн-2 (Раменское) — ФК Знамя (Ногинск) 0:0 (0:0)
- ФК Люберцы (Люберцы) — ФК Квант (Обнинск) 4:1 (3:0)
- Керамик (Балашиха) — ФК Пересвет (Домодедово) 1:1 (0:1)
- ФК Коломна-2 (Коломна) — ФК Истра (Истра) 2:5 (0:2)
- ФК Титан (Клин) — ФК Сергиев Посад (Сергиево-Посадский район) 5:0 (3:0)
- ФСК Долгопрудный-2 (Долгопрудный) — ФК Витязь (Подольск) 1:3 (0:1)

18 июня

- ФК СтАрс (Коломна) — УОР № 5 (Московская область) 0:7 (0:1)

Лидер — ФК Люберцы (Люберцы) (запас очков, личная встреча)

11 тур

20 июня

- УОР № 5 (Московская область) — ФК Металлист (Королев) 3:1 (1:0)
- ФК Сергиев Посад (Сергиево-Посадский район) — ФСК Долгопрудный-2 (Долгопрудный) 3:1 (1:0)
- ФК Истра (Истра) — ФК Титан (Клин) 4:1 (1:0)
- ФК Пересвет (Домодедово) — ФК Коломна-2 (Коломна) 9:1 (2:1)
- ФК Квант (Обнинск) — Керамик (Балашиха) 3:1 (1:1)
- ФК Знамя (Ногинск) — ФК Люберцы (Люберцы) 1:3 (1:2)
- Центр спорта (Лобня) — ФК Сатурн-2 (Раменское) 3:2 (0:2)
- ФК Витязь (Подольск) — ФК СтАрс (Коломна) — матч отменён

Лидер — ФК Люберцы (Люберцы) (запас очков, личная встреча)

12 тур

23 июня, 12:00

- ФСК Долгопрудный-2 (Долгопрудный) — ФК Истра (Истра) 2:3 (0:1)

13:00

- ФК Коломна-2 (Коломна) — ФК Квант (Обнинск) 1:5 (1:2)

18:00

- ФК Металлист (Королев) — ФК Сатурн-2 (Раменское) 2:1 (1:1)
- ФК Люберцы (Люберцы) — Центр спорта (Лобня) 11:1 (7:0)
- ФК Титан (Клин) — ФК Пересвет (Домодедово) 2:0 (0:0)
- УОР № 5 (Московская область) — ФК Витязь (Подольск) 0:2 (0:0)
- ФК СтАрс (Коломна) — ФК Сергиев Посад (Сергиево-Посадский район) — матч отменён

25 июня, 20:00

- Керамик (Балашиха) — ФК Знамя (Ногинск) 3:3 (0:0)

Лидер — ФК Люберцы (Люберцы) (запас очков, личная встреча)

13 тур

30 июня, 17:00

- ФК Сергиев Посад (Сергиево-Посадский район) — УОР № 5 (Московская область) 1:2 (0:1)

18:00

- ФК Витязь (Подольск) — ФК Металлист (Королев) 3:0 (2:0)
- ФК Пересвет (Домодедово) — ФСК Долгопрудный-2 (Долгопрудный) 2:1 (2:0)
- ФК Квант (Обнинск) — ФК Титан (Клин) 3:0 (1:0)
- ФК Знамя (Ногинск) — ФК Коломна-2 (Коломна) 2:2 (1:2)
- Центр спорта (Лобня) — Керамик (Балашиха) 1:0 (0:0)
- ФК Сатурн-2 (Раменское) — ФК Люберцы (Люберцы) 1:6 (1:2)

2 июля

- ФК Истра (Истра) — ФК СтАрс (Коломна) — матч отменён

Лидер — ФК Люберцы (Люберцы)

14 тур

7 июля

- ФК Люберцы (Люберцы) — ФК Металлист (Королев) 4:0 (2:0)
- ФК Коломна-2 (Коломна) — Центр спорта (Лобня) 1:3 (0:2)
- ФСК Долгопрудный-2 (Долгопрудный) — ФК Квант (Обнинск) 0:0 (0:0)
- УОР № 5 (Московская область) — ФК Истра (Истра) 9:1 (7:0)
- ФК Витязь (Подольск) — ФК Сергиев Посад (Сергиево-Посадский район) 4:0 (1:0)

8 июля

- ФК Титан (Клин) — ФК Знамя (Ногинск) 0:3 (0:1)

9 июля

- Керамик (Балашиха) — ФК Сатурн-2 (Раменское) 2:2 (1:1)
- ФК СтАрс (Коломна) — ФК Пересвет (Домодедово) — матч отменён

Лидер — ФК Люберцы (Люберцы)

15 тур

4 июля

- Центр спорта (Лобня) — ФК Титан (Клин) 5:2 (3:1)

11 июля

- ФК Сергиев Посад (Сергиево-Посадский район) — ФК Металлист (Королев) 0:4 (0:1)
- ФК Истра (Истра) — ФК Витязь (Подольск) 4:2 (2:11)
- ФК Пересвет (Домодедово) — УОР № 5 (Московская область) 2:0 (1:0)
- ФК Квант (Обнинск) — ФК СтАрс (Коломна) — матч отменён
- ФК Знамя (Ногинск) — ФСК Долгопрудный-2 (Долгопрудный) 4:2 (2:0)
- ФК Сатурн-2 (Раменское) — ФК Коломна-2 (Коломна) 5:1 (3:1)
- ФК Люберцы (Люберцы) — Керамик (Балашиха) 7:0 (2:0)

Лидер по итогам первого круга — ФК Люберцы (Люберцы)

16 тур

4 августа, 16:00

- Металлист (Королев) — Керамик (Балашиха) 4:1 (1:0)

18:00

- ФК Люберцы (Люберцы) — ФК Коломна-2 (Коломна) 11:0 (4:0)
- ФК Сатурн-2 (Раменское) — ФК Титан (Клин) 0:2 (0:2)
- ФК Пересвет (Домодедово) — ФК Витязь (Подольск) 0:0 (0:0)
- ФК Истра (Истра) — ФК Сергиев Посад (Сергиево-Посадский район) 2:1 (0:1)

22 августа

- Центр спорта (Лобня) — ФСК Долгопрудный-2 (Долгопрудный) 2:1 (1:1)

4 сентября

- ФК Квант (Обнинск) — УОР № 5 (Московская область) 1:2 (0:2)
- ФК Знамя (Ногинск) — ФК СтАрс (Коломна) — матч отменён

Лидер — ФК Люберцы (Люберцы)

17 тур

11 августа, 16:00

- ФК Коломна-2 (Коломна) — Керамик (Балашиха) 0:2 (0:0)

18:00

- ФК Металлист (Королев) — ФК Истра (Истра) 8:1 (3:1)
- ФК Сергиев Посад (Сергиево-Посадский район) — ФК Пересвет (Домодедово) 1:3 (0:0)
- ФК Витязь (Подольск) — ФК Квант (Обнинск) 3:1 (3:0)

12 августа, 18:00

- ФСК Долгопрудный-2 (Долгопрудный) — ФК Сатурн-2 (Раменское) 0:1 (0:0)

13 августа, 18:00

- ФК Знамя (Ногинск) — УОР № 5 (Московская область) 3:1 (1:1)
- ФК Титан (Клин) — ФК Люберцы (Люберцы) 0:5 (0:2)
- ФК СтАрс (Коломна) — Центр спорта (Лобня) — матч отменён

Лидер — ФК Люберцы (Люберцы)

18 тур

14 августа, 18:00

- ФК Металлист (Королев) — ФК Коломна-2 (Коломна) 3:0 (1:0)

15 августа, 16:00

- ФК Квант (Обнинск) — ФК Сергиев Посад (Сергиево-Посадский район) 2:3 (1:0)

18:00

- Керамик (Балашиха) — ФК Титан (Клин) 2:1 (0:1)
- Центр спорта (Лобня) — УОР № 5 (Московская область) 2:1 (0:0)
- ФК Знамя (Ногинск) — ФК Витязь (Подольск) 0:3 (0:2)
- ФК Пересвет (Домодедово) — ФК Истра (Истра) 3:2 (2:0)
- ФК Сатурн-2 (Раменское) — ФК СтАрс (Коломна) — матч отменён

24 октября, 14:00

- ФК Люберцы (Люберцы) — ФСК Долгопрудный-2 (Долгопрудный) 1:0 (1:0)

Лидер — ФК Люберцы (Люберцы)

19 тур

18 августа, 17:00

- ФК Сергиев Посад (Сергиево-Посадский район) — ФК Знамя (Ногинск) 0:2 (0:1)
- ФК Витязь (Подольск) — Центр спорта (Лобня) 6:0 (2:0)
- УОР № 5 (Московская область) — ФК Сатурн-2 (Раменское) 3:1 (1:1)
- ФСК Долгопрудный-2 (Долгопрудный) — Керамик (Балашиха) 2:2 (0:2)

18:30

- ФК Металлист (Королев) — ФК Пересвет (Домодедово) 1:3 (0:3)

20 августа, 17:00

- ФК Истра (Истра) — ФК Квант (Обнинск) 5:1 (4:1)
- ФК Титан (Клин) — ФК Коломна-2 (Коломна) 0:2 (0:2)
- ФК СтАрс (Коломна) — ФК Люберцы (Люберцы) — матч отменён

Лидер — ФК Люберцы (Люберцы)

20 тур

25 августа, 13:00

- ФК Квант (Обнинск) — ФК Пересвет (Домодедово) 1:3 (1:1)

17:00

- ФК Металлист (Королев) — ФК Титан (Клин) 7:1 (4:1)
- ФК Люберцы (Люберцы) — УОР № 5 (Московская область) 2:3 (0:1)
- ФК Сатурн-2 (Раменское) — ФК Витязь (Подольск) 2:2 (0:0)
- Центр спорта (Лобня) — ФК Сергиев Посад (Сергиево-Посадский район) 2:2 (0:0)
- ФК Знамя (Ногинск) — ФК Истра (Истра) 0:1 (0:0)

26 августа, 17:00

- ФСК Долгопрудный-2 (Долгопрудный) — ФК Коломна-2 (Коломна) 8:3 (7:0)
- Керамик (Балашиха) — ФК СтАрс (Коломна) — матч отменён

Лидер — ФК Люберцы (Люберцы)

22 тур, перенесённый матч

29 августа, 17:00

- ФК Знамя (Ногинск) — ФК Квант (Обнинск) 6:3 (3:3)

21 тур

1 сентября, 16:00

- ФК Квант (Обнинск) — ФК Металлист (Королев) 0:5 (0:2)

17:00

- ФК Пересвет (Домодедово) — ФК Знамя (Ногинск) 1:2 (0:0)
- ФК Сергиев Посад (Сергиево-Посадский район) — ФК Сатурн-2 (Раменское) 2:1 (1:1)
- ФК Витязь (Подольск) — ФК Люберцы (Люберцы) 1:3 (1:2)
- УОР № 5 (Московская область) — Керамик (Балашиха) 4:3 (3:0)
- ФСК Долгопрудный-2 (Долгопрудный) — ФК Титан (Клин) 2:0 (0:0)

3 сентября, 17:00

- ФК Истра (Истра) — Центр спорта (Лобня) 5:0 (2:0)
- ФК СтАрс (Коломна) — ФК Коломна-2 (Коломна) — матч отменён

Лидер — ФК Люберцы (Люберцы)

22 тур

- ФК Титан (Клин) — ФК СтАрс (Коломна) — матч отменён

8 сентября, 16:00

- ФК Металлист (Королев) — ФСК Долгопрудный-2 (Долгопрудный) 3:1 (1:1)

17:00

- ФК Коломна-2 (Коломна) — УОР № 5 (Московская область) 0:2 (0:1)
- ФК Сатурн-2 (Раменское) — ФК Истра (Истра) 2:0 (0:0)
- Центр спорта (Лобня) — ФК Пересвет (Домодедово) 0:5 (0:3)

18:00

- Керамик (Балашиха) — ФК Витязь (Подольск) 2:1 (2:0)

Лидер — ФК Люберцы (Люберцы)

23 тур

12 сентября, 16:00

- ФК Квант (Обнинск) — Центр спорта (Лобня) 12:2 (7:0)

17:00

- ФК Знамя (Ногинск) — ФК Металлист (Королев) 0:1 (0:1)
- ФК Пересвет (Домодедово) — ФК Сатурн-2 (Раменское) 3:4 (3:1)
- ФК Истра (Истра) — ФК Люберцы (Люберцы) 0:5 (0:3)
- ФК Сергиев Посад (Сергиево-Посадский район) — Керамик (Балашиха) 2:3 (0:2)
- ФК Витязь (Подольск) — ФК Коломна-2 (Коломна) 5:0 (1:0)
- УОР № 5 (Московская область) — ФК Титан (Клин) 1:1 (1:1)
- ФК СтАрс (Коломна) — ФСК Долгопрудный-2 (Долгопрудный) — матч отменён

Лидер — ФК Люберцы (Люберцы)

24 тур

- ФК Металлист (Королев) — ФК СтАрс (Коломна) — матч отменён

15 сентября, 15:00

- ФСК Долгопрудный-2 (Долгопрудный) — УОР № 5 (Московская область) 3:0 (1:0)

16:00

- ФК Люберцы (Люберцы) — ФК Пересвет (Домодедово) 2:0 (0:0)
- ФК Сатурн-2 (Раменское) — ФК Квант (Обнинск) 3:0 (тех)
- Центр спорта (Лобня) — ФК Знамя (Ногинск) 0:4 (0:1)

17:00

- ФК Коломна-2 (Коломна) — ФК Сергиев Посад (Сергиево-Посадский район) 2:3 (1:2)

18:00

- Керамик (Балашиха) — ФК Истра (Истра) 2:2 (0:1)

17 сентября, 16:00

- ФК Титан (Клин) — ФК Витязь (Подольск) 2:3 (1:1)

Лидер — ФК Люберцы (Люберцы)

25 тур

- УОР № 5 (Московская область) — ФК СтАрс (Коломна) — матч отменён

22 сентября, 16:00

- Центр спорта (Лобня) — ФК Металлист (Королев) 1:7 (1:3)
- ФК Знамя (Ногинск) — ФК Сатурн-2 (Раменское) 4:2 (2:1)
- ФК Пересвет (Домодедово) — Керамик (Балашиха) 2:1 (0:0)
- ФК Сергиев Посад (Сергиево-Посадский район) — ФК Титан (Клин) 0:2 (0:1)

17:00

- ФК Витязь (Подольск) — ФСК Долгопрудный-2 (Долгопрудный) 2:2 (2:1)

23 сентября

- ФК Квант (Обнинск) — ФК Люберцы (Люберцы) 1:5 (1:2)

24 сентября

- ФК Истра (Истра) — ФК Коломна-2 (Коломна) 4:1 (3:1)

Лидер — ФК «Люберцы» (Люберцы)

22 тур, 26 сентября, 16:00

- ФК Люберцы (Люберцы) — ФК Сергиев Посад (Сергиево-Посадский район) 2:0 (1:0)

  - Победив в этом матче, ФК «Люберцы» досрочно стал победителем первенства и получил право на выход в ПФЛ

26 тур

- ФК СтАрс (Коломна) — ФК Витязь (Подольск) — матч отменён

29 сентября, 14:00

- ФК Металлист (Королев) — УОР № 5 (Московская область) 4:3 (0:1)
- ФСК Долгопрудный-2 (Долгопрудный) — ФК Сергиев Посад (Сергиево-Посадский район) 1:2 (0:1)
- ФК Коломна-2 (Коломна) — ФК Пересвет (Домодедово) 3:6 (3:4)
- ФК Люберцы (Люберцы) — ФК Знамя (Ногинск) 3:1 (1:1)

  - В результате этой победы ФК «Люберцы» стал победителем первенства и вышел в ПФЛ
- ФК Сатурн-2 (Раменское) — Центр спорта (Лобня) 2:2 (1:1)

1 октября

- 14:00 ФК Титан (Клин) — ФК Истра (Истра) 2:2 (1:0)
- 18:00 Керамик (Балашиха) — ФК Квант (Обнинск) 3:5 (0:3)

Лидер — ФК «Люберцы» (Люберцы)

27 тур

- ФК Сергиев Посад (Сергиево-Посадский район) — ФК СтАрс (Коломна) — матч отменён

6 октября, 14:00

- ФК Сатурн-2 (Раменское) — ФК Металлист (Королев) 0:1  (0:0)
- Центр спорта (Лобня) — ФК Люберцы (Люберцы) 0:3 (0:0)
- ФК Знамя (Ногинск) — Керамик (Балашиха) 3:2 (1:1)
- ФК Пересвет (Домодедово) — ФК Титан (Клин) 1:0 (1:0)
- ФК Витязь (Подольск) — УОР № 5 (Московская область) 1:3 (0:2)

8 октября, 14:00

- ФК Квант (Обнинск) — ФК Коломна-2 (Коломна) 8:1 (1:0)
- ФК Истра (Истра) — ФСК Долгопрудный-2 (Долгопрудный) 0:2 (0:1)

Лидер — ФК «Люберцы» (Люберцы)

28 тур

- ФК СтАрс (Коломна) — ФК Истра (Истра) — матч отменён

13 октября, 14:00

- УОР № 5 (Московская область) — ФК Сергиев Посад (Сергиево-Посадский район) 3:0 (тех)
- ФК Коломна-2 (Коломна) — ФК Знамя (Ногинск) 0:2 (0:2)
- Керамик (Балашиха) — Центр спорта (Лобня) 2:0 (2:0)
- ФК Люберцы (Люберцы) — ФК Сатурн-2 (Раменское) 8:1 (3:0)

15:00

- ФК Металлист (Королев) — ФК Витязь (Подольск) 1:4 (0:0)

19:00

- ФСК Долгопрудный-2 (Долгопрудный) — ФК Пересвет (Домодедово) 2:1 (1:1)

15 октября, 14:00

- ФК Титан (Клин) — ФК Квант (Обнинск) 3:2 (1:1)

Лидер — ФК «Люберцы» (Люберцы)

29 тур

- ФК Пересвет (Домодедово) — ФК СтАрс (Коломна) — матч отменён

20 октября, 14:00

- ФК Металлист (Королев) — ФК Люберцы (Люберцы) 1:1 (0:0)
- ФК Сатурн-2 (Раменское) — Керамик (Балашиха) 1:2 (0:0)
- Центр спорта (Лобня) — ФК Коломна-2 (Коломна) 2:0 (1:0)
- ФК Знамя (Ногинск) — ФК Титан (Клин) 2:0 (1:0)
- ФК Истра (Истра) — УОР № 5 (Московская область) 1:4 (0:1)
- ФК Сергиев Посад (Сергиево-Посадский район) — ФК Витязь (Подольск) 0:2 (0:1)

21 октября, 14:00

- ФК Квант (Обнинск) — ФСК Долгопрудный-2 (Долгопрудный) 0:1 (0:0)

Лидер — ФК «Люберцы» (Люберцы)

30 тур

- ФК СтАрс (Коломна) — ФК Квант (Обнинск) — матч отменён

27 октября, 14:00

- ФК Металлист (Королев) — ФК Сергиев Посад (Сергиево-Посадский район) 3:2 (2:1)
- ФК Витязь (Подольск) — ФК Истра (Истра) 15:0 (8:0)
- УОР № 5 (Московская область) — ФК Пересвет (Домодедово) 1:0 (0:0)
- ФК Титан (Клин) — Центр спорта (Лобня) 1:0 (1:0)
- ФК Коломна-2 (Коломна) — ФК Сатурн-2 (Раменское) 0:2 (0:1)
- Керамик (Балашиха) — ФК Люберцы (Люберцы) 0:3 (0:0)

19:00

- ФСК Долгопрудный-2 (Долгопрудный) — ФК Знамя (Ногинск) 2:1 (2:0)

Победитель — ФК «Люберцы» (Люберцы)

#### Группа «Б»
Турнир в группе «Б» проходил с 21 апреля по 3 ноября 2018 года. По итогам турнира в группу «А» вышли «Олимп» и «Легион». Клуб «Венюково» из одноимённой деревни городского округа «город Чехов» выбыл в региональное первенство Московской области.
| М  | Команда                            | И  | В  | Н | П  | Мячи     | ±   | О  | Примечания         |
| -- | ---------------------------------- | -- | -- | - | -- | -------- | --- | -- | ------------------ |
| 1  | Олимп (Москва)                     | 26 | 23 | 1 | 2  | 99 − 25  | +74 | 70 | Выход в Группу «А» |
| 2  | Легион (Ивантеевка)                | 26 | 16 | 4 | 6  | 76 − 27  | +49 | 52 | Выход в Группу «А» |
| 3  | Серпухов                           | 26 | 16 | 4 | 6  | 72 − 40  | +32 | 52 | Выход в Группу «А» |
| 4  | СШ Волна (Дубна)                   | 26 | 15 | 3 | 8  | 67 − 38  | +29 | 48 |                    |
| 5  | СДЮСШОР (Бронницы)                 | 26 | 15 | 1 | 10 | 51 − 35  | +16 | 46 |                    |
| 6  | СК Зоркий-2 (Красногорск)          | 26 | 14 | 4 | 8  | 58 − 37  | +21 | 46 |                    |
| 7  | СШ Спартак-Орехово (Орехово-Зуево) | 26 | 12 | 6 | 8  | 70 − 34  | +36 | 42 |                    |
| 8  | СШ Можайск (Можайск)               | 26 | 9  | 4 | 13 | 54 − 62  | −8  | 31 |                    |
| 9  | СШ Метеор (Балашиха)               | 26 | 9  | 3 | 14 | 32 − 42  | −10 | 30 |                    |
| 10 | СШ Орбита-Юниор (Дзержинский)      | 26 | 8  | 4 | 14 | 49 − 75  | −26 | 28 |                    |
| 11 | Селтик (Шатура)                    | 26 | 7  | 3 | 16 | 37 − 106 | −69 | 24 |                    |
| 12 | Видное                             | 26 | 6  | 3 | 17 | 34 − 62  | −28 | 21 |                    |
| 13 | СК Синьково (Новосиньково)         | 26 | 5  | 4 | 17 | 42 − 98  | −56 | 19 |                    |
| 14 | Венюково (Чехов)                   | 26 | 4  | 2 | 20 | 41 − 101 | −60 | 14 |                    |

И — игры, В — выигрыши, Н — ничьи, П — проигрыши, Мячи — забитые и пропущенные голы, ± — разница голов, О — очки

##### Изменение лидера по ходу первенства
Результаты 1 тура (21 апреля)

- СШ Спартак-Орехово (Орехово-Зуево) — СК Зоркий-2 (Красногорск) 2:2
- ФК Видное (Видное) — ФК Венюково (Чехов) 1:0
- СШ Волна (Дубна) — СШ Орбита-Юниор (Дзержинский) 5:2
- ФК Селтик (Шатура) — ФК Олимп (Москва) 0:2
- ФК Серпухов (Серпухов) — СШ Можайск (Можайск) 3:3
- СШ Метеор (Балашиха) — СДЮСШОР (Бронницы) 0:1
- СК Синьково (Новосиньково) — Легион (Ивантеевка) 1:1

Лидер — Волна (лучше разница мячей, чем у других)

Результаты 2 тура

(29 апреля)

- СК Зоркий-2 (Красногорск) — Легион (Ивантеевка) 2:0
- СДЮСШОР (Бронницы) — СК Синьково (Новосиньково) 2:0
- СШ Метеор (Балашиха) — СШ Можайск (Можайск) 1:2
- ФК Олимп (Москва) — ФК Серпухов (Серпухов) 2:3
- СШ Орбита-Юниор (Дзержинский) — ФК Селтик (Шатура) 2:2
- СШ Волна (Дубна) — ФК Венюково (Чехов) 4:1
- ФК Видное (Видное) — СШ Спартак-Орехово (Орехово-Зуево) 1:1

Лидер — Волна (лучше разница мячей, чем у других)

Результаты 3 тура

(5 мая)

- ФК Видное (Видное) — СК Зоркий-2 (Красногорск) 1:4
- СШ Волна (Дубна) — СШ Спартак-Орехово (Орехово-Зуево) 2:2
- ФК Селтик (Шатура) — ФК Венюково (Чехов) 4:0
- ФК Серпухов (Серпухов) — СШ Орбита-Юниор (Дзержинский) 2:2
- СШ Метеор (Балашиха) — ФК Олимп (Москва) 0:2
- СК Синьково (Новосиньково) — СШ Можайск (Можайск) 4:1
- Легион (Ивантеевка) — СДЮСШОР (Бронницы) 3:2

Лидер — Волна (лучше разница мячей, чем у других)

Результаты 4 тура

(12 мая)

- СК Зоркий-2 (Красногорск) — СДЮСШОР (Бронницы) 4:2
- СШ Можайск (Можайск) — Легион (Ивантеевка) 0:1
- ФК Олимп (Москва) — СК Синьково (Новосиньково) 6:0
- СШ Орбита-Юниор (Дзержинский) — СШ Метеор (Балашиха) 1:2
- ФК Венюково (Чехов) — ФК Серпухов (Серпухов) 1:5
- СШ Спартак-Орехово (Орехово-Зуево) — ФК Селтик (Шатура) 4:0
- ФК Видное (Видное) — СШ Волна (Дубна) 0:4

Лидер — Волна (лучше разница мячей, чем у других)

Результаты 5 тура

(19 мая)

- СШ Волна (Дубна) — СК Зоркий-2 (Красногорск) 2:0
- ФК Селтик (Шатура) — ФК Видное (Видное) 1:3
- ФК Серпухов (Серпухов) — СШ Спартак-Орехово (Орехово-Зуево) 1:0
- СШ Метеор (Балашиха) — ФК Венюково (Чехов) 3:0
- СК Синьково (Новосиньково) — СШ Орбита-Юниор (Дзержинский) 4:8
- Легион (Ивантеевка) — ФК Олимп (Москва) 3:2
- СДЮСШОР (Бронницы) — СШ Можайск (Можайск) 1:3

Лидер — Волна (лучше разница мячей, чем у других)

Результаты 6 тура

(26 мая)

- СК Зоркий-2 (Красногорск) — СШ Можайск (Можайск) 2:0 (0:0)
- ФК Олимп (Москва) — СДЮСШОР (Бронницы) 3:2 (0:1)
- СШ Орбита-Юниор (Дзержинский) — Легион (Ивантеевка) 0:5 (0:2)
- ФК Венюково (Чехов) — СК Синьково (Новосиньково) 2:3 (2:2)
- СШ Метеор (Балашиха) — СШ Спартак-Орехово (Орехово-Зуево) 2:0 (1:0)
- ФК Видное (Видное) — ФК Серпухов (Серпухов) 0:1 (0:0)
- СШ Волна (Дубна) — ФК Селтик (Шатура) 11:0 (4:0)

Лидер — Волна (лучше разница мячей, чем у других)

7 тур

2 июня

16:00

- Легион (Ивантеевка) — ФК Венюково (Чехов) 7:1 (3:0)

17:00

- ФК Селтик (Шатура) — СК Зоркий-2 (Красногорск) 3:2 (3:1)

18:00

- ФК Серпухов (Серпухов) — СШ Волна (Дубна) 0:1 (0:1)
- СШ Метеор (Балашиха) — ФК Видное (Видное) 2:0 (2:0)
- СК Синьково (Новосиньково) — СШ Спартак-Орехово (Орехово-Зуево) 0:8 (0:3)
- СДЮСШОР (Бронницы) — СШ Орбита-Юниор (Дзержинский) 2:0 (2:0)
- СШ Можайск (Можайск) — ФК Олимп (Москва) 3:4 (1:3)

Лидер — Волна (лучше разница мячей, чем у других)

8 тур

10 июня

- СК Зоркий-2 (Красногорск) — ФК Олимп (Москва) 0:3 (0:2)
- Легион (Ивантеевка) — СШ Спартак-Орехово (Орехово-Зуево) 0:0 (0:0)
- СШ Орбита-Юниор (Дзержинский) — СШ Можайск (Можайск) 2:1 (1:0)
- ФК Венюково (Чехов) — СДЮСШОР (Бронницы) 0:3 (0:1)
- ФК Видное (Видное) — СК Синьково (Новосиньково) 1:0 (0:0)
- СШ Волна (Дубна) — СШ Метеор (Балашиха) 1:1 (0:0)
- ФК Селтик (Шатура) — ФК Серпухов (Серпухов) 2:2 (2:1)

Лидер — СШ Волна (Дубна) (лучше разница мячей, чем у других)

9 тур

16 июня

- ФК Серпухов (Серпухов) — СК Зоркий-2 (Красногорск) 0:3 (0:1)
- СШ Метеор (Балашиха) — ФК Селтик (Шатура) 6:0 (3:0)
- СК Синьково (Новосиньково) — СШ Волна (Дубна) 3:2 (3:1)
- Легион (Ивантеевка) — ФК Видное (Видное) 4:0 (1:0)
- СДЮСШОР (Бронницы) — СШ Спартак-Орехово (Орехово-Зуево) 1:2 (0:1)
- СШ Можайск (Можайск) — ФК Венюково (Чехов) 6:3 (3:1)
- ФК Олимп (Москва) — СШ Орбита-Юниор (Дзержинский) 9:0 (4:0)

Лидер — ФК Олимп (Москва)

10 тур

23 июня, 17:00

- СШ Спартак-Орехово (Орехово-Зуево) — СШ Можайск (Можайск) 1:1 (1:11)

18:00

- СК Зоркий-2 (Красногорск) — СШ Орбита-Юниор (Дзержинский) 0:1 (0:0)
- ФК Видное (Видное) — СДЮСШОР (Бронницы) 1:2 (0:2)
- СШ Волна (Дубна) — Легион (Ивантеевка) 1:0 (0:0)
- ФК Селтик (Шатура) — СК Синьково (Новосиньково) 5:4 (3:2)
- ФК Серпухов (Серпухов) — СШ Метеор (Балашиха) 2:0 (1:0)

Промежуточный лидер — Волна (Дубна)

27 июня, 19:00

- ФК Венюково (Чехов) — ФК Олимп (Москва) 3:5 (2:2)

Лидер — ФК Олимп (Москва)

11 тур

30 июня, 18:00

- СШ Метеор (Балашиха) — СК Зоркий-2 (Красногорск) 0:2 (0:1)
- СК Синьково (Новосиньково) — ФК Серпухов (Серпухов) 2:2 (0:1)
- СДЮСШОР (Бронницы) — СШ Волна (Дубна) 2:0 (0:0)
- СШ Можайск (Можайск) — ФК Видное (Видное) 1:2 (0:0)
- ФК Олимп (Москва) — СШ Спартак-Орехово (Орехово-Зуево) 3:1 (1:1)
- СШ Орбита-Юниор (Дзержинский) — ФК Венюково (Чехов) 5:4 (2:3)
- Легион (Ивантеевка) — ФК Селтик (Шатура) -:- (-:-)

Лидер — ФК Олимп (Москва)

12 тур

7 июля

- СК Зоркий-2 (Красногорск) — ФК Венюково (Чехов) 1:1 (1:0)
- СШ Спартак-Орехово (Орехово-Зуево) — СШ Орбита-Юниор (Дзержинский) 4:1 (2:0)
- ФК Олимп (Москва) — ФК Видное (Видное) 3:0 (1:0)
- СШ Волна (Дубна) — СШ Можайск (Можайск) 6:0 (2:0)
- ФК Серпухов (Серпухов) — Легион (Ивантеевка) 0:5 (0:1)
- СШ Метеор (Балашиха) — СК Синьково (Новосиньково) 3:3 (0:3)

15 августа

- ФК Селтик (Шатура) — СДЮСШОР (Бронницы) 2:0 (0:0)

Лидер — ФК Олимп (Москва)

13 тур

4 августа, 13:00

- Легион (Ивантеевка) — СШ Метеор (Балашиха) 4:1 (1:0)
- СДЮСШОР (Бронницы) — ФК Серпухов (Серпухов) 1:4 (1:1)

18:00

- СК Синьково (Новосиньково) — СК Зоркий-2 (Красногорск) 0:2 (0:2)
- СШ Можайск (Можайск) — ФК Селтик (Шатура) 7:0 (3:0)
- СШ Орбита-Юниор (Дзержинский) — ФК Видное (Видное) 4:3 (1:2)
- ФК Венюково (Чехов) — СШ Спартак-Орехово (Орехово-Зуево) 0:2 (0:1)

15 августа

- ФК Олимп (Москва) — СШ Волна (Дубна) 5:2 (4:0)

Лидер по итогам первого круга — ФК Олимп (Москва)

14 тур

11 августа, 14:30

- СШ Можайск (Можайск) — ФК Серпухов (Серпухов) 1:4 (0:1)

18:00

- СК Зоркий-2 (Красногорск) — СШ Спартак-Орехово (Орехово-Зуево) 4:3 (2:1)
- ФК Венюково (Чехов) — ФК Видное (Видное) 1:1 (0:0)
- СШ Орбита-Юниор (Дзержинский) — СШ Волна (Дубна) 2:1 (2:1)
- ФК Олимп (Москва) — ФК Селтик (Шатура) 8:0 (5:0)
- СДЮСШОР (Бронницы) — СШ Метеор (Балашиха) 1:0 (0:0)
- Легион (Ивантеевка) — СК Синьково (Новосиньково) 8:0 (5:0)

Лидер — ФК Олимп (Москва)

15 тур

18 августа, 17:00

- Легион (Ивантеевка) — СК Зоркий-2 (Красногорск) 0:1 (0:0)
- СК Синьково (Новосиньково) — СДЮСШОР (Бронницы) 1:3 (0:1)
- СШ Можайск (Можайск) — СШ Метеор (Балашиха) 4:1 (2:1)
- ФК Селтик (Шатура) — СШ Орбита-Юниор (Дзержинский) 5:2 (3:1)
- ФК Венюково (Чехов) — СШ Волна (Дубна) 2:4 (1:1)
- СШ Спартак-Орехово (Орехово-Зуево) — ФК Видное (Видное) 7:1 (3:0)

18:00

- ФК Серпухов (Серпухов) — ФК Олимп (Москва) 0:5 (0:2)

Лидер — ФК Олимп (Москва)

16 тур

25 августа

- СК Зоркий-2 (Красногорск) — ФК Видное (Видное) 3:0 (0:0)
- СШ Спартак-Орехово (Орехово-Зуево) — СШ Волна (Дубна) 6:1 (4:1)
- ФК Венюково (Чехов) — ФК Селтик (Шатура) 6:4 (3:2)
- СШ Орбита-Юниор (Дзержинский) — ФК Серпухов (Серпухов) 2:3 (1:1)
- ФК Олимп (Москва) — СШ Метеор (Балашиха) 2:0 (0:0)
- СШ Можайск (Можайск) — СК Синьково (Новосиньково) 5:3 (4:2)
- СДЮСШОР (Бронницы) — Легион (Ивантеевка) 1:2 (0:0)

Лидер — ФК Олимп (Москва)

17 тур

1 сентября, 15:00

- ФК Селтик (Шатура) — СШ Спартак-Орехово (Орехово-Зуево) 1:5 (0:3)

17:00

- СДЮСШОР (Бронницы) — СК Зоркий-2 (Красногорск) 2:0 (1:0)
- Легион (Ивантеевка) — СШ Можайск (Можайск) 2:2 (2:1)
- СК Синьково (Новосиньково) — ФК Олимп (Москва) 1:7 (0:3)
- СШ Метеор (Балашиха) — СШ Орбита-Юниор (Дзержинский) 1:0 (0:0)
- ФК Серпухов (Серпухов) — ФК Венюково (Чехов) 5:1 (3:1)
- СШ Волна (Дубна) — ФК Видное (Видное) 2:0 (2:0)

Лидер — ФК Олимп (Москва)

18 тур

8 сентября, 17:00

- СК Зоркий-2 (Красногорск) — СШ Волна (Дубна) 0:2 (0:1)
- ФК Видное (Видное) — ФК Селтик (Шатура) 5:0 (3:0)
- СШ Спартак-Орехово (Орехово-Зуево) — ФК Серпухов (Серпухов) 2:0 (0:0)
- ФК Венюково (Чехов) — СШ Метеор (Балашиха) 2:4 (1:0)
- СШ Орбита-Юниор (Дзержинский) — СК Синьково (Новосиньково) 5:1 (3:0)
- ФК Олимп (Москва) — Легион (Ивантеевка) 5:1 (3:1)
- СШ Можайск (Можайск) — СДЮСШОР (Бронницы) 0:2 (0:1)

Лидер — ФК Олимп (Москва)

19 тур

15 сентября, 16:00

- СШ Можайск (Можайск) — СК Зоркий-2 (Красногорск) 2:2 (0:0)
- СДЮСШОР (Бронницы) — ФК Олимп (Москва) 1:2 (0:1)
- Легион (Ивантеевка) — СШ Орбита-Юниор (Дзержинский) 4:0 (0:0)
- СК Синьково (Новосиньково) — ФК Венюково (Чехов) 1:2 (1:1)
- СШ Спартак-Орехово (Орехово-Зуево) — СШ Метеор (Балашиха) 5:0 (3:0)
- ФК Серпухов (Серпухов) — ФК Видное (Видное) 4:2 (2:0)
- ФК Селтик (Шатура) — СШ Волна (Дубна) 1:0 (0:0)

Лидер — ФК Олимп (Москва)

20 тур

22 сентября, 16:00

- СК Зоркий-2 (Красногорск) — ФК Селтик (Шатура) 9:0 (2:0)
- СШ Волна (Дубна) — ФК Серпухов (Серпухов) 1:5 (1:2)
- ФК Видное (Видное) — СШ Метеор (Балашиха) 0:1 (0:0)
- СШ Спартак-Орехово (Орехово-Зуево) — СК Синьково (Новосиньково) 5:1 (3:1)
- ФК Венюково (Чехов) — Легион (Ивантеевка) 1:8 (0:3)
- СШ Орбита-Юниор (Дзержинский) — СДЮСШОР (Бронницы) 1:2 (1:1)
- ФК Олимп (Москва) — СШ Можайск (Можайск) 5:0 (1:0)

Лидер — ФК Олимп (Москва)

21 тур

29 сентября, 12:00

- ФК Серпухов (Серпухов) — ФК Селтик (Шатура) 7:0 (2:0)

14:00

- СШ Можайск (Можайск) — СШ Орбита-Юниор (Дзержинский) 3:1 (1:0)
- СДЮСШОР (Бронницы) — ФК Венюково (Чехов) 4:0 (1:0)
- СШ Спартак-Орехово (Орехово-Зуево) — Легион (Ивантеевка) 0:4 (0:1)
- СК Синьково (Новосиньково) — ФК Видное (Видное) 2:5 (2:1)
- СШ Метеор (Балашиха) — СШ Волна (Дубна) 0:4 (0:2)

16:00

- ФК Олимп (Москва) — СК Зоркий-2 (Красногорск) 2:1 (1:1)

Лидер — ФК Олимп (Москва)

22 тур

6 октября, 14:00

- СШ Волна (Дубна) — СК Синьково (Новосиньково) 4:0 (3:0)
- ФК Видное (Видное) — Легион (Ивантеевка) 2:2 (2:1)
- ФК Венюково (Чехов) — СШ Можайск (Можайск) 3:2 (2:1)

14:30

- ФК Селтик (Шатура) — СШ Метеор (Балашиха) 1:1 (1:0)

15:20

- СШ Спартак-Орехово (Орехово-Зуево) — СДЮСШОР (Бронницы) 0:1 (0:1)

16:00

- СК Зоркий-2 (Красногорск) — ФК Серпухов (Серпухов) 0:5 (0:2)
- СШ Орбита-Юниор (Дзержинский) — ФК Олимп (Москва) 1:1 (1:1)

Лидер — ФК Олимп (Москва)

23 тур

13 октября, 14:00

- СШ Можайск (Можайск) — СШ Спартак-Орехово (Орехово-Зуево) 3:2 (1:0)
- СДЮСШОР (Бронницы) — ФК Видное (Видное) 5:2 (2:0)
- Легион (Ивантеевка) — СШ Волна (Дубна) 1:2 (1:1)
- СК Синьково (Новосиньково) — ФК Селтик (Шатура) 4:2 (2:1)
- СШ Метеор (Балашиха) — ФК Серпухов (Серпухов) 0:1 (0:0)

15:00

- ФК Олимп (Москва) — ФК Венюково (Чехов) 4:0 (2:0)

16:00

- СШ Орбита-Юниор (Дзержинский) — СК Зоркий-2 (Красногорск) 1:4 (1:3)

Лидер — ФК Олимп (Москва)

24 тур

20 октября, 14:00

- СК Зоркий-2 (Красногорск) — СШ Метеор (Балашиха) 1:0 (0:0)
- ФК Селтик (Шатура) — Легион (Ивантеевка) 0:5 (0:2)
- СШ Волна (Дубна) — СДЮСШОР (Бронницы) 0:0 (0:0)
- ФК Видное (Видное) — СШ Можайск (Можайск) 0:1 (0:1)

15:00

- ФК Венюково (Чехов) — СШ Орбита-Юниор (Дзержинский) 3:1 (0:1)

16:00

- ФК Серпухов (Серпухов) — СК Синьково (Новосиньково) 7:1 (3:0)

21 октября

- СШ Спартак-Орехово (Орехово-Зуево) — ФК Олимп (Москва) 0:2 (0:1)

Лидер — ФК Олимп (Москва)

25 тур

27 октября, 14:00

- ФК Венюково (Чехов) — СК Зоркий-2 (Красногорск) 4:8 (1:4)
- ФК Видное (Видное) — ФК Олимп (Москва) 1:4 (1:1)
- СШ Можайск (Можайск) — СШ Волна (Дубна) 2:3 (2:3)
- СДЮСШОР (Бронницы) — ФК Селтик (Шатура) 7:0 (1:0)
- Легион (Ивантеевка) — ФК Серпухов (Серпухов) 2:1 (1:1)
- СК Синьково (Новосиньково) — СШ Метеор (Балашиха) 2:1 (0:0)

16:00

- СШ Орбита-Юниор (Дзержинский) — СШ Спартак-Орехово (Орехово-Зуево) 2:2 (2:1)

Лидер — ФК Олимп (Москва)

26 тур

17 октября, 18:00

- СШ Волна (Дубна) — ФК Олимп (Москва) 2:3 (2:3)

3 ноября, 14:00

- СК Зоркий-2 (Красногорск) — СК Синьково (Новосиньково) 1:1 (1:0)
- СШ Метеор (Балашиха) — Легион (Ивантеевка) 2:1 (0:0)
- ФК Серпухов (Серпухов) — СДЮСШОР (Бронницы) 5:1 (3:0)
- ФК Селтик (Шатура) — СШ Можайск (Можайск) 4:1 (2:1)
- СШ Спартак-Орехово (Орехово-Зуево) — ФК Венюково (Чехов) 6:0 (3:0)

15:00

- ФК Видное (Видное) — СШ Орбита-Юниор (Дзержинский) 2:3 (1:2)

Победитель — ФК Олимп (Москва)

### Кубок России среди команд 3 дивизиона, зона «Московская область»
Турнир проходил со 2 мая по 10 октября 2018 года.
|  | 1/16 финала                   | 1/16 финала |  |  | ⅛ финала       | ⅛ финала |  |  | ¼ финала | ¼ финала |  |  | Полуфинал | Полуфинал |  |  | Финал | Финал |
|  |                               |             |  |  |                |          |  |  |          |          |  |  |           |           |  |  |       |       |
|  |                               |             |  |  |                |          |  |  |          |          |  |  |           |           |  |  |       |       |
|  |                               |             |  |  |                |          |  |  |          |          |  |  |           |           |  |  |       |       |
|  |                               |             |  |  |                |          |  |  |          |          |  |  |           |           |  |  |       |       |
|  |                               |             |  |  |                |          |  |  |          |          |  |  |           |           |  |  |       |       |
|  |                               |             |  |  |                |          |  |  |          |          |  |  |           |           |  |  |       |       |
|  |                               |             |  |  |                |          |  |  |          |          |  |  |           |           |  |  |       |       |
|  |                               |             |  |  |                |          |  |  |          |          |  |  |           |           |  |  |       |       |
|  |                               |             |  |  |                |          |  |  |          |          |  |  |           |           |  |  |       |       |
|  |                               |             |  |  |                |          |  |  |          |          |  |  |           |           |  |  |       |       |
|  | Витязь (Подольск)             | 3           |  |  |                |          |  |  |          |          |  |  |           |           |  |  |       |       |
|  | Венюково (Чехов)              | 0           |  |  |                |          |  |  |          |          |  |  |           |           |  |  |       |       |
|  | СтАрс (Коломна)               | 3           |  |  |                |          |  |  |          |          |  |  |           |           |  |  |       |       |
|  | Селтик (Шатура)               | 0           |  |  |                |          |  |  |          |          |  |  |           |           |  |  |       |       |
|  | Квант (Обнинск)               | 2           |  |  |                |          |  |  |          |          |  |  |           |           |  |  |       |       |
|  | Видное                        | 2           |  |  |                |          |  |  |          |          |  |  |           |           |  |  |       |       |
|  | Сатурн-2 (Раменское)          | 3           |  |  |                |          |  |  |          |          |  |  |           |           |  |  |       |       |
|  | СК Синьково (Новосиньково)    | 1           |  |  |                |          |  |  |          |          |  |  |           |           |  |  |       |       |
|  | Истра                         | 9           |  |  |                |          |  |  |          |          |  |  |           |           |  |  |       |       |
|  | СШ Орбита-Юниор (Дзержинский) | 1           |  |  | Долгопрудный-2 | 1        |  |  |          |          |  |  |           |           |  |  |       |       |
|  | ФСК Долгопрудный-2            | 5           |  |  |                |          |  |  |          |          |  |  |           |           |  |  |       |       |
|  | Зоркий-2 (Красногорск)        | 1           |  |  |                |          |  |  |          |          |  |  |           |           |  |  |       |       |
|  | Керамик (Балашиха)            | 4           |  |  | Керамик        | +        |  |  |          |          |  |  |           |           |  |  |       |       |
|  | СШ Волна (Дубна)              | 3           |  |  | Волна          | -        |  |  |          |          |  |  |           |           |  |  |       |       |
|  | Знамя (Ногинск)               | 0           |  |  |                |          |  |  |          |          |  |  |           |           |  |  |       |       |
|  | СШ Метеор (Балашиха)          | 1           |  |  |                |          |  |  |          |          |  |  |           |           |  |  |       |       |
|  | ФК Сергиев Посад              | 3           |  |  | Сергиев Посад  | 0        |  |  |          |          |  |  |           |           |  |  |       |       |
|  | Легион (Ивантеевка)           | 3           |  |  | Легион         | 2        |  |  |          |          |  |  |           |           |  |  |       |       |
|  | Центр спорта (Лобня)          | 0           |  |  |                |          |  |  |          |          |  |  |           |           |  |  |       |       |
|  |                               |             |  |  |                |          |  |  |          |          |  |  |           |           |  |  |       |       |
|  |                               |             |  |  | Титан          | 6        |  |  |          |          |  |  |           |           |  |  |       |       |
|  | СШ Можайск (Можайск)          | 2           |  |  | Можайск        | 1        |  |  |          |          |  |  |           |           |  |  |       |       |
|  | ФК Металлист (Королёв)        | 0           |  |  |                |          |  |  |          |          |  |  |           |           |  |  |       |       |

1/16 финала

2 мая

- СШ Спартак-Орехово (Орехово-Зуево) — Люберцы 0:2, д.в.
- СДЮСШОР (Бронницы) — УОР №5 (Егорьевск) 0:1 (0:0)
- Серпухов — Пересвет (Домодедово) 3:2 (2:2)
- Видное — Сатурн-2 (Раменское) 2:3 (1:0)
- Селтик (Шатура) — Квант (Обнинск) 0:2 (0:0)
- Олимп (Москва) — Витязь (Подольск) 2:3, д.в. (0:0, 2:2)
- Зоркий-2 (Красногорск) — Керамик (Балашиха) 1:4 (1:3)
- СШ Волна (Дубна) — Знамя (Ногинск) 3:0 (1:0)
- СК Синьково (Новосиньково) — Истра 1:9 (1:3)
- СШ Орбита-Юниор (Дзержинский) — ФСК Долгопрудный-2 1:5 (0:1)
- Легион (Ивантеевка) — Центр спорта (Лобня) 3:0 (1:0)
- СШ Метеор (Балашиха) — ФК Сергиев Посад 1:3 (0:2)
- СШ Можайск (Можайск) — ФК Металлист (Королёв) 2:0 (2:0)

9 мая

- Венюково (Чехов) — СтАрс (Коломна) 0:3 (0:2)

1/8 финала

6 июня

- УОР №5 (Егорьевск) — Серпухов 9:2 (2:0)
- Витязь (Подольск) — СтАрс 2:0 (1:0)
- Керамик (Балашиха) — СШ Волна (Дубна) 3:0 (+:–), технич.
- Истра — ФСК Долгопрудный-2 3:1 (1:0)
- ФК Сергиев Посад — Легион (Ивантеевка) 0:2 (0:1)
- Титан (Клин) — СШ Можайск (Можайск) 6:1 (2:0)

4 июля

- Квант (Обнинск) — Сатурн-2 (Раменское) 9:2 (4:2)
- Люберцы — Коломна-2 7:0 (3:0)

1/4 финала

30 июля

- Истра — Керамик (Балашиха) 1:3 (0:2)
- Легион (Ивантеевка) — Титан (Клин) 3:1 (2:0)
- Витязь (Подольск) — Квант (Обнинск) 3:0 (+:–), технич.

8 августа

- УОР №5 (Егорьевск) — Люберцы 1:3 (0:2)[190]

1/2 финала

29 августа

- Люберцы — Витязь (Подольск) 1:1 (0:1, 1:1, 1:1, 1:1, пен 4:3)
- Керамик (Балашиха) — Легион (Ивантеевка) 2:0 (1:0)

Финал

Первый матч, 19 сентября, 16:00

- ФК Люберцы — Керамик 2:1 (0:0)

Ответный матч, 10 октября, 18:00

- Керамик — ФК Люберцы 0:3 (0:0)

## Москва(МРО Центр)

### Первенство зоны «Москва»
Турнир в зоне «Москва» проходил с 11 апреля по 26 октября.
ФК «Росич», получивший право участия в сезоне ПФЛ 2018/19, начинает сезон в третьем дивизионе. По ходу прошлого сезона с соревнований снялись 4 команды: «Ника», «Крылья Советов», «Металлург» и «Солярис-М». ФК «Буревестник», принимавший участие в Чемпионате Москвы 2017 года и занявший в турнирной таблице 7 место, прошёл аттестацию КФК и был заявлен в третий дивизион. Молодёжная команда ФК «Велес» перешла под эгиду ДЮСШ № 75 «Савёловская», на базе которой был создан основной клуб. ФК «Град» сменил название на «Вулкан».
| М  | Команда          | И  | В  | Н | П  | Мячи     | ±    | О  | Примечания                                    |
| -- | ---------------- | -- | -- | - | -- | -------- | ---- | -- | --------------------------------------------- |
| 1  | Росич            | 28 | 25 | 2 | 1  | 116 − 19 | +97  | 77 |                                               |
| 2  | Зеленоград       | 28 | 23 | 2 | 3  | 116 − 27 | +89  | 71 |                                               |
| 3  | ФШМ              | 28 | 23 | 1 | 4  | 78 − 21  | +57  | 70 |                                               |
| 4  | Троицк           | 28 | 17 | 4 | 7  | 70 − 30  | +40  | 55 | Понижение в IV дивизион (дивизион «Б» Москвы) |
| 5  | Спортакадемклуб  | 28 | 15 | 3 | 10 | 66 − 42  | +24  | 48 |                                               |
| 6  | Строгино-М       | 28 | 12 | 5 | 11 | 47 − 53  | −6   | 41 |                                               |
| 7  | Вулкан           | 28 | 12 | 4 | 12 | 64 − 47  | +17  | 40 |                                               |
| 8  | Летний дождик    | 28 | 12 | 4 | 12 | 50 − 55  | −5   | 40 |                                               |
| 9  | СШ №75           | 28 | 11 | 3 | 14 | 92 − 70  | +22  | 36 |                                               |
| 10 | Локомотив-U19    | 28 | 9  | 8 | 11 | 41 − 55  | −14  | 35 |                                               |
| 11 | Приалит (Реутов) | 28 | 7  | 2 | 19 | 37 − 73  | −36  | 23 |                                               |
| 12 | Зенит            | 28 | 6  | 5 | 17 | 38 − 93  | −55  | 23 |                                               |
| 13 | Буревестник      | 28 | 5  | 5 | 18 | 28 − 78  | −50  | 20 |                                               |
| 14 | Химки-М          | 28 | 5  | 4 | 19 | 31 − 66  | −35  | 19 | Снялся с соревнований                         |
| 15 | Интер-Альфа      | 28 | 1  | 2 | 25 | 16 − 161 | −145 | 5  | Снялся с соревнований                         |
| -  | Чертаново-М      | 0  | 0  | 0 | 0  | 0 − 0    | 0    | 0  | Снялся с соревнований                         |

И — игры, В — выигрыши, Н — ничьи, П — проигрыши, Мячи — забитые и пропущенные голы, ± — разница голов, О — очки

Футбольный клуб «Вулкан» за нарушение порядка оформления перехода футболистов Могилевского А. К. и Пантюхова И. А. наказан техническим поражением в матче с ФК «Зеленоград».
8 июня команда «Чертаново-М» получила по решению Контрольно-дисциплинарного комитета МФФ 4 технических поражения со счётом 0:3 в трёх матчах Третьего дивизиона и одном поединке Кубка Москвы среди ЛФК сезона 2018 года вследствие участия в этих матчах в составе чертановского коллектива незаявленного футболиста Максима Майровича (на тот момент заявленного за клуб ПФЛ «Афипс»).
Матч 14 тура между молодёжными командами клубов ФНЛ «Химки» и «Чертаново» не был сыгран из-за неявки на матч чертановского коллектива. 25 июня было объявлено, что молодёжная команда ФК «Чертаново» снимается с розыгрыша Первенства России — Третий дивизион 2018 года. Это связано с заявкой этого коллектива в первенство Профессиональной футбольной лиги (зона «Запад»). В связи с тем, что команда «Чертаново-м» провела менее половины матчей турнира, результаты встреч с её участием аннулируются. Календарь чемпионата остаётся неизменным. Команды, которые согласно календарю должны были играть с «Чертаново-м», будут пропускать тур.
13 августа 2018 года на заседании Контрольно-дисциплинарного комитета Московской федерации футбола было принято решение о наложении санкций на команду ФШМ за участие футболиста Аджиева Г. А. в матче Кубка города Москвы между командами ФШМ и «Химки-М», состоявшемся 06 июля и в матче первенства России между командами ФШМ и «Росич», состоявшемся 11 июля. Результаты кубкового матча (3:1) и матча первенства (1:1) были аннулированы, командам «Химки-М» и «Росич» присуждены технические победы 3:0.
13 августа молодёжная команда ФК «Химки» снялась с розыгрыша в связи с включением этого коллектива в число участников соревнований ПФЛ 2018/19. В связи с тем, что команда «Химки-м» провела более половины матчей турнира, в оставшихся поединках первенства ей были засчитаны поражения со счётом 0:3. Также, соответственно, химкинскому коллективу засчитывались техническое поражение в полуфинальном поединке Кубка Москвы с «Зеленоградом».
5 октября матч между командами «СШ-75» и «Интер-Альфа» завершился разгромом «Интера» со счётом 43:1. 9 октября стало известно, что клуб «Интер» снимается с розыгрыша первенства в связи с материальными трудностями. В связи с тем, что команда провела более половины матчей турнира, в оставшихся двух поединках первенства ей засчитываются поражения со счётом 0:3.
Одержав 5 октября победу над «Спортакадемклубом» и 18 октября над СШ-75, «Росич» одержал победу в первенстве и получил путёвку в финальный турнир 3 дивизиона и право на выход в ПФЛ.

#### Изменение лидера по ходу турнира
Результаты 1 тура

(10 апреля)

- Строгино — Спортакадемклуб — 2:1 (0:0)

(11 апреля)

- Химки — Зенит — 3:3 (1:1)
- Росич — Интер — 3:1 (3:1)
- ФШМ — Летний дождик — 5:3 (3:2)
- Локомотив — Чертаново — 3:0 (тех)
- Приалит — СШ-75 — 2:1 (1:1)

(17 апреля)

- Вулкан — Зеленоград — 0:3 (тех. поражение ФК «Вулкан»)[193]

Встреча «Троицк» — «Буревестник» перенесена на более поздний срок.

Лидер — ФШМ (больше забитых мячей, чем у Росича)

Результаты 2 тура

(18 апреля)

- Интер — Химки — 0:3 (0:2)
- ФШМ — Росич — 0:1 (0:1)
- Летний дождик — Зеленоград — 1:1 (1:0)
- Буревестник — Вулкан — 0:7 (0:3)
- Приалит — Зенит — 3:0 (1:0)
- Чертаново — Строгино — 5:1 (2:0)

Лидер — Приалит (победа в матче), РМ=4, 2 место — Росич (за счёт победы над ФШМ), РМ=3 — по 6 очков

(19 апреля)

- СШ-75 — Локомотив — 2:1 (1:1)
- Троицк — Спортакадемклуб — 1:0 (1:0)

Результаты 3 тура

(24 апреля)

- Химки-м — ФШМ — 0:1 (0:0)
- Вулкан — Спортакадемклуб — 0:1 (0:0)
- Зеленоград — Буревестник — 4:0 (3:0)
- Локомотив — Зенит — 2:2 (1:2)
- Строгино-м — СШ-75 — 5:2 (4:1)
- Троицк — Чертаново-м — 3:1 (1:0)
- Приалит — Интер — 0:1 (0:0)
- Росич — Летний дождик — 1:0 (0:0)

Лидер — Росич

Результаты 4 тура

(27 апреля)

- Росич — Химки-м — 1:0 (0:0)
- Зенит — Строгино-м — 6:1 (4:1)
- ФШМ — Приалит — 5:0 (3:0)
- СШ-75 — Троицк — 2:2 (2:1)
- Интер — Локомотив — 0:2 (0:1)
- Летний дождик — Буревестник — 4:1 (2:1)
- Спортакадемклуб — Зеленоград — 2:0 (0:0)

Лидер — Росич

Результаты 5 тура

(2 мая)

- Буревестник — Спортакадемклуб 0:5 (0:1)
- Химки-м — Летний дождик 4:3 (2:1)
- Приалит — Росич 4:8 (0:5)
- Локомотив-м — ФШМ 0:3 (0:1)
- Строгино-м — Интер 3:3 (1:3)
- Троицк — Зенит 3:2 (0:0)
- Вулкан — СШ-75 2:2 (2:2)
- Зеленоград — Чертаново-м 4:7 (2:6)

Лидер — Росич

Результаты 6 тура

(11 мая)

- СШ-75 — Зеленоград 3:5 (1:3)
- Зенит — Вулкан 1:6 (0:4)
- Строгино-м — ФШМ 1:1 (1:0)
- Летний дождик — Спортакадемклуб 1:2 (0:1)
- Интер — Троицк 0:5 (0:3)
- Приалит — Химки-м 4:1 (1:0)
- Чертаново-м — Буревестник 0:3 (тех)
- Локомотив — Росич 1:2 (0:1)

Лидер — Росич

Результаты 7 тура
(16 мая)

- Строгино-м — Росич 1:3 (0:1)
- Зеленоград — Зенит 7:0 (3:0)
- Буревестник — СШ-75 3:2 (2:1)
- Вулкан — Интер 3:1 (1:1)
- Приалит — Летний дождик 0:1 (0:0)
- Локомотив-м — Химки-м 0:0 (0:0)
- Троицк — ФШМ 0:2 (0:0)

(17 мая)

- Спортакадемклуб — Чертаново-м 3:0 (тех)

Лидер — Росич (до 9-10 тура)

Результаты 8 тура
21 мая

- Химки-м — Строгино-м 0:3 (0:2)

22 мая

- СШ-75 — Спортакадемклуб 1:2 (0:1)
- Зенит — Буревестник 2:0 (0:0)
- Росич — Троицк 3:2 (0:1)
- ФШМ — Вулкан 2:1 (1:1)
- Летний дождик — Чертаново-м 2:4 (1:3)
- Приалит — Локомотив-м 0:2 (0:1)
- Интер — Зеленоград 0:9 (0:3)

Лидер — Росич

Результаты 9 тура

25 мая

14:00

- Вулкан — Росич 0:0 (0:0)
- Зеленоград — ФШМ 0:1 (0:0)

15:00

- Спортакадемклуб — Зенит 5:0 (2:0)
- Буревестник — Интер 1:1 (1:0)

16:00

- Локомотив — Летний дождик 5:2 (3:0)

18:00

- Чертаново-м — СШ-75 9:0 (5:0)
- Строгино-м — Приалит 5:0 (3:0)
- Троицк — Химки-м 3:0 (1:0)

Лидер — Росич

Результаты 10 тура

29 мая

17:00

- Буревестник — ФШМ 0:7 (0:6)

30 мая

12:00

- Химки-м — Вулкан 2:2 (0:1)

17:00

- Интер — Спортакадемклуб 1:3 (0:0)

17:30

- Летний дождик — СШ-75 6:2 (3:1)
- Локомотив — Строгино-м 1:1 (1:0)

18:00

- Росич — Зеленоград 3:5 (2:4)

18:30

- Приалит — Троицк 0:2 (0:1)

31 мая

16:00

- Чертаново-м — Зенит 4:1 (2:1)

Лидер — Росич (за счёт победы над ФШМ в личной встрече)

Результаты 11 тура

5 июня, 12:00

- СШ-75 — Зенит 3:3 (1:2)

15:00

- Спортакадемклуб — ФШМ 0:2 (0:1)

16:30

- Вулкан — Приалит 3:0 (0:0)

18:00

- Росич — Буревестник 8:1 (4:0)
- Чертаново-м — Интер 8:1 (5:0)
- Строгино-м — Летний дождик 0:1 (0:1)

18:30

- Троицк — Локомотив 6:0 (6:0)
- Зеленоград — Химки-м 5:3 (3:1)

Лидер — Лидер — Росич (за счёт победы над ФШМ в личной встрече)

Результаты 12 тура

8 июня

16:00

- Интер — СШ-75 — 1:6 (1:1)

16:30

- Химки-м — Буревестник — 0:0 (0:0)

17:30

- Летний дождик — Зенит — 4:0 (0:0)

18:00

- Чертаново-м — ФШМ — 1:5 (1:2)
- Росич — Спортакадемклуб — 2:0 (0:0)
- Локомотив — Вулкан — 2:1 (1:1)
- Строгино-м — Троицк — 0:3 (0:2)

19:00

- Приалит — Зеленоград — 1:2 (0:0)

Лидер — Росич

Результаты 13 тура

12 июня

13:00

- Зенит — Интер 5:0 (3:0)

15:00

- Спортакадемклуб — Химки-м 3:1 (0:0)

17:00

- Буревестник — Приалит 3:3 (2:1)

13 июня

12:00

- Вулкан — Строгино-м 2:1 (1:1)

16:00

- Троицк — Летний дождик 0:0 (0:0)

18:00

- Росич — Чертаново-м 1:1 (0:1)
- СШ-75 — ФШМ 0:3 (0:0)

18:30

- Зеленоград — Локомотив 4:1 (2:1)

Лидер — ФШМ (лучшая разница мячей)

Результаты 14 тура

21 июня, 17:30

- Спортакадемклуб — Приалит 4:2 (3:0)

22 июня

13:00

- Зенит — ФШМ 0:6 (0:2)

16:00

- Локомотив — Буревестник 3:3 (2:2)

16:30

- Химки-м — Чертаново-м 3:0 (тех.)

17:30

- Летний дождик — Интер 3:1 (1:1)

18:00

- Росич — СШ-75 7:0 (3:0)
- Строгино-м — Зеленоград 0:5 (0:3)
- Троицк — Вулкан 4:0 (1:0)

Лидер — ФШМ (лучшая разница мячей)

Результаты 15 тура

26 июня, 17:00

- Буревестник — Строгино-м — 0:2 (0:1)

27 июня, 16:00

- Спортакадемклуб — Локомотив-м — 7:0 (3:0)
- Вулкан — Летний дождик — 3:0 (0:0)

18:00

- Росич — Зенит — 8:0 (5:0)

18:30

- Зеленоград — Троицк — 2:0 (1:0)

28 июня, 12:00

- СШ-75 — Химки-м — 2:4 (1:1)

29 июня, 17:00

- Интер — ФШМ — 0:3 (0:1)

Лидер — Росич (одинаковая разница мячей, больше голов)

Результаты 16 тура

30 июня, 15:00

- Спортакадемклуб — Строгино-м — 7:2 (1:1)

3 июля, 14:00

- Зенит — Химки-м — 0:3 (0:1)

16:00

- Буревестник — Троицк — 0:2 (0:1)
- СШ-75 — Приалит — 3:1 (0:0)

17:00

- Летний дождик — ФШМ — 1:3 (1:2)

18:00

- Интер — Росич — 0:15 (0:5)

18:30

- Зеленоград — Вулкан — 6:3 (2:2)

Лидер — Росич (лучше разница мячей, больше голов)

Результаты 17 тура (14-17 игр)

10 июля, 16:00

- Вулкан - Буревестник 3:0 (2:0)

17:00

- Спортакадемклуб - Троицк 1:3 (1:1)

11 июля, 18:00

- Химки-м — Интер 7:0 (6:0)
- Росич - ФШМ 1:1 (1:0) → 3:0 (тех)
- Приалит - Зенит 3:0 (2:0)

18:30

- Зеленоград - Летний дождик 8:0 (3:0)

Промежуточный лидер - Росич

Результаты перенесённого матча 20 тура

12 июля, 16:00

- Спортакадемклуб - Буревестник 3:1 (2:1)

Лидер — Росич

---

Турнир возобновится в середине августа.

---

Результаты 18 тура

15 августа, 11:00

- СШ-75 — Строгино-м 1:2 (0:1)

15 августа, 17:00

- Зенит — Локомотив 0:3 (0:1)
- Интер — Приалит 0:5 (0:2)
- Летний дождик — Росич 1:3 (1:1)

16 августа, 12:00

- Спортакадемклуб — Вулкан 4:2 (1:2)

Промежуточный лидер — Росич

Перенесённый матч 25 тура

19 августа, 12:00

- Спортакадемклуб — Интер 7:1 (-:-)

Лидер — Росич

Результаты 19 тура

24 августа, 16:00

- Локомотив — Интер 3:0 (0:0)

17:00

- Троицк — СШ-75 4:3 (1:2)
- Зеленоград — Спортакадемклуб 4:2 (2:0)

17:30

- Строгино-м — Зенит 1:0 (0:0)

18:00

- Приалит — ФШМ 1:4 (0:1)
- «Буревестник» — «Летний дождик» - перенесён

Лидер — Росич

Результаты матчей 18, 20 и 21 туров

18 тур, 28 августа, 17:00

- Буревестник — Зеленоград 0:5 (0:2)

20 тур, 29 августа, 16:00

- ФШМ — Локомотив 4:2 (2:0)
- Росич — Приалит 3:1 (1:1)

17:00

- Зенит — Троицк 0:4 (0:2)

17:30

- СШ-75 — Вулкан 1:0 (0:0)

18:00

- Интер — Строгино-м 0:1 (0:1)

21 тур, 29 августа, 17:00

- Спортакадемклуб — Летний дождик 1:1 (0:1)

Лидер — Росич

Результаты матчей 19, 21 и 29 туров

21 тур, 5 сентября, 14:00

- Вулкан — Зенит 2:2 (0:0)

16:00

- Росич — Локомотив 4:0 (3:0)
- Зеленоград — СШ-75 8:0 (2:0)

16:30

- ФШМ — Строгино-м 4:2 (1:0)

19 тур, 5 сентября, 17:00

- Буревестник — Летний дождик 0:2 (0:0)

29 тур, 5 сентября, 17:00

- Приалит — Спортакадемклуб 1:0 (1:0)

__ тур

- Приалит — Химки 3:0 (тех)

21 тур, 6 сентября, 16:30

- Троицк — Интер 6:0 (6:0)

Лидер — Росич

Результаты матчей 22 тура

11 сентября, 16:00

- Росич — Строгино-м 2:0 (1:0)

12 сентября, 14:00

- Зенит — Зеленоград 1:0 (0:0)

16:00

- СШ-75 — Буревестник 2:1 (2:1)

16:30

- ФШМ — Троицк 2:0 (0:0)

17:00

- Интер — Вулкан 0:6 (0:4)
- Летний дождик — Приалит 2:1 (2:1)

Результат матча 30 тура

- Локомотив — Спортакадемклуб — 0:0 (0:0)

Технический результат

- Химки — Локомотив 0:3 (тех)

Лидер — Росич

Результаты матчей 23 тура

18 сентября, 14:00

- Вулкан — ФШМ 0:2 (0:1)

15:00

- Зеленоград — Интер 0:2 (0:1)
- Спортакадемклуб — СШ-75 0:1 (0:1)

16:00

- Локомотив — Приалит 5:1 (2:1)
- Троицк — Росич 0:1 (0:0)

18:00

- Буревестник — Зенит 1:3 (0:1)

Лидер — Росич

Результаты матчей 24 тура

20 сентября, 12:00

- Зенит — Спортакадемклуб 2:2 (2:1)

21 сентября, 16:00

- Росич — Вулкан 4:1 (4:0)

16:30

- ФШМ — Зеленоград 0:3 (0:0)

17:00

- Приалит — Строгино-м 2:2 (1:1)
- Летний дождик — Локомотив-м 1:1 (0:1)

17:30

- Интер — Буревестник 1:3 (0:2)

Лидер — Росич

Результаты матчей 25 тура

26 сентября, 15:00

- Зеленоград — Росич 2:2 (1:0)

16:30

- ФШМ — Буревестник 4:0 (2:0)

17:00

- СШ-75 — Летний дождик 2:1 (0:0)

17:30

- Строгино-м — Локомотив 1:1 (1:1)

27 сентября, 16:00

- Троицк — Приалит 5:0 (4:0)

Лидер — Росич

Результаты матчей 26 тура

2 октября, 12:00

- Зенит — СШ-75 — 1:3 (1:1)

16:00

- Приалит — Вулкан — 1:2 (1:1)
- Локомотив — Троицк — 1:1 (0:0)

16:30

- ФШМ — Спортакадемклуб — 4:1 (3:0)
- Летний Дождик — Строгино-м — 2:1 (1:0)

18:00

- Буревестник — Росич — 0:1 (0:0)

Лидер — Росич

Результаты матчей 27 тура

4 октября, 15:00

- Зеленоград — Приалит — 6:0 (2:0)

5 октября, 11:00

- Зенит — Летний Дождик — 1:3 (1:1)

13:00

- СШ-75 — Интер 43:1 (21:1)[200]

  - После этого матча «Интер» снялся с первенства[201]

14:00

- Вулкан — Локомотив — 3:0 (1:0)

15:00

- Спортакадемклуб — Росич — 0:7 (0:2)

16:00

- Троицк — Строгино-м — 1:2 (0:0)

Лидер — Росич

Результаты матчей 28 тура

10 октября, 16:00

- Приалит — Буревестник — 0:2 (0:2)

16:30

- ФШМ — СШ-75 — 0:1 (0:0)
- Летний Дождик — Троицк — 1:2 (1:0)

17:00

- Локомотив — Зеленоград — 0:4 (0:1)

17:30

- Строгино-м — Вулкан — 3:2 (1:1)

Лидер — Росич

Результаты матчей 29 тура

17 октября, 14:30

- Вулкан — Троицк 2:4 (0:3)

15:00

- Зеленоград — Строгино-м 3:1 (2:0)

  - «Зеленограду» необходимо побеждать

16:00

- Буревестник — Локомотив 2:0 (2:0)

16:30

- ФШМ — Зенит 4:1 (1:0)

18 октября, 12:00

- СШ-75 — Росич 0:3 (0:0)

  - «Росич» стал победителем зоны[279]
- Летний дождик - Интер 3:0 (тех. победа)

Лидер — Росич

Перенесённый матч 1 тура, 19 октября, 15:30

- Троицк — Буревестник 3:3 (0:1)

Результаты матчей 30 тура

24 октября, 14:00

- Зенит - Росич 0:13 (0:3)

14:30

- Летний дождик - Вулкан 1:5 (0:0)

15:30

- Троицк — Зеленоград 1:3 (0:1)

17:30

- Строгино-м - Буревестник 1:0 (1:0)

Технические победы

- СШ-75
- ФШМ

Результаты перенесённого матча 17 тура

26 октября, 17:00

- Локомотив - СШ-75 2:1 (2:1)

Победитель: Росич

### Кубок Москвы среди ЛФК
1/16 финала
7 мая
- СК ОД-80 — Вулкан 0:12 (0:4)

8 мая
- Чертаново-м — Воробьёвы горы 4:1 (1:1)
- Приалит (Реутов) — ФШМ-2 5:4 (2:4)
- Росич-м — Зенит 1:1 (0:1), по пен. 4:2
- Строгино-м — Спартак-2 4:1 (2:0)

9 мая
- Буревестник — Сетунь-Кунцево 0:1 (0:0)[283][284]

1/8 финала
18 июня
- Росич-м — Зеленоград 1:7 (0:4)
- Спортакадемклуб — Строгино-м 3:1 (3:1)
- Летний дождик — Воробьёвы горы 9:1 (5:0)

19 июня
- Интер — ФШМ 0:4 (0:4)
- Сетунь-Кунцево — Химки-м 1:5 (0:4)
- Троицк — Вулкан 0:1 (0:0)
- Приалит (Реутов) — Росич 0:3 (0:3)
- Локомотив — СШ-75 0:0 (0:0), по пен. 4:2[285]

1/4 финала
6 июля
- Спортакадемклуб — Зеленоград 1:4 (0:1)
- Вулкан — Летний дождик 3:0 (1:0)
- Химки-М — ФШМ 3:1 (1:1) → 3:0 (тех)

10 августа
- Росич — Локомотив 5:0 (2:0)

1/2 финала
- Химки-м — Зеленоград 0:3 (тех)

21 августа
- Вулкан — Росич 1:4 (0:0)

Финал
15 сентября, 12:00 (MSK)
- Росич — Зеленоград 1:2 (0:1)

## Финальный этап

### Финал Первенства России. III дивизион
Финальный турнир среди команд ЛФК прошёл с 5 по 11 ноября 2018 года в Сочи.

#### Групповой этап
Группа А
| № | Команды               | 1   | 2   | 3   | 4   | В | Н | П | Голы | ±  | О |
| - | --------------------- | --- | --- | --- | --- | - | - | - | ---- | -- | - |
| 1 | Металлург (Аша)       |     | 1:0 | 3:0 | 3:0 | 3 | 0 | 0 | 7-0  | +7 | 9 |
| 2 | Люберцы               | 0:1 |     | 4:1 | 1:0 | 2 | 0 | 1 | 5-2  | +3 | 6 |
| 3 | Лада (Димитровград)   | 0:3 | 1:4 |     | 5:0 | 1 | 0 | 2 | 6-7  | −1 | 3 |
| 4 | Магас-ИнгГУ (Назрань) | 0:3 | 0:1 | 0:5 |     | 0 | 0 | 3 | 0-9  | -9 | 0 |

Группа В
| № | Команды                | 1   | 2   | 3   | 4   | В | Н | П | Голы | ±  | О |
| - | ---------------------- | --- | --- | --- | --- | - | - | - | ---- | -- | - |
| 1 | Химик-Август (Вурнары) |     | 1:0 | 0:0 | 2:2 | 1 | 2 | 0 | 3-2  | +1 | 5 |
| 2 | Росич (Московский)     | 0:1 |     | 2:0 | 2:2 | 1 | 1 | 1 | 4-3  | +1 | 4 |
| 3 | Ноглики                | 0:0 | 0:2 |     | 4:1 | 1 | 1 | 1 | 4-3  | +1 | 4 |
| 4 | Факел (Киров)          | 2:2 | 2:2 | 1:4 |     | 0 | 2 | 1 | 5-8  | -3 | 2 |

5 ноября. 1-й тур

Группа А.

- 12:30 Люберцы (Люберцы) — Лада (Димитровград) 4:1 (3:1)
- 14:30 Магас-ИнгГУ (Назрань) — Металлург (Аша) 0:3 (0:0)

Группа В.

- 13:15 Химик-Август (Вурнары) — Ноглики (Ноглики) 0:0 (0:0)
- 14:00 Факел (Киров) — Росич (Москва) 2:2 (0:0)

7 ноября. 2-й тур

Группа А.

- 13:15 Лада (Димитровград) — Металлург (Аша) 0:3 (0:2)
- 14:00 Люберцы (Люберцы) — Магас-ИнгГУ (Назрань) 1:0 (0:0)

Группа В.

- 12:30 Ноглики (Ноглики) — Росич (Москва) 0:2 (0:0)
- 14:30 Химик-Август (Вурнары) — Факел (Киров) 2:2 (2:1)

9 ноября. 3-й тур

Группа А.

- 12:30 Металлург (Аша) — Люберцы (Люберцы) 1:0 (1:0)
- 14:30 Магас-ИнгГУ (Назрань) — Лада (Димитровград) 0:5 (0:4)

Группа В.

- 13:15 Факел (Киров) — Ноглики (Ноглики) 1:4 (0:3)
- 13:15 Росич (Москва) — Химик-Август (Вурнары) 0:1 (0:0)

#### Финальные игры
10 ноября. Стыковые матчи за 5-е и 7-е места.
- Матч за 7-е место, 12:30. «Факел» — «Магас-ИнгГУ» — 3:0 (1:0)
- Матч за 5-е место, 14:30. «Лада» — «Ноглики» — 1:2 (1:1)

11 ноября. Финал и матч за 3-е место.
- Матч за 3-е место, 11:00. «Росич» — «Люберцы» — 1:0 (0:0)
- Финал, 13:00. «Металлург» — «Химик-Август» — 1:1 (0:1, 0:0, пен. 2:3)

## Финал Кубка России. III дивизион
Финальный этап кубка России среди команд III дивизиона прошёл с 5 по 11 ноября 2018 года в Сочи на базе СК «Юность» (Адлерский район).
| № | Команды                      | 1   | 2   | 3   | 4   | 5   | 6   | В | Н | П | Голы | ±   | О  |
| - | ---------------------------- | --- | --- | --- | --- | --- | --- | - | - | - | ---- | --- | -- |
| 1 | Олимп (Москва)               |     | 2:2 | 3:3 | 5:1 | 1:0 | 7:0 | 3 | 2 | 0 | 18-6 | +12 | 11 |
| 2 | Атом (Нововоронеж)           | 2:2 |     | 2:2 | 1:0 | 3:1 | 3:1 | 3 | 2 | 0 | 11-6 | +5  | 11 |
| 3 | Череповец                    | 3:3 | 2:2 |     | 3:0 | 4:3 | 1:1 | 2 | 3 | 0 | 13-9 | +4  | 9  |
| 4 | Металлург (Магнитогорск)     | 1:5 | 0:1 | 0:3 |     | 2:1 | 4:0 | 2 | 0 | 3 | 7-10 | −3  | 6  |
| 5 | Рассвет (Красноярск)         | 0:1 | 1:3 | 3:4 | 1:2 |     | 3:0 | 1 | 0 | 4 | 8-10 | −2  | 3  |
| 6 | Ростов-2018 (Ростов-на-Дону) | 0:7 | 1:3 | 1:1 | 0:4 | 0:3 |     | 0 | 1 | 4 | 2-18 | −16 | 1  |

1 тур, 5 ноября

- 10:00 Атом (Нововоронеж) — Череповец (Череповец) 2:2 (1:1)
- 12:00 Металлург (Магнитогорск) — Олимп (Москва) 1:5 (0:2)
- 14:00 Рассвет (Красноярск) — Ростов-2018 (Ростов-на-Дону) 3:0 (2:0)

Лидер — Олимп (Москва)

2 тур, 6 ноября

- 10:00 Атом (Нововоронеж) — Металлург (Магнитогорск) 1:0 (1:0)
- 12:00 Олимп (Москва) — Рассвет (Красноярск) 1:0 (1:0)
- 14:00 Череповец (Череповец) — Ростов-2018 (Ростов-на-Дону) 1:1 (1:1)

Лидер — Олимп (Москва)

3 тур, 8 ноября

- 10:00 Металлург (Магнитогорск) — Череповец (Череповец) 0:3 (0:1)
- 12:00 Рассвет (Красноярск) — Атом (Нововоронеж) 1:3 (1:2)
- 14:00 Ростов-2018 (Ростов-на-Дону) — Олимп (Москва) 0:7 (0:2)

Лидер — Олимп (Москва)

4 тур, 9 ноября

- 10:00 Металлург (Магнитогорск) — Рассвет (Красноярск) 2:1 (2:0)
- 12:00 Атом (Нововоронеж) — Ростов-2018 (Ростов-на-Дону) 3:1 (1:1)
- 14:00 Череповец (Череповец) — Олимп (Москва) 3:3 (2:3)

Лидер — Олимп (Москва)

5 тур, 11 ноября

- 10:00 Ростов-2018 (Ростов-на-Дону) — Металлург (Магнитогорск) 0:4 (0:1)
- 12:00 Рассвет (Красноярск) — Череповец (Череповец) 3:4 (0:3)
- 14:00 Олимп (Москва) — Атом (Нововоронеж) 2:2 (1:1)